# Bande à Ruquier
 (juillet 2025).
Si vous disposez d'ouvrages ou d'articles de référence ou si vous connaissez des sites web de qualité traitant du thème abordé ici, merci de compléter l'article en donnant les références utiles à sa vérifiabilité et en les liant à la section « Notes et références ».

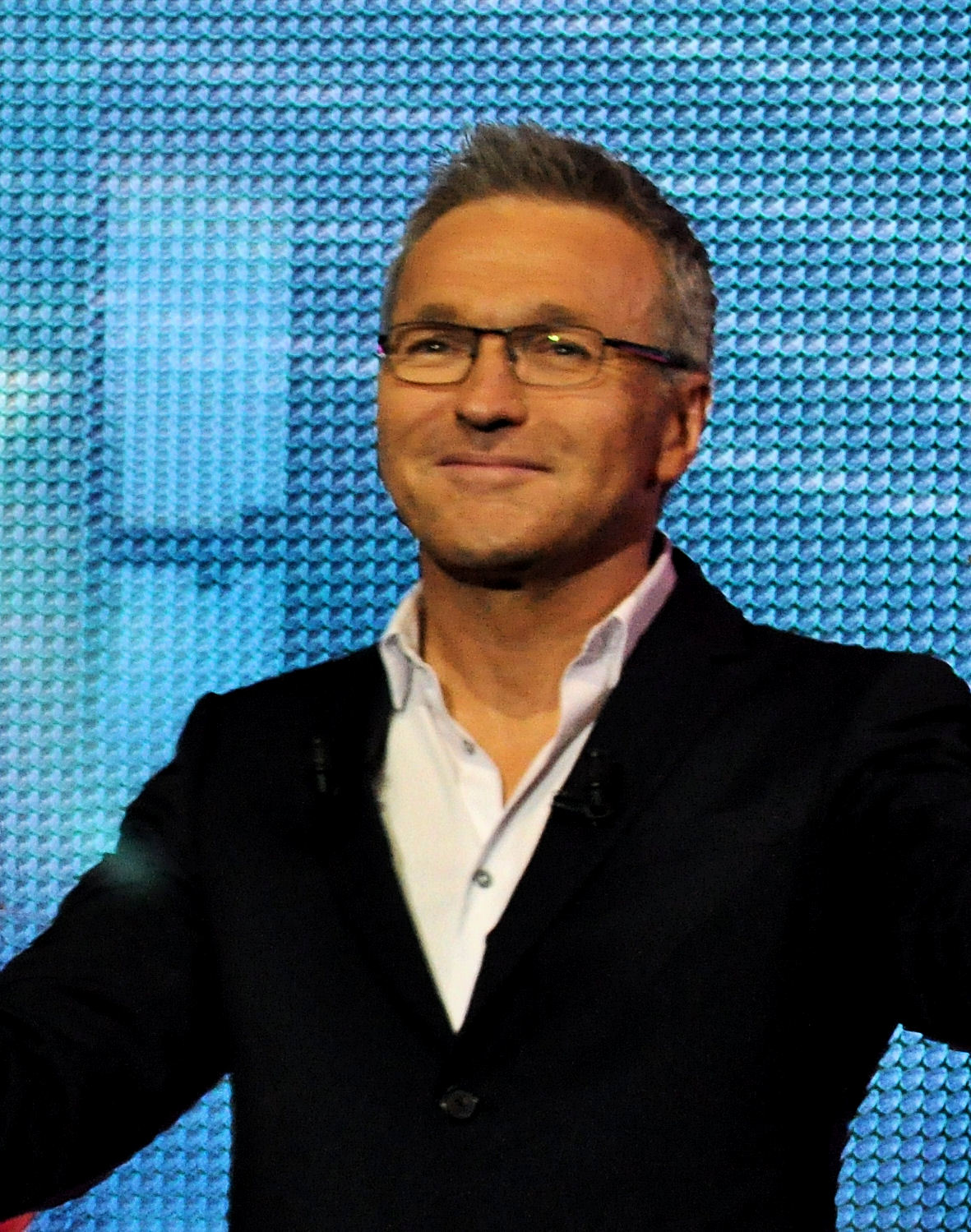
Laurent Ruquier en 2013.

La bande à Ruquier est une équipe de chroniqueurs entourant ou ayant entouré Laurent Ruquier dans ses diverses émissions, à la radio et à la télévision. Parmi les principaux et plus anciens intervenants depuis les années 1990, on note Isabelle Alonso, Jean Benguigui, Pierre Bénichou, Michèle Bernier, Jean-Marie Bigard, Steevy Boulay, Christine Bravo, Jean-Pierre Coffe, Caroline Diament, Philippe Geluck, Valérie Mairesse, Isabelle Mergault, Isabelle Motrot, Claude Sarraute, Jean-Philippe Janssens ou encore Titoff.

## Liste des émissions
La bande à Ruquier se compose notamment des collaborateurs de Laurent Ruquier lors des émissions suivantes :
- Les Niouzes (TF1, 1995)
- Rien à cirer (France Inter et parfois France 2, 1991-1996)
- Les p'tits dej's (France Inter, 1995-1996)
- Changement de direction (France Inter, 1996-1997)
- Dans tous les sens (France Inter, 1997-1999)
- On va s'gêner (Europe 1 et mensuellement sur France 4 en 2010, 1999-2014)
- On a tout essayé (France 2, 2000-2007)
- On n'est pas couché (France 2, 2006-2020)
- On n'a pas tout dit (France 2, 2007-2008)
- On a tout révisé (France 2, 2009-2011)
- On n'demande qu'à en rire[2] (France 2, 2010-2012)
- L'Émission pour tous (France 2, 2014)
- Les Grosses Têtes (RTL, Paris Première et France 2, depuis 2014)
- Les Enfants de la télé (France 2, 2017-2023)
- On est en direct (France 2, 2020-2022)

## Liste des chroniqueurs
Voici une liste non exhaustive des chroniqueurs et ex-chroniqueurs de la Bande à Ruquier[réf. nécessaire] :
- Haut – A
- B
- C
- D
- E
- F
- G
- H
- I
- J
- K
- L
- M
- N
- O
- P
- Q
- R
- S
- T
- U
- V
- W
- X
- Y
- Z

### A
- Ary Abittan
- Patrick Adler (1993-1995)
- Christophe Alévêque (1994-2012)
- Sandrine Alexi
- Philippe Alfonsi (1999-2011)
- Isabelle Alonso (2000-2015)
- Jean Amadou
- Marcel Amont (†)
- Ève Angeli (2008-2012)
- Anggun (depuis 2024)
- Christine Angot (2017-2019)
- Anne-Sophie Aparis
- Sophia Aram
- Thierry Ardisson (†)
- Armelle
- Julie Arnold
- Artus
- Az (actuel)

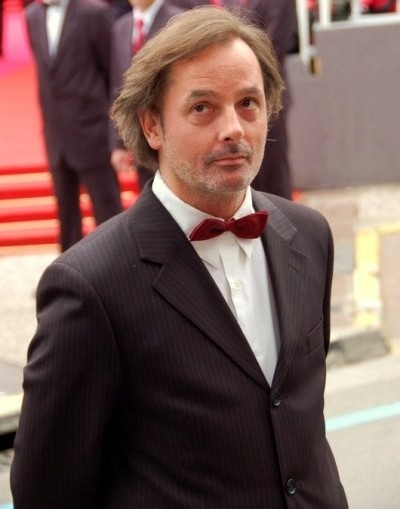
Christophe Alévêque
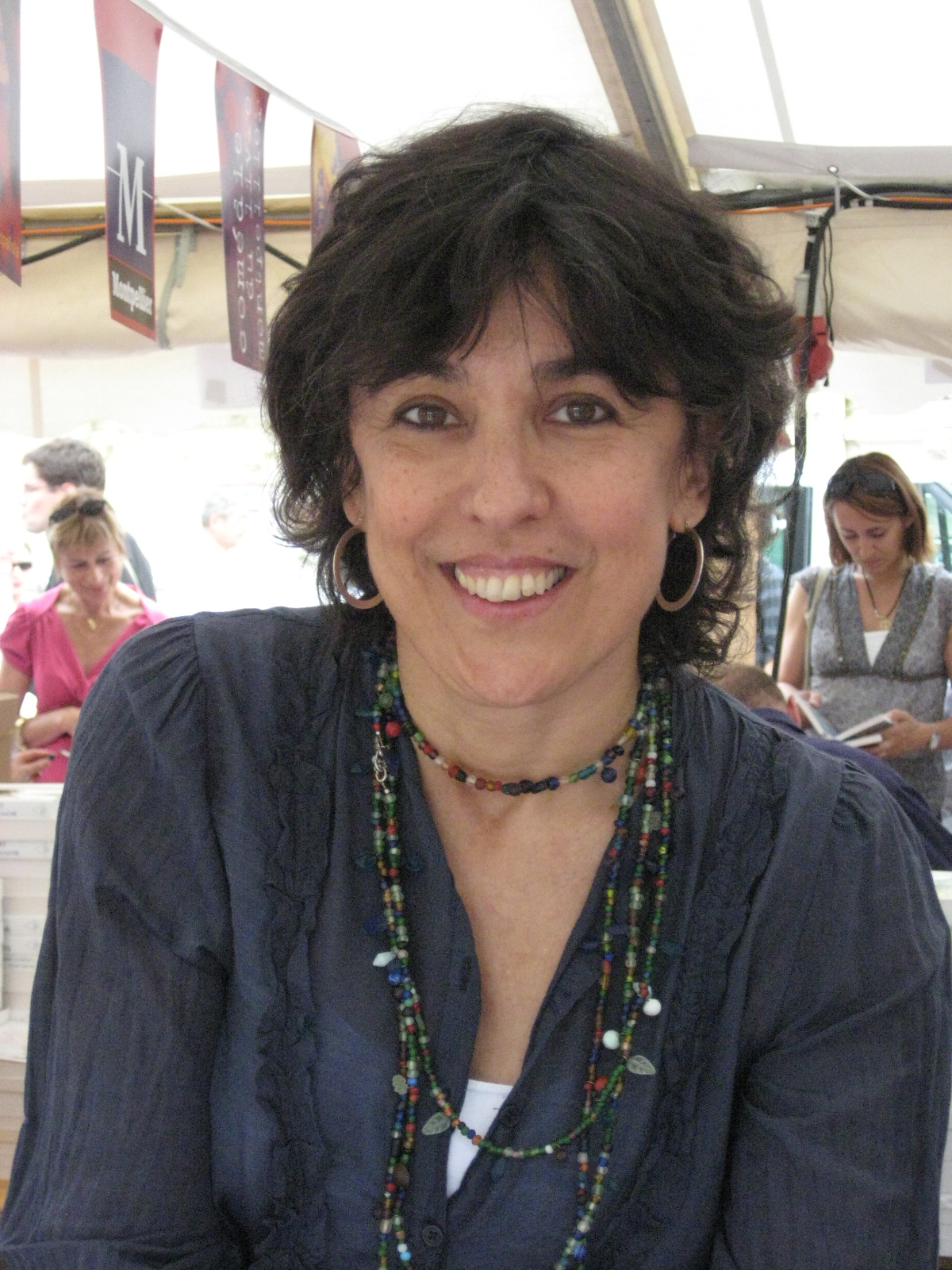
Isabelle Alonso
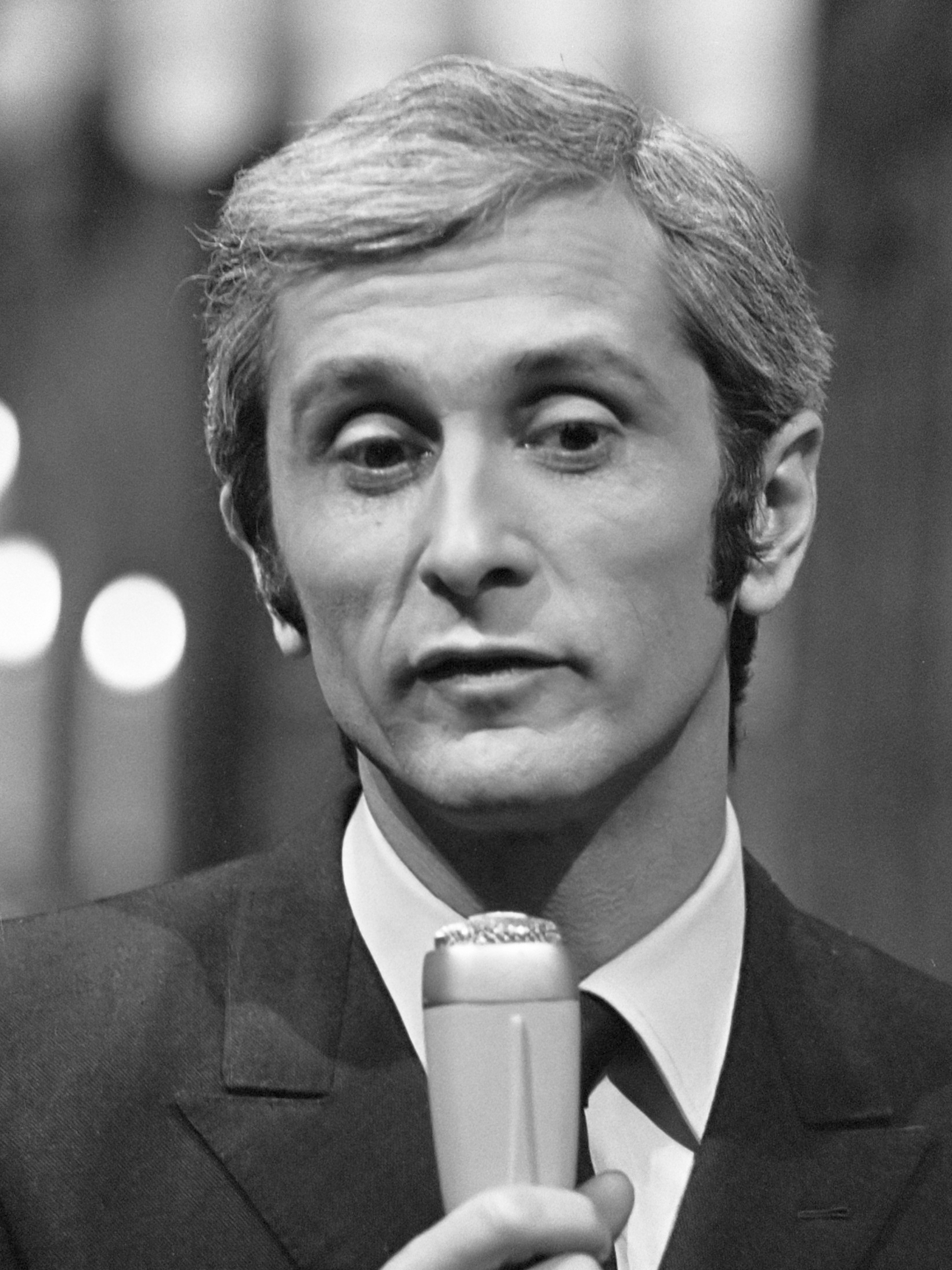
Marcel Amont
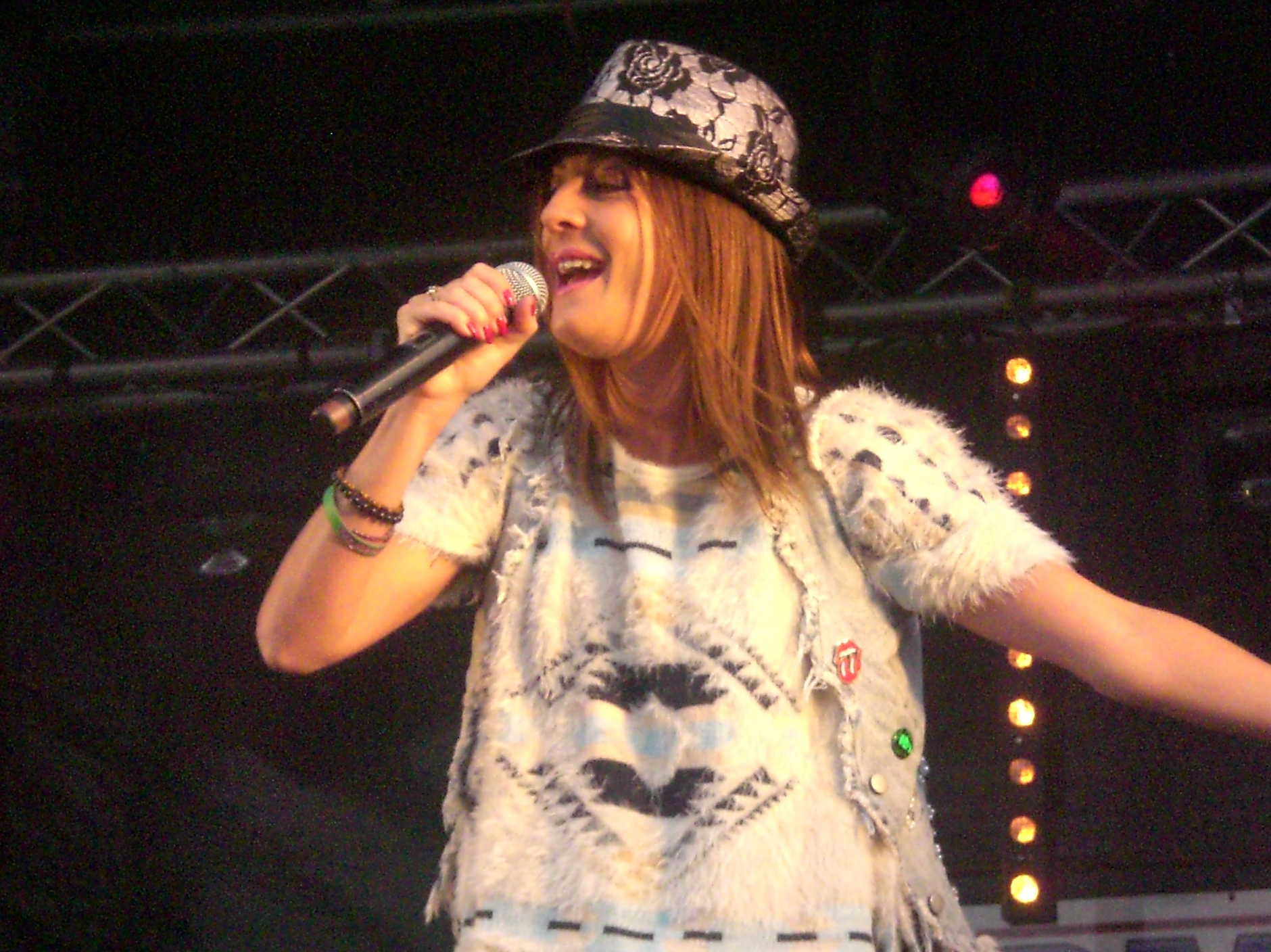
Ève Angeli
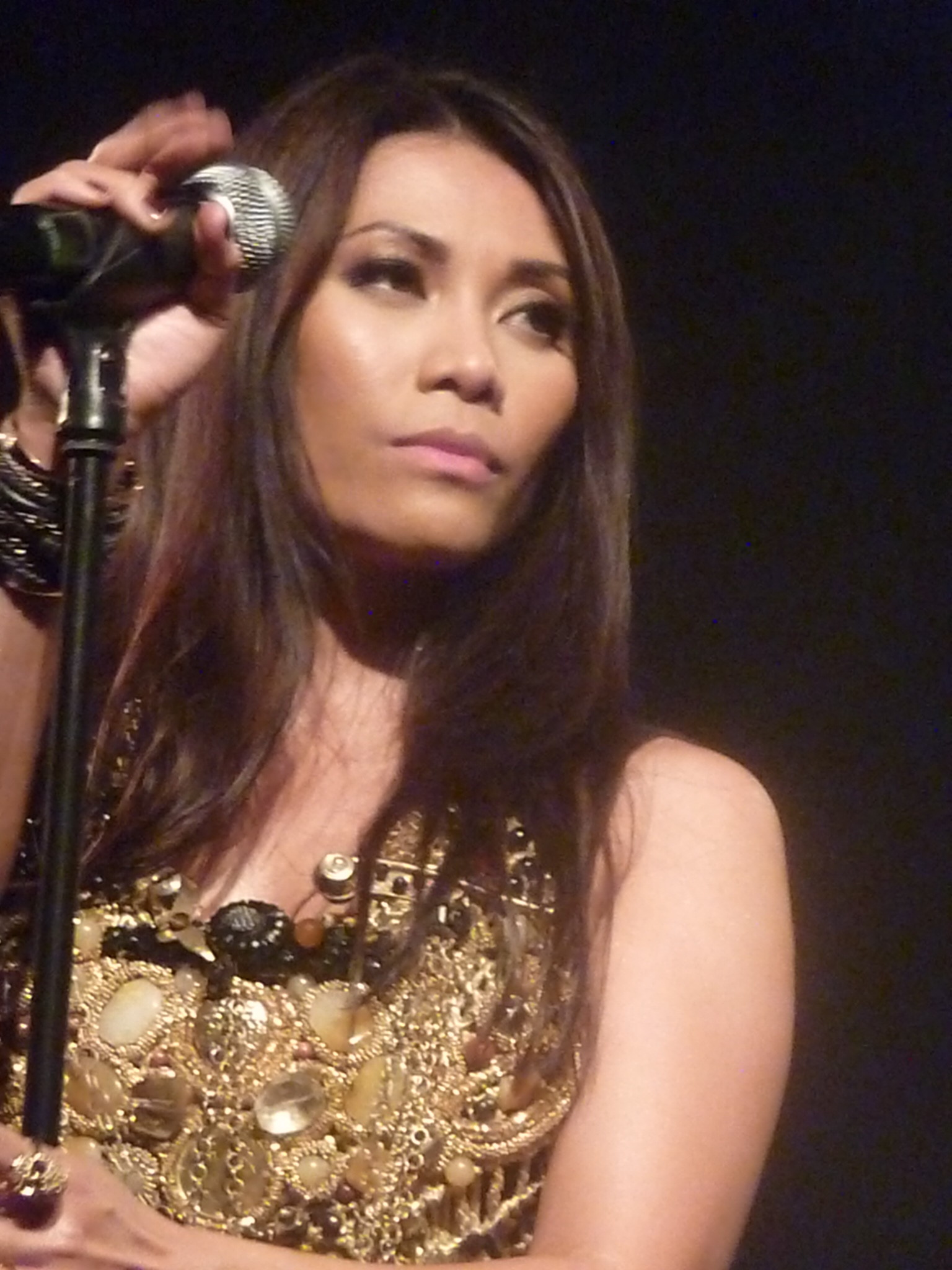
Anggun
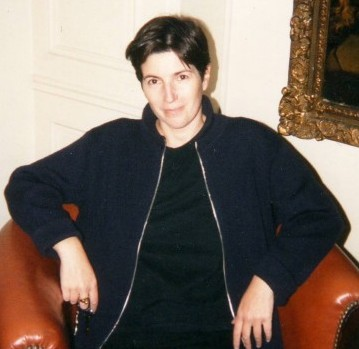
Christine Angot
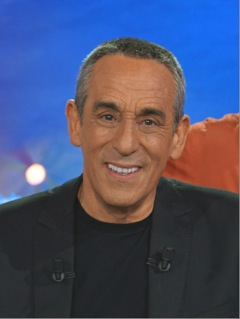
Thierry Ardisson
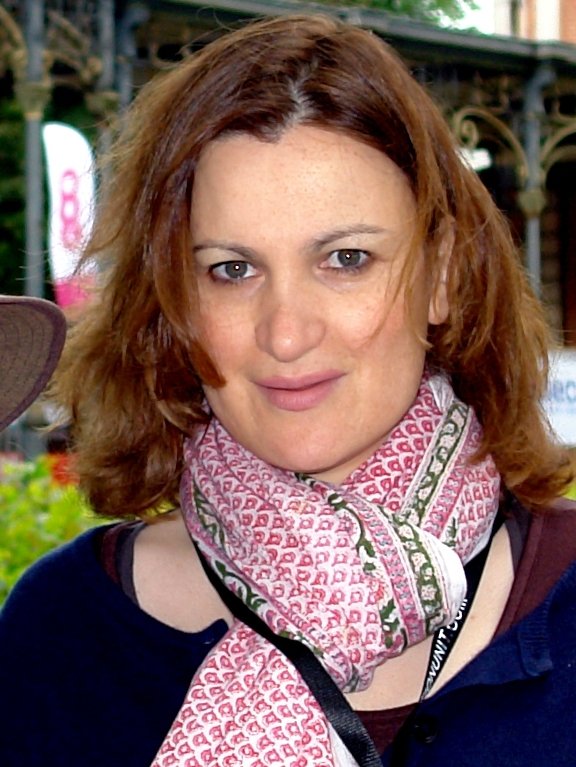
Armelle
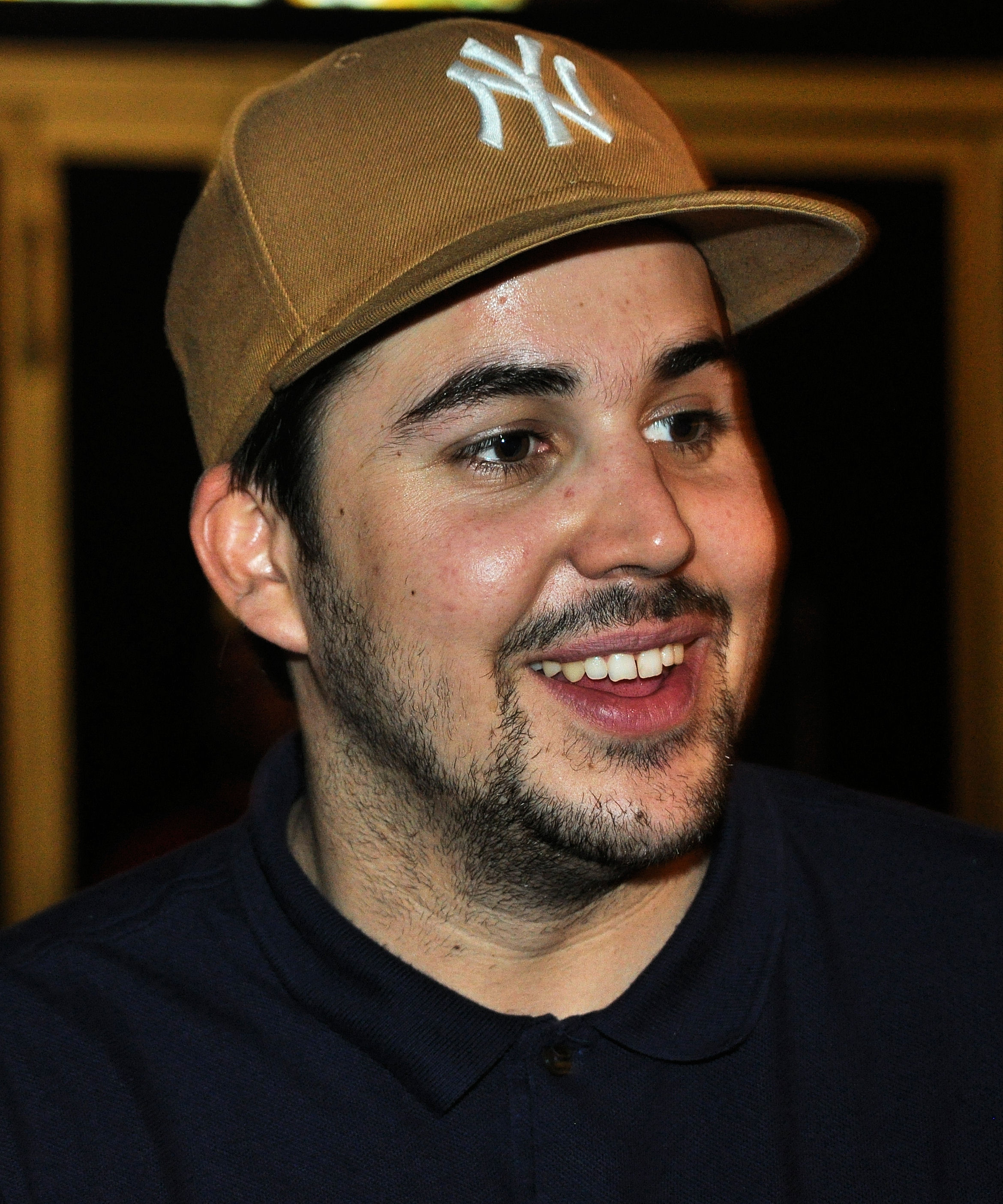
Artus

### B
- Roselyne Bachelot (2015-2020; 2022-)
- Laurent Baffie (depuis 2014)
- Stéphane Bak
- Jacques Balutin
- Christophe Barbier (actuel)
- Frigide Barjot (2001-2005)
- Catherine Barma (2010-2020)
- Stéphanie Bataille
- Christophe Beaugrand (depuis 2010)
- Melha Bedia (actuelle)
- Nicolas Bedos
- Florence Belkacem
- Olivier Bellamy (actuel)
- Valérie Bénaïm
- Jean Benguigui (depuis 2001)
- Pierre Bénichou (2000-2020) (†)
- Olivier de Benoist
- François Berléand (actuel)
- Michèle Bernier (depuis 2004)
- Dominique Besnehard
- Philippe Besson
- Jean-Éric Bielle
- Jean-Marie Bigard (depuis 1999)
- Bilco
- Eric Blanc
- Laurence Boccolini
- Igor Bogdanoff (2015-2018) (†)
- Grichka Bogdanoff (2015-2018) (†)
- Dan Bolender
- Jérôme Bonaldi (2000-2014)
- Booder
- Dany Boon
- David Boring (actuel)
- Max Boublil (actuel)
- Pierre Bouby (depuis 2016)
- Michel Boujenah (depuis 2015)
- Steevy Boulay (depuis 2001)
- Darie Boutboul (actuelle)
- Pierre Bouteiller (†)
- Philippe Bouvard
- Christine Bravo (1996-2016, 2020-...)
- Pascal Brunner (†)
- Antoine Buéno
- Stomy Bugsy (actuel)
- Vanessa Burggraf (2016-2017)

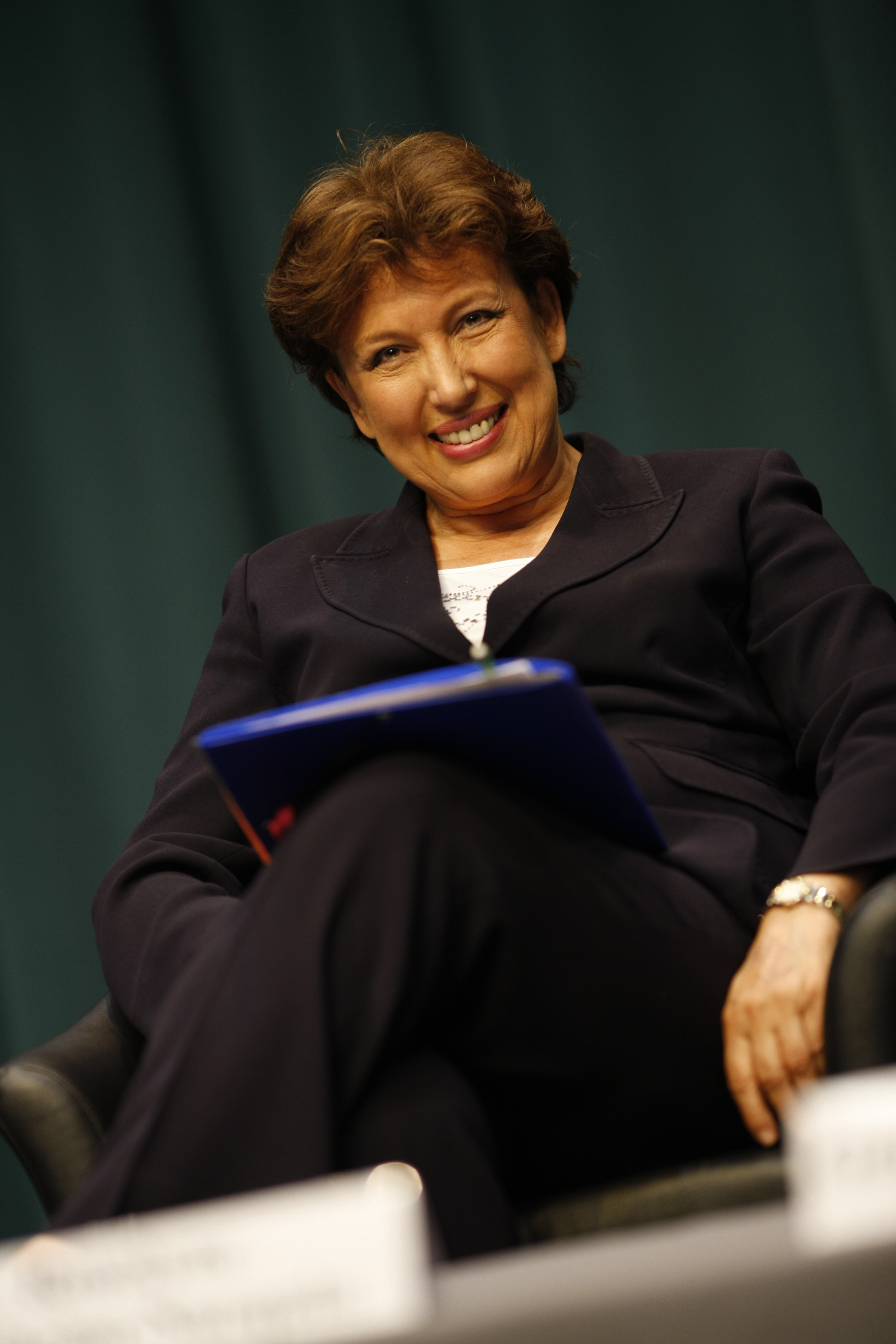
Roselyne Bachelot
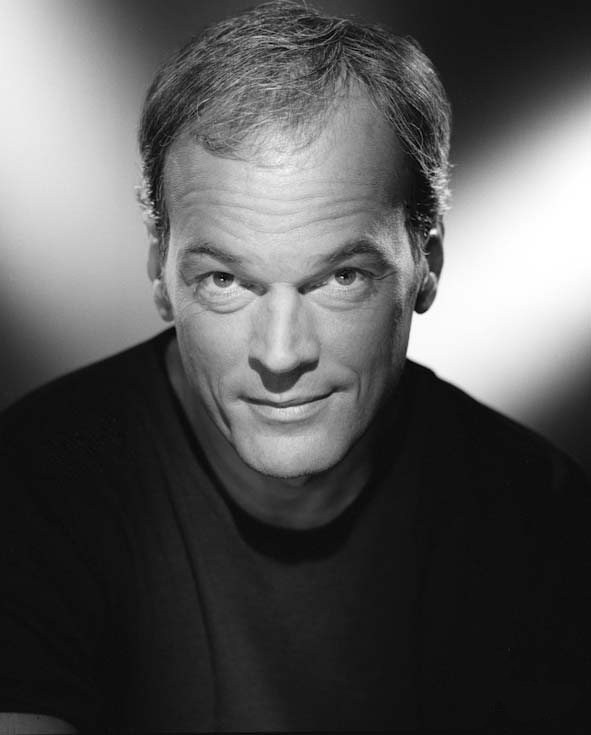
Laurent Baffie
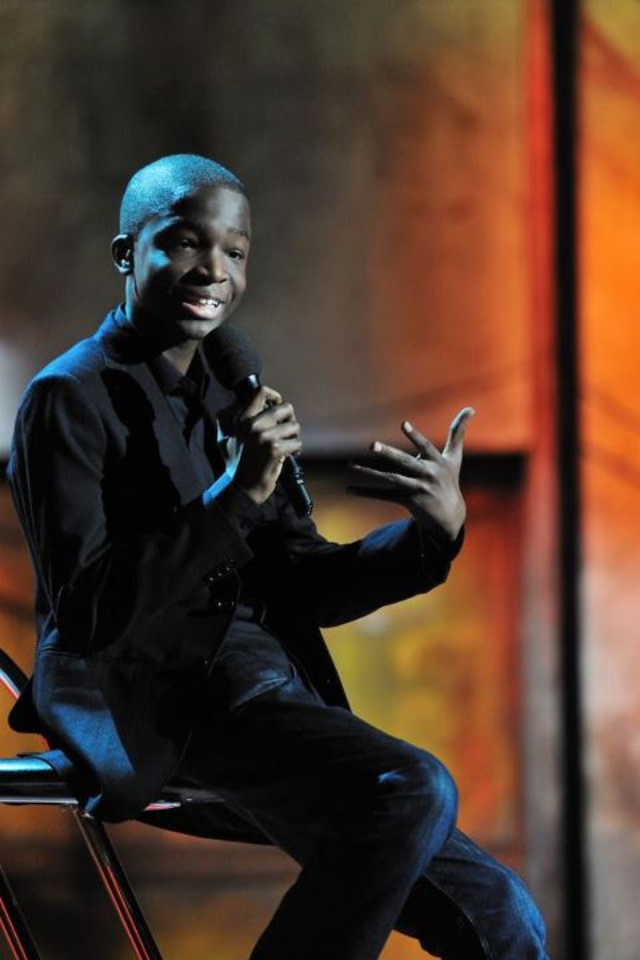
Stéphane Bak
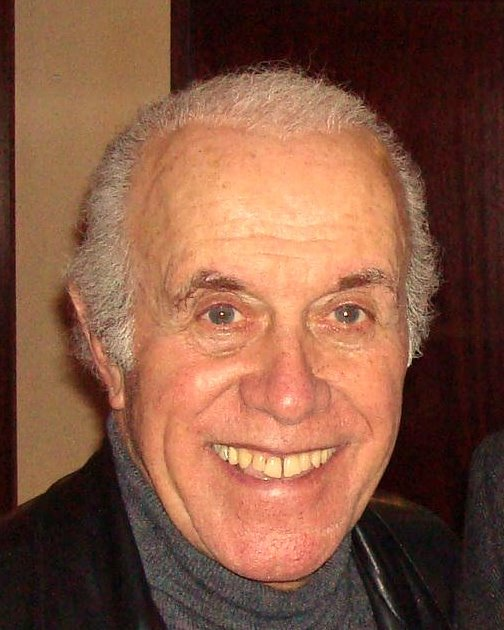
Jacques Balutin
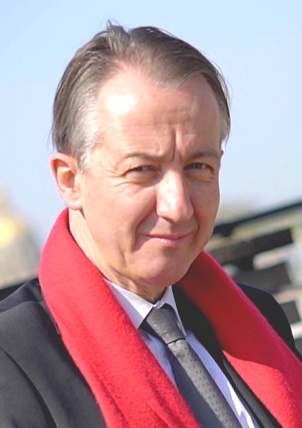
Christophe Barbier
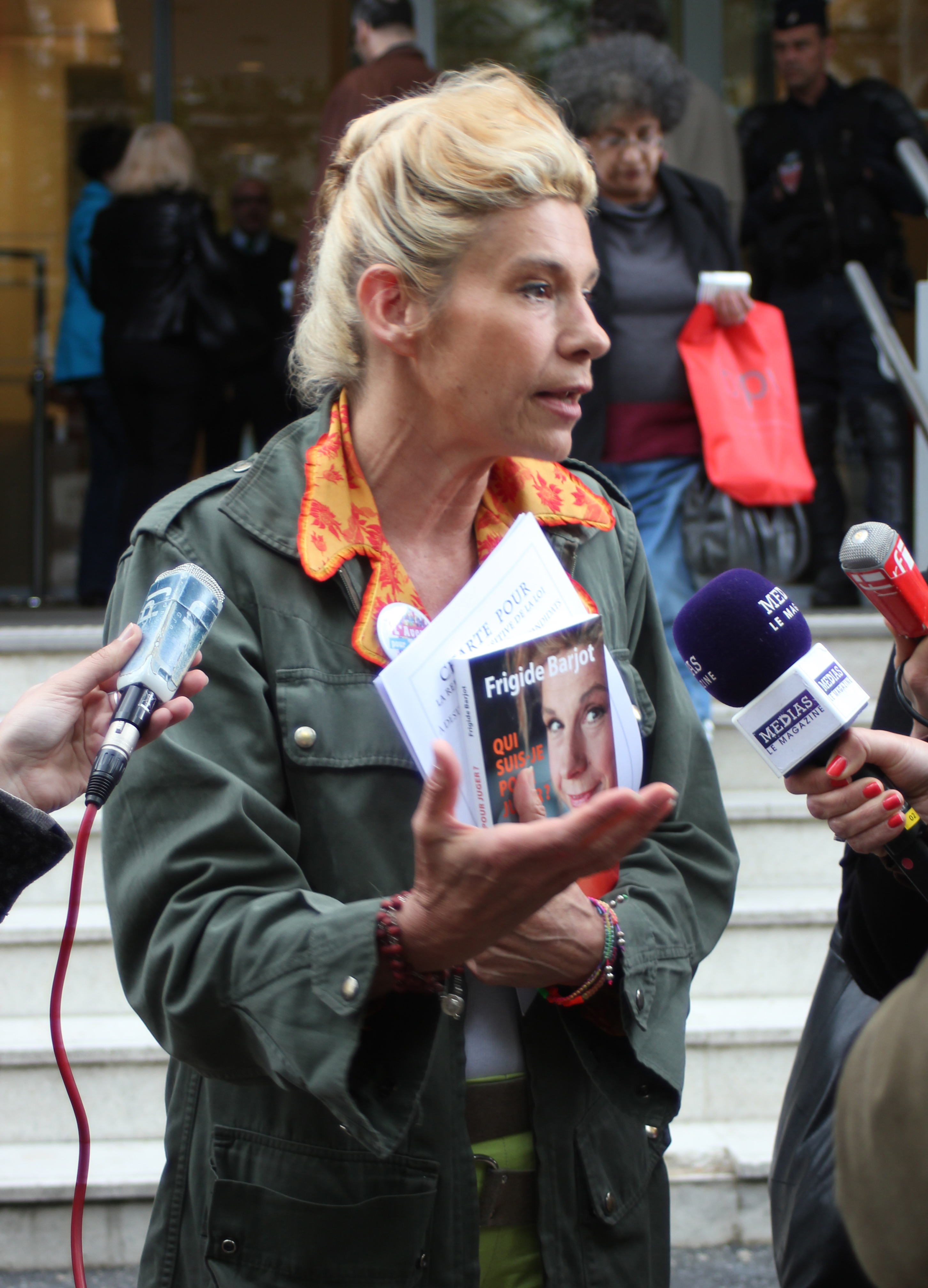
Frigide Barjot
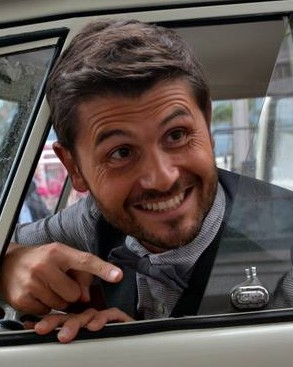
Christophe Beaugrand
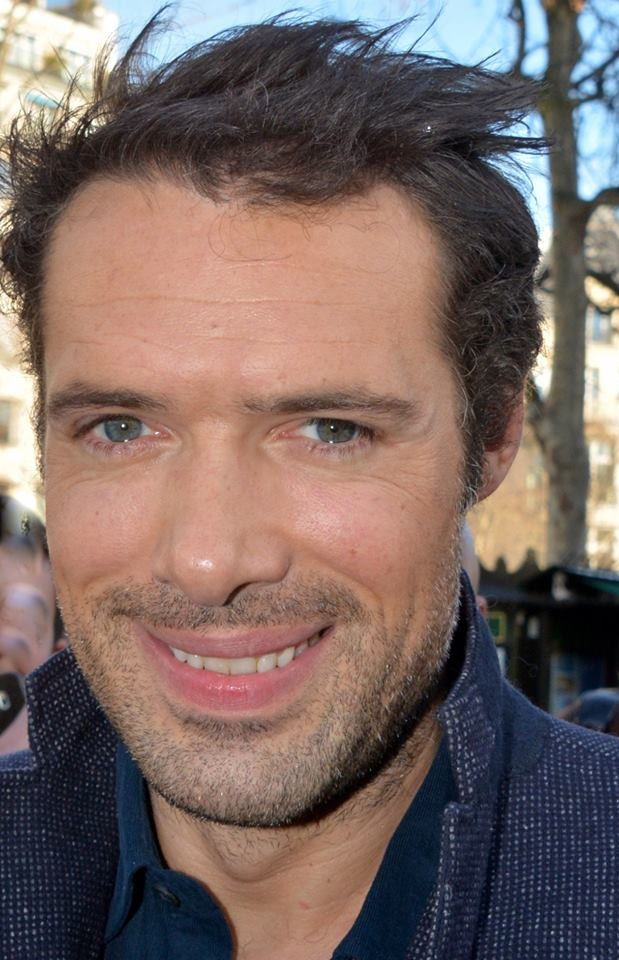
Nicolas Bedos
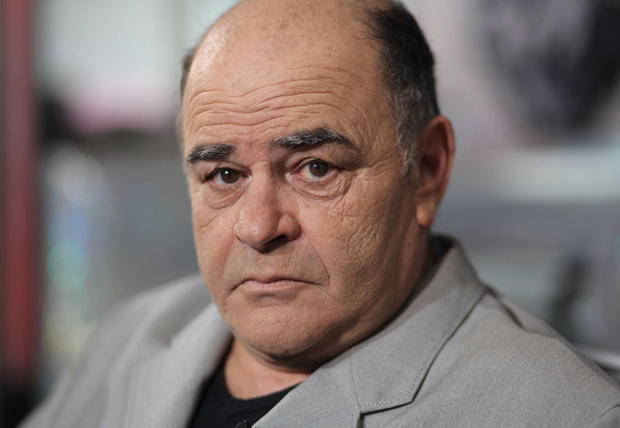
Jean Benguigui
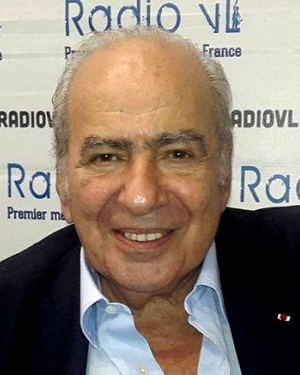
Pierre Bénichou
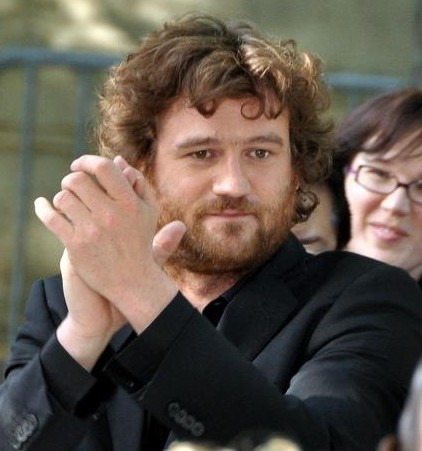
Olivier de Benoist
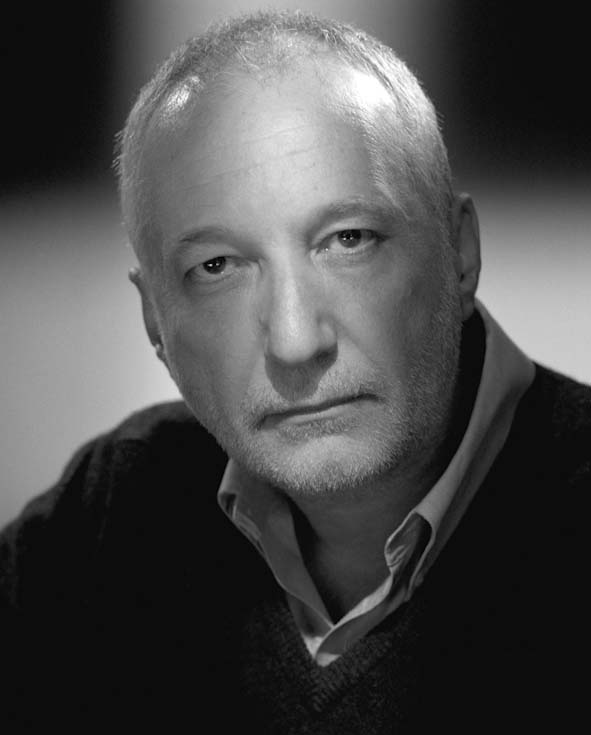
François Berléand
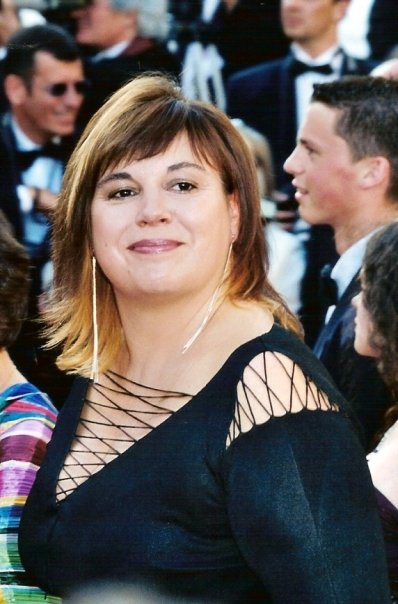
Michèle Bernier
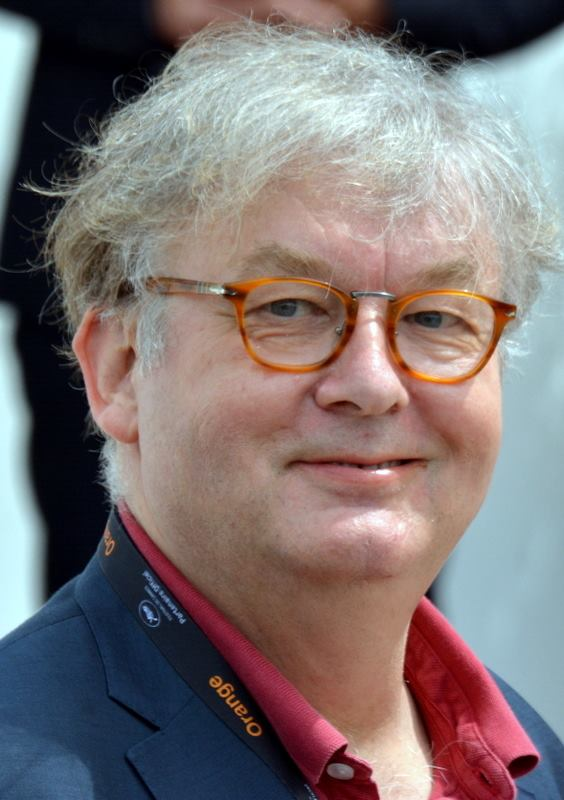
Dominique Besnehard
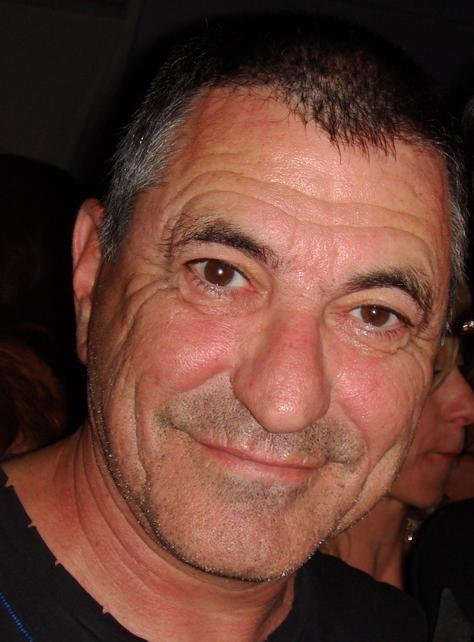
Jean-Marie Bigard
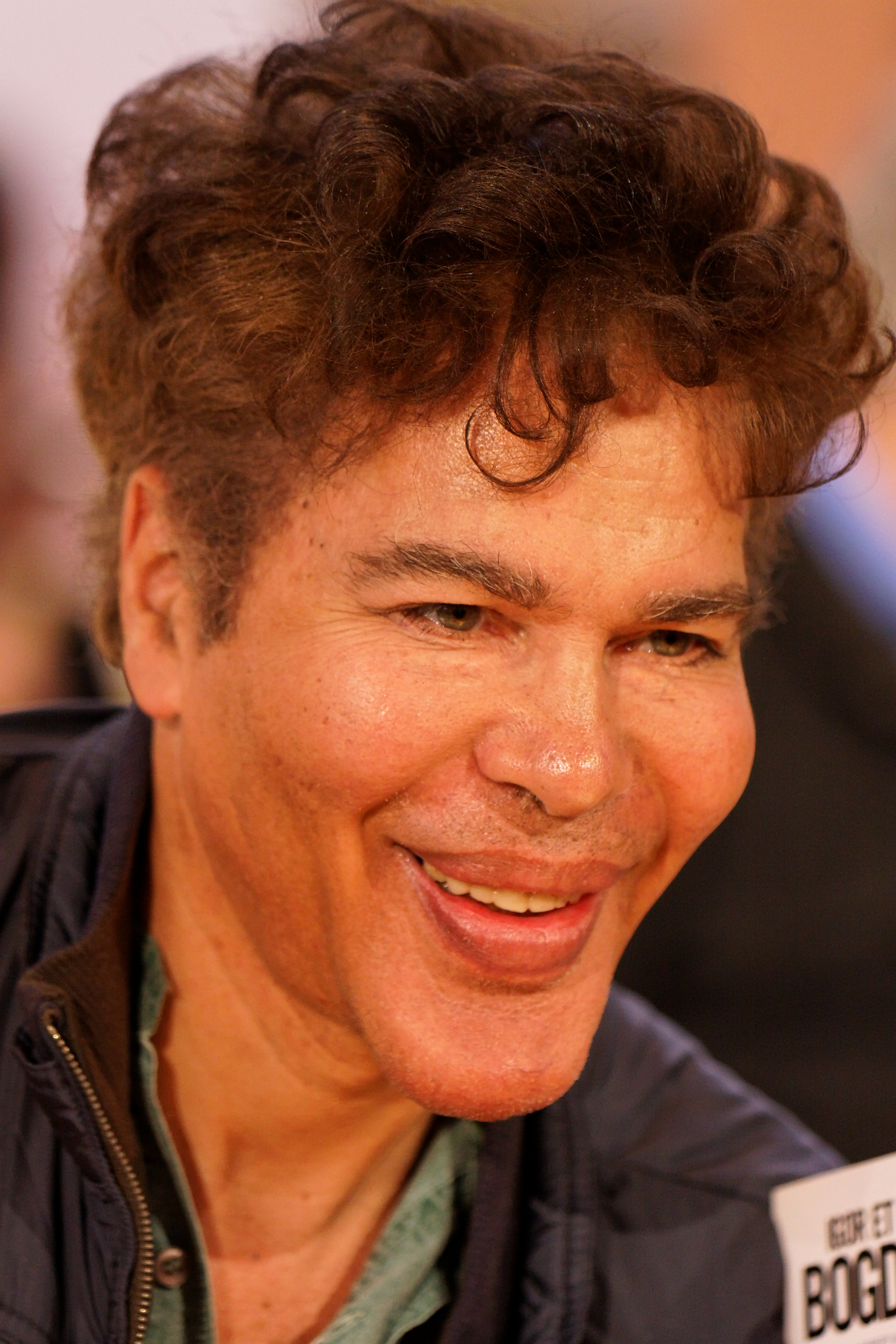
Igor Bogdanoff
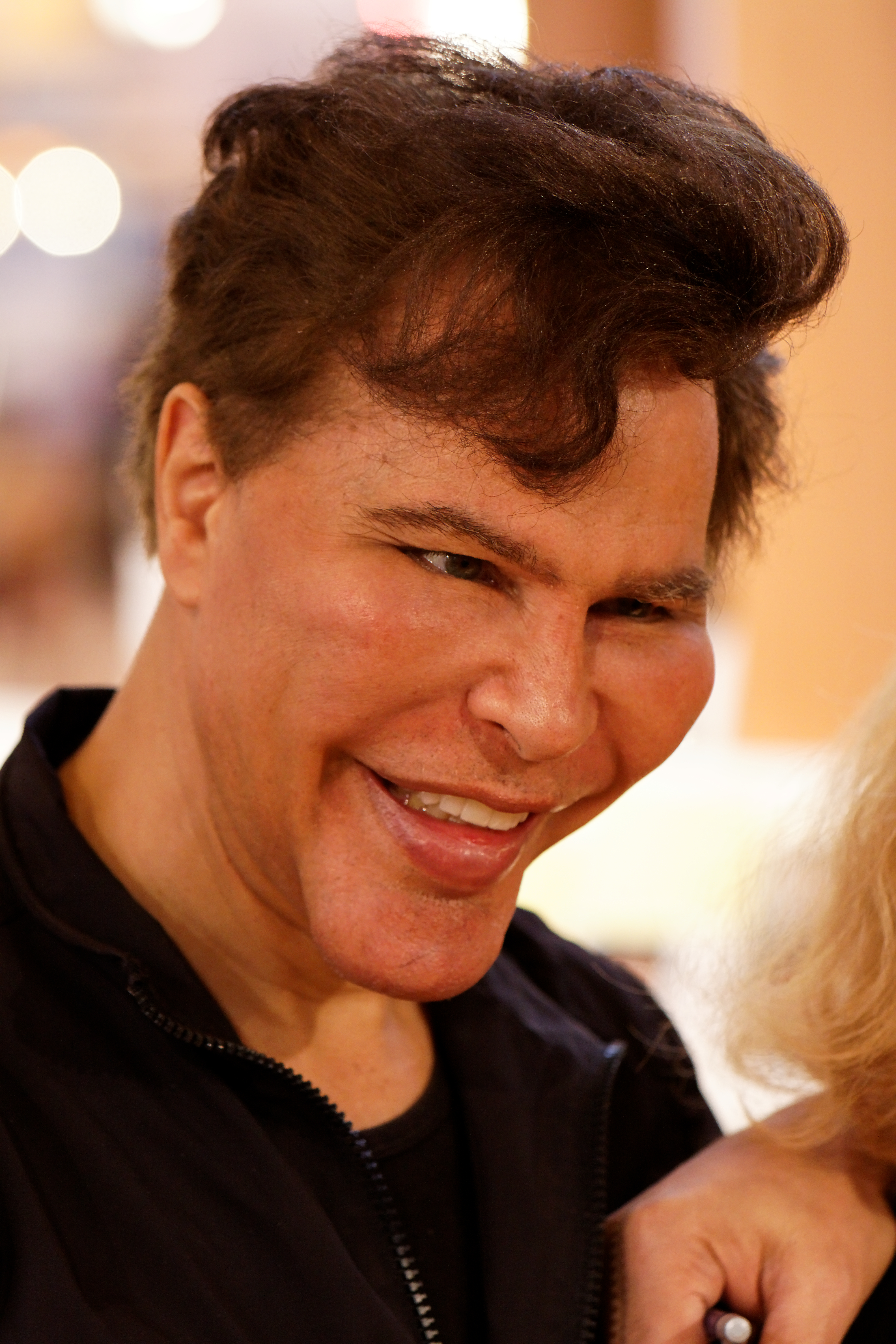
Grichka Bogdanoff
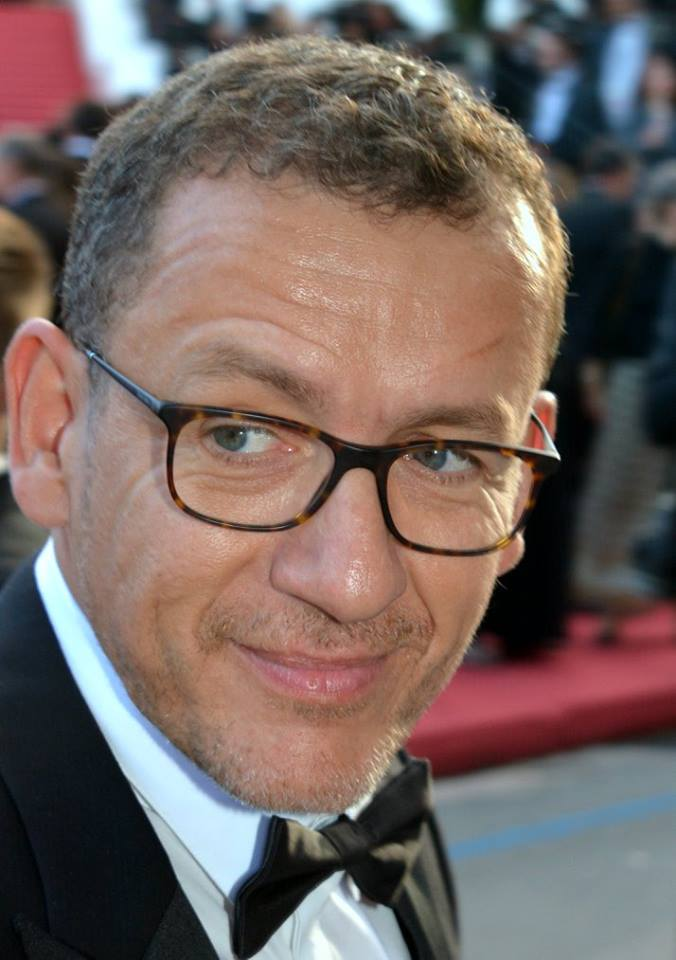
Dany Boon
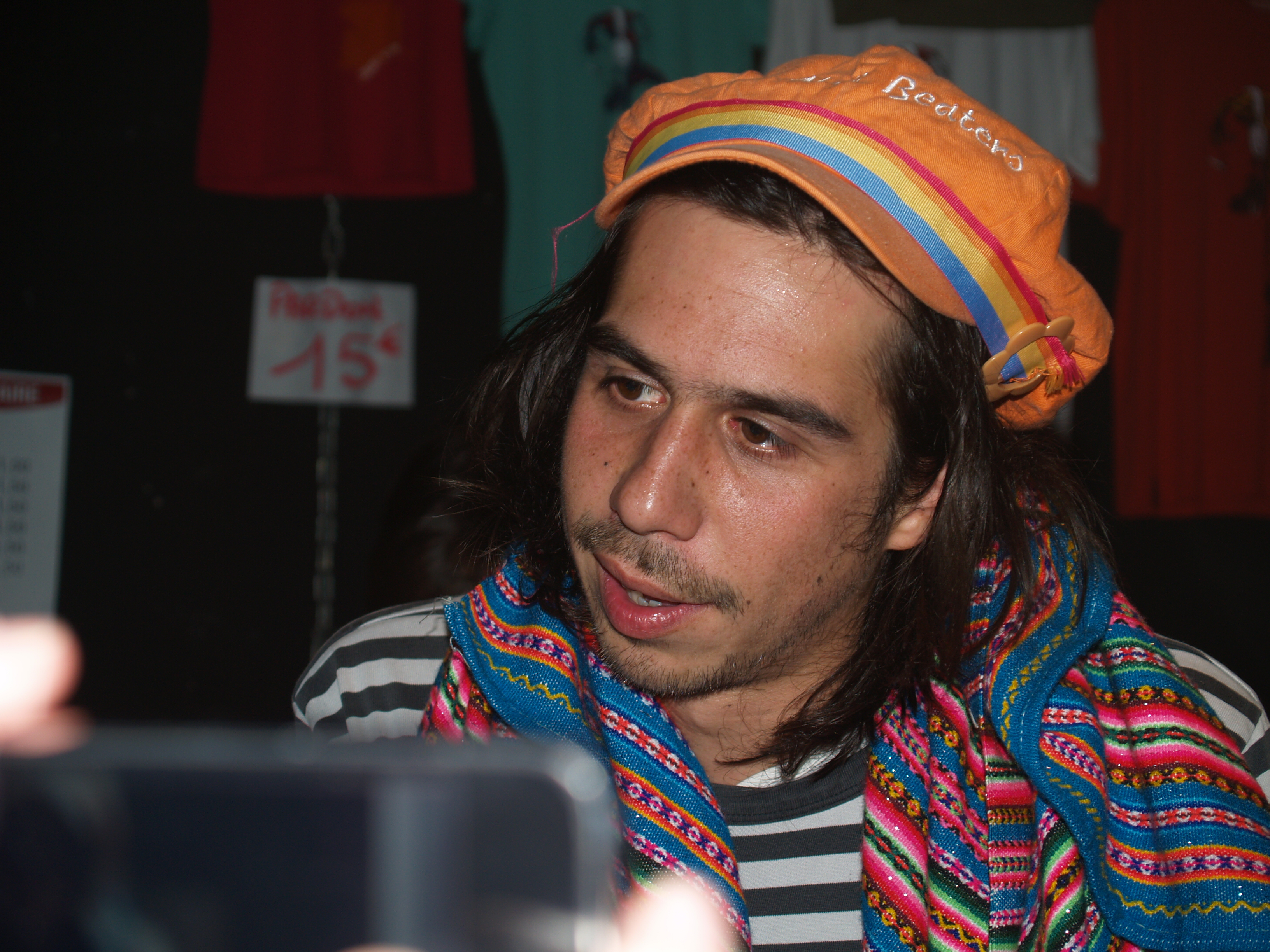
David Boring
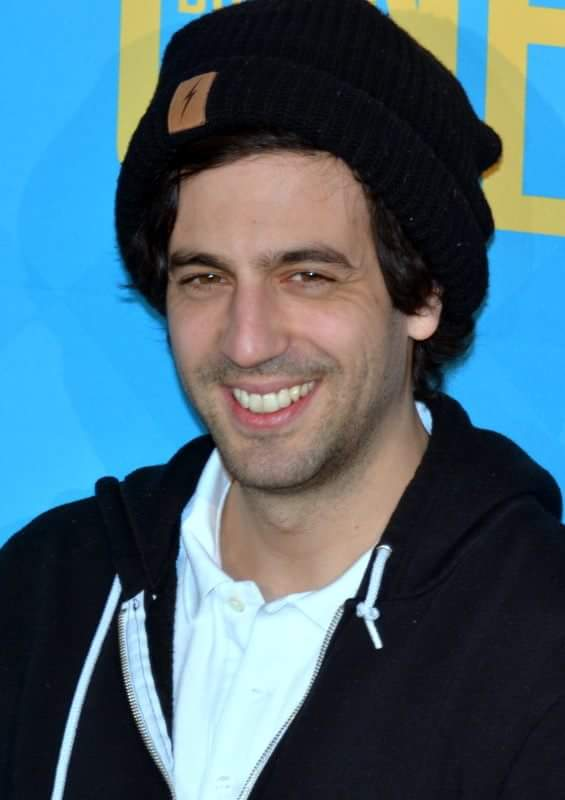
Max Boublil
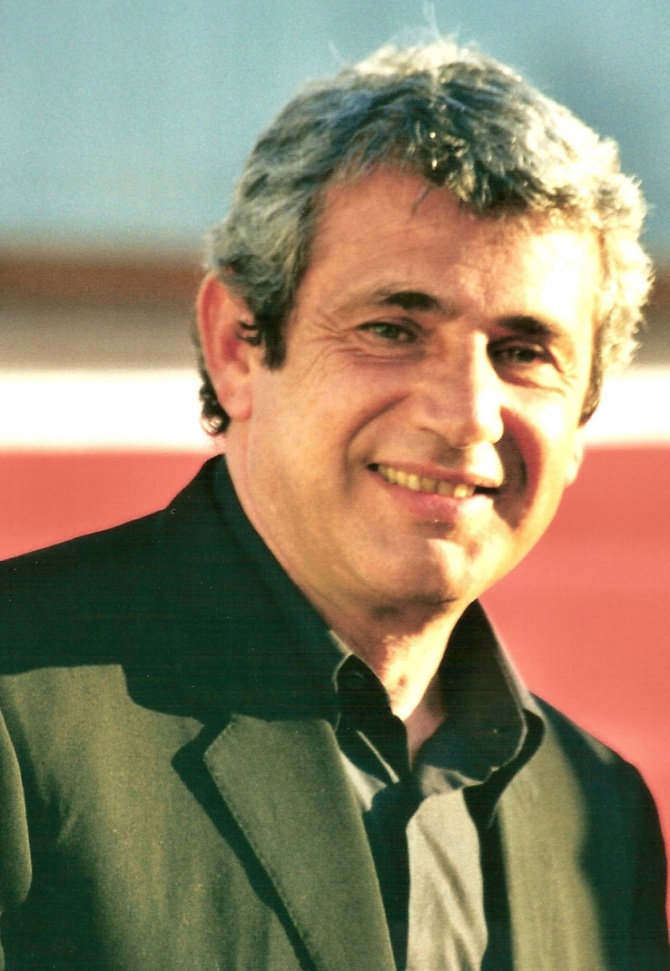
Michel Boujenah
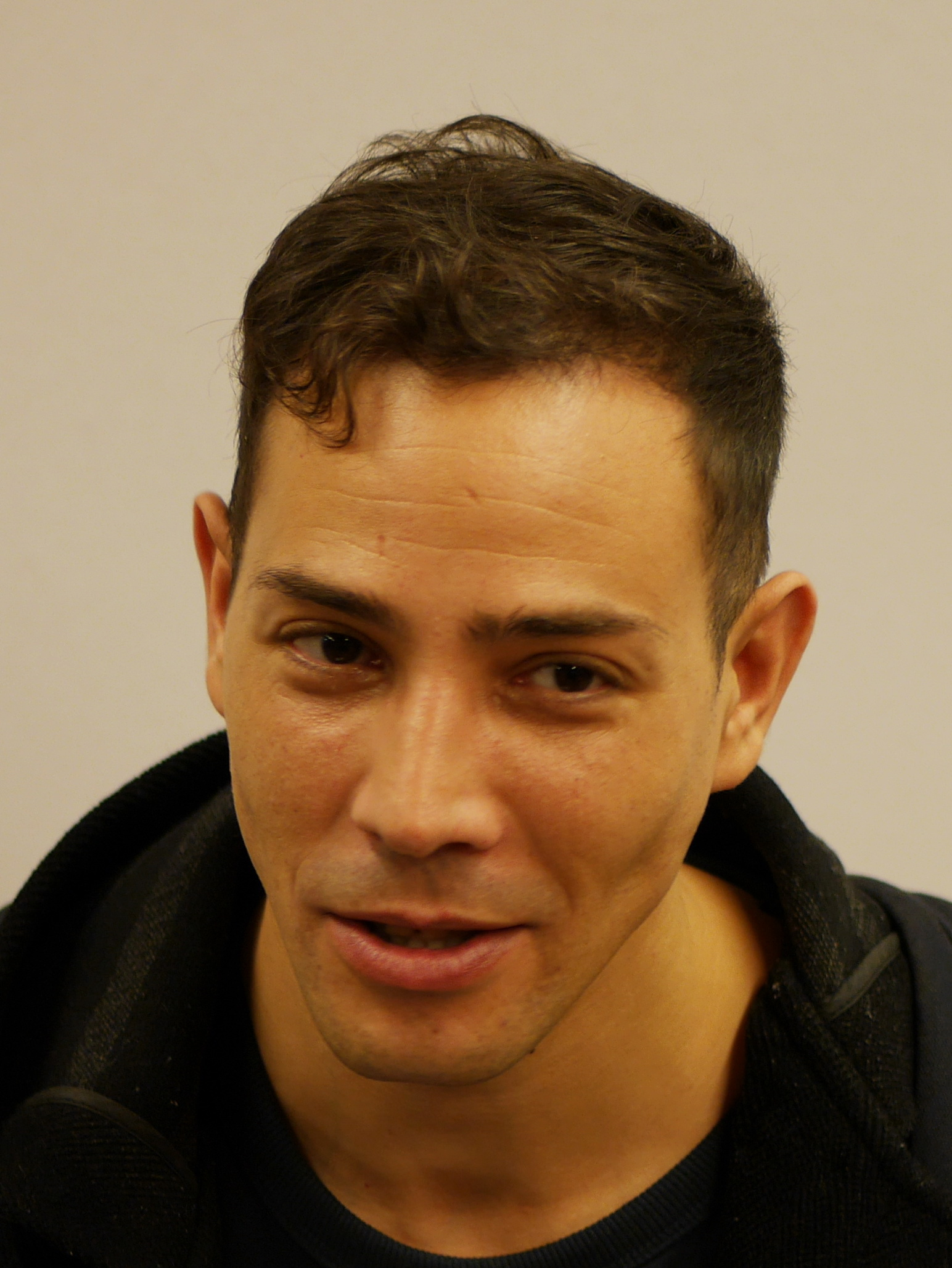
Steevy Boulay
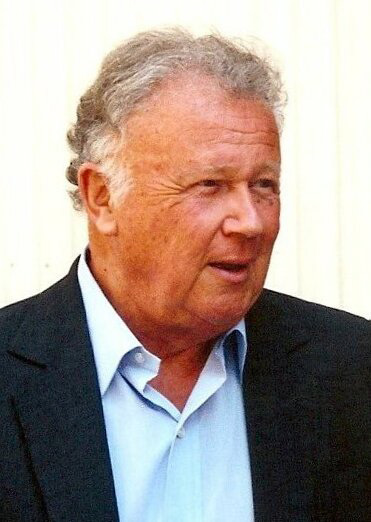
Philippe Bouvard
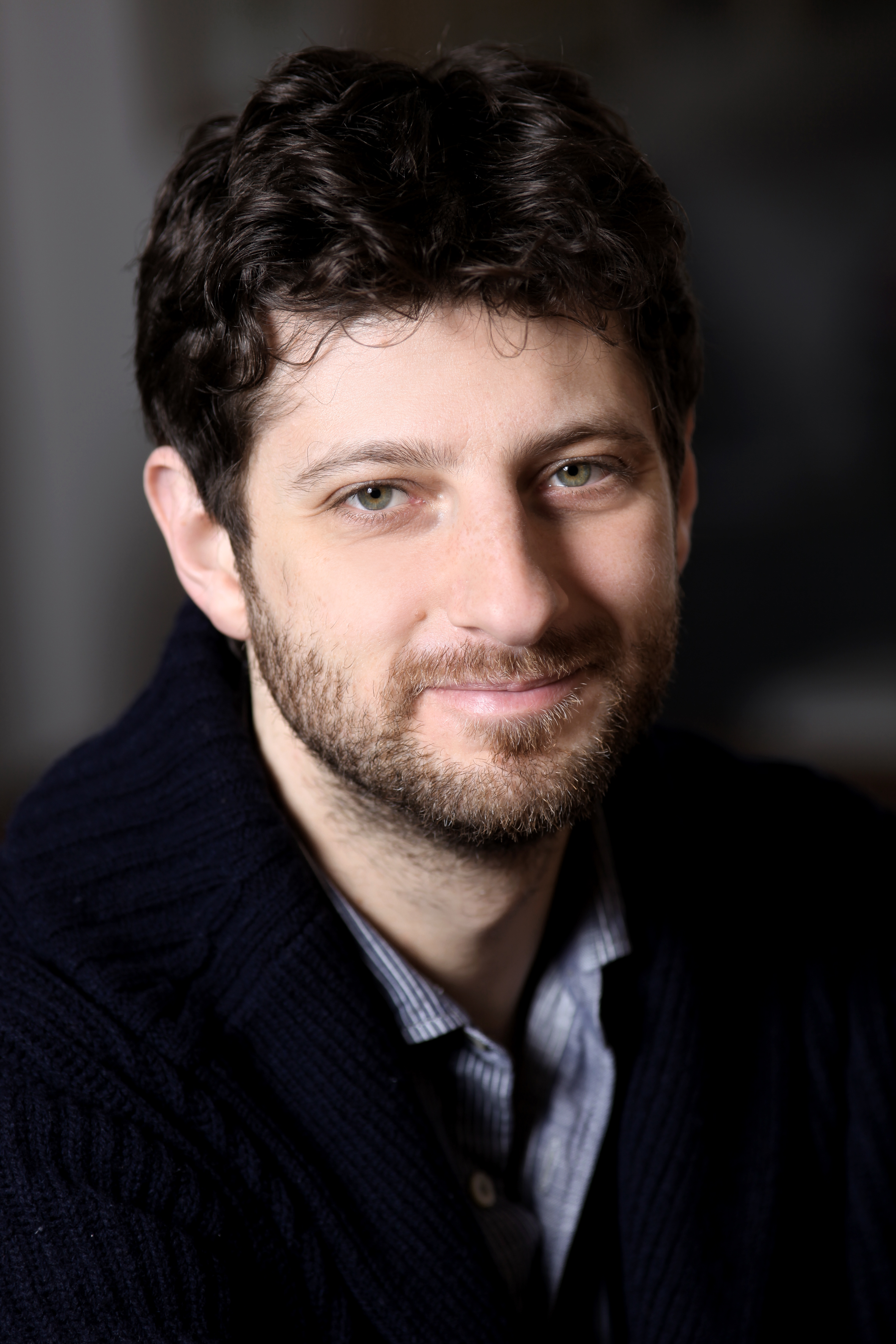
Antoine Buéno
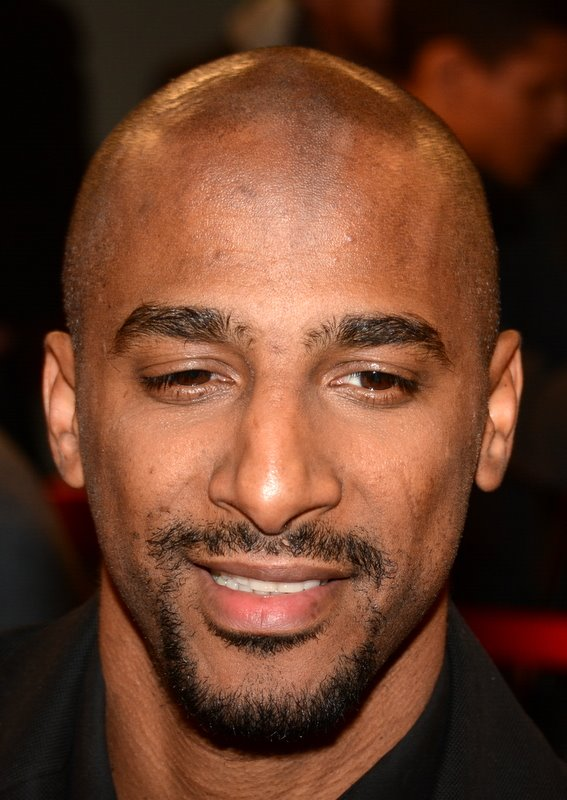
Stomy Bugsy

### C
- Guy Carlier
- Aymeric Caron (2012-2015)
- Jean-Claude Carrière (1999-2005) (†)
- Benjamin Castaldi
- Sébastien Castro
- Philippe Caverivière
- Vincent Cerutti
- Constance Chaillet
- Bernard Chapuis
- Jérémy Charbonnel
- Frédéric Chevit
- Jean-Loup Chiflet
- Chraz
- Christelle Chollet
- Philippe Claudel (actuel)
- Virginie de Clausade
- Péri Cochin (2001-2013, 2018)
- Jean-Pierre Coffe (2010-2016) (†)
- Stéphane Collaro
- Jordane Colombel
- Charles Consigny (2014, 2018-2019)
- Constance (actuelle)
- Cristina Córdula (depuis 2015)
- Arnaud Cosson
- Laurence Côte
- David Coudyser
- Arnaud Crampon

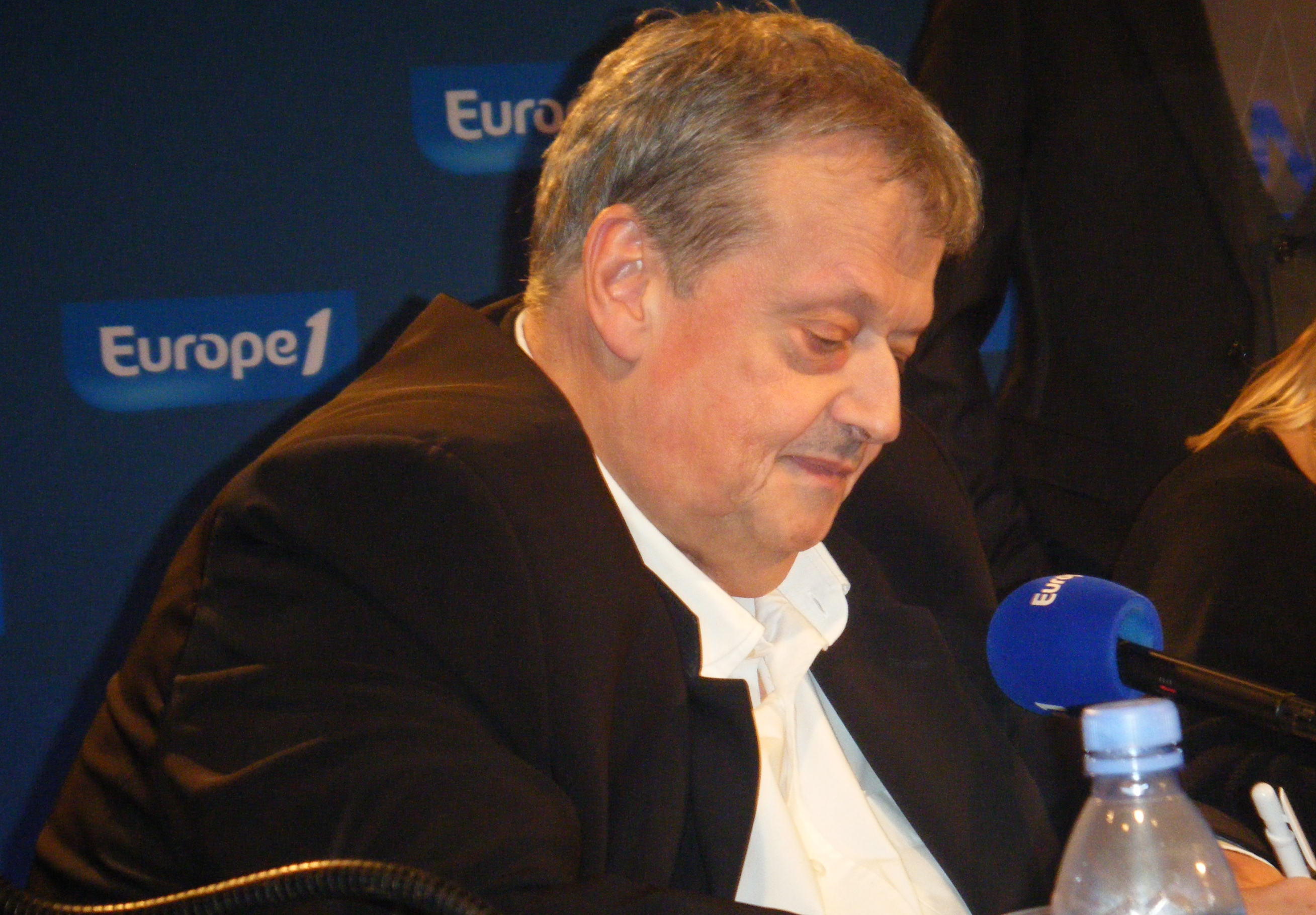
Guy Carlier
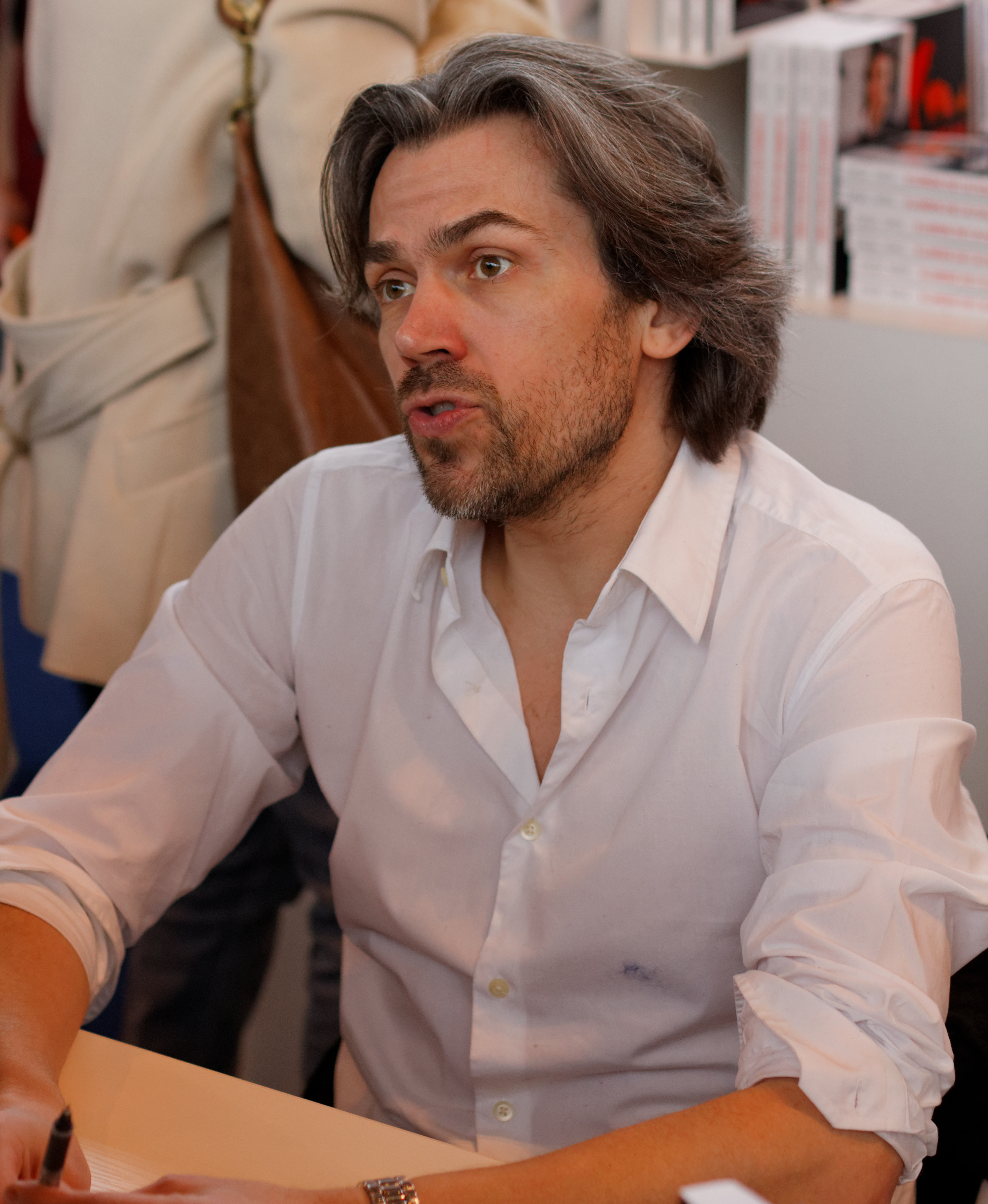
Aymeric Caron
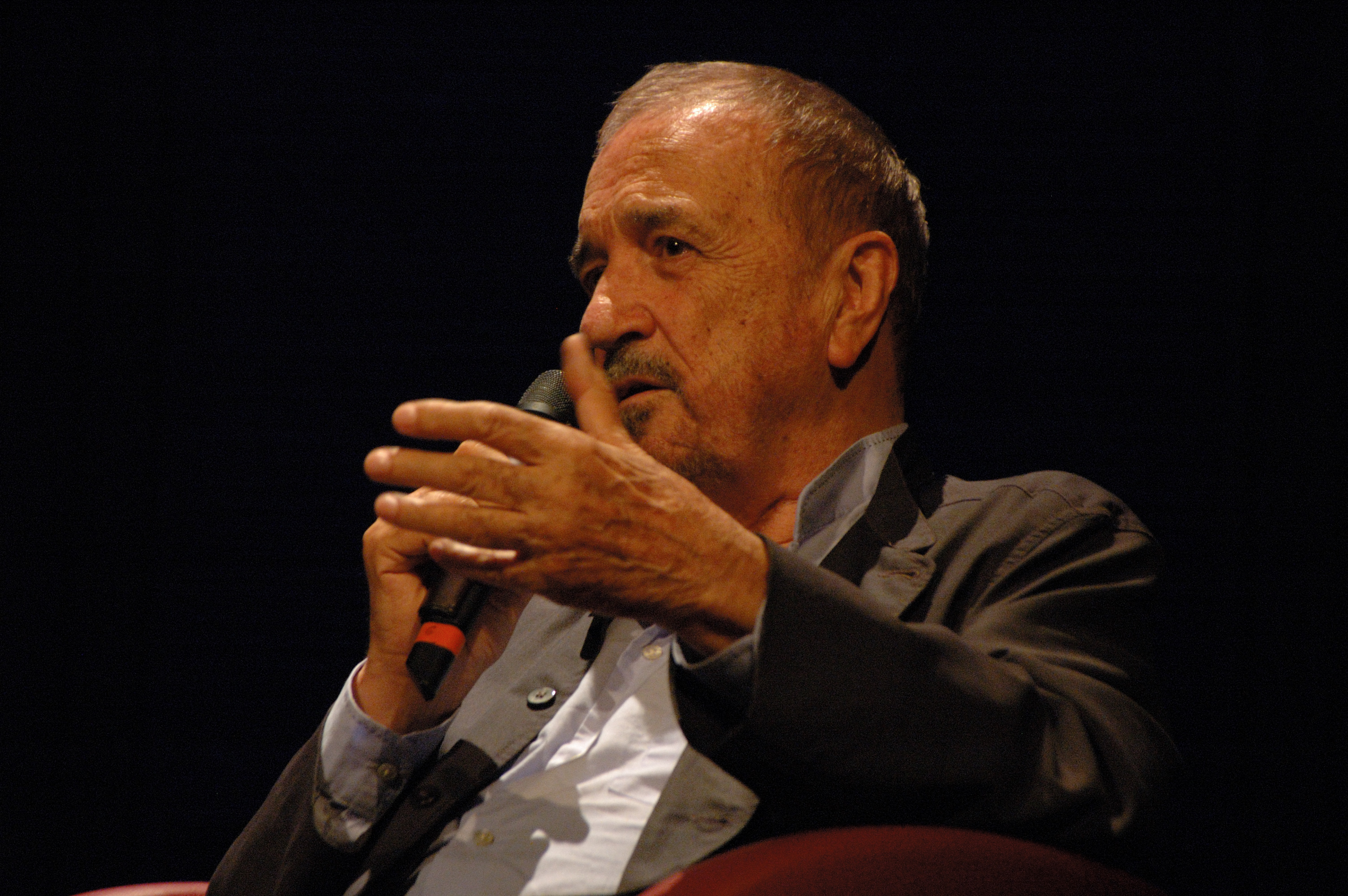
Jean-Claude Carrière
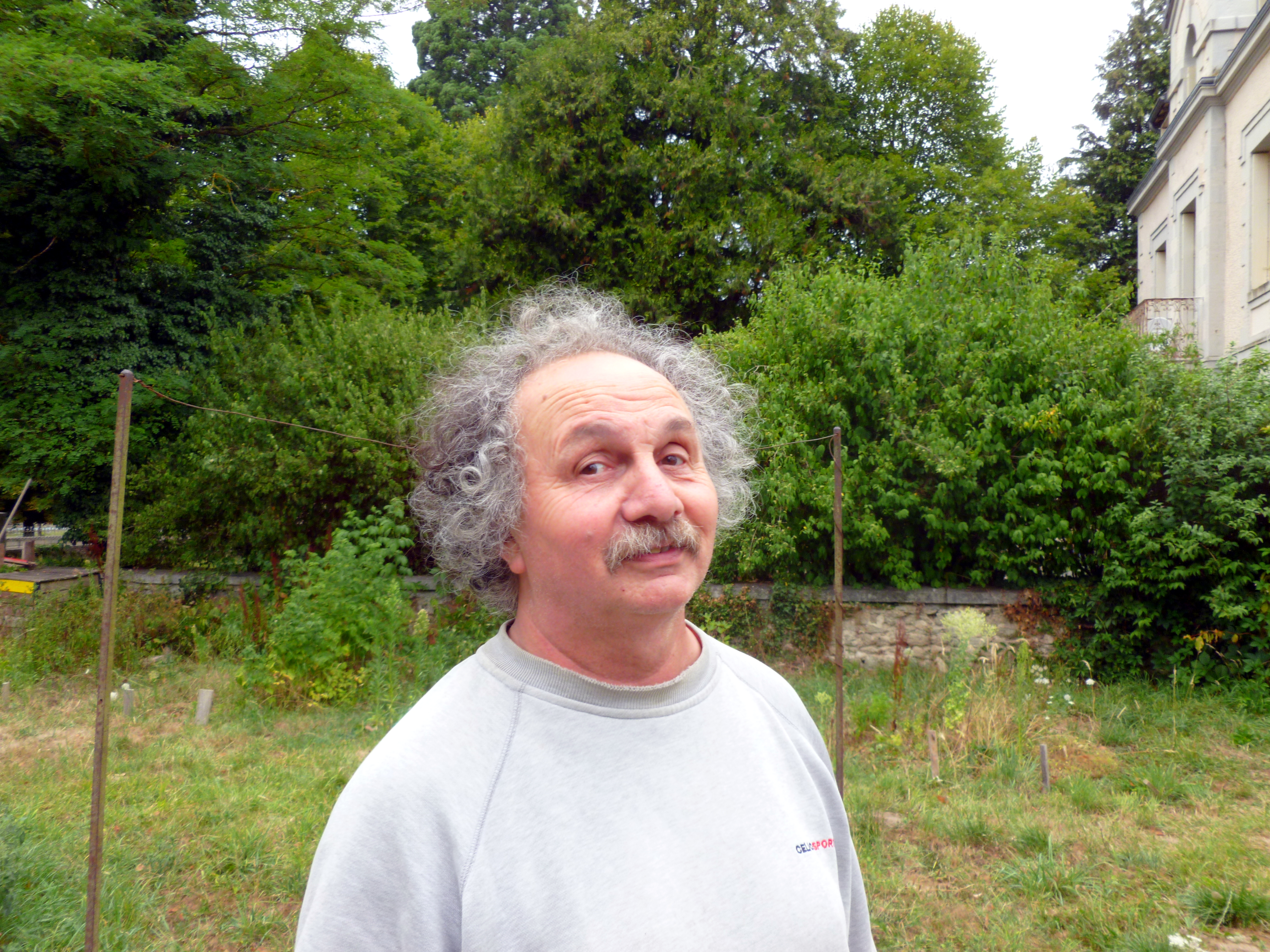
Chraz
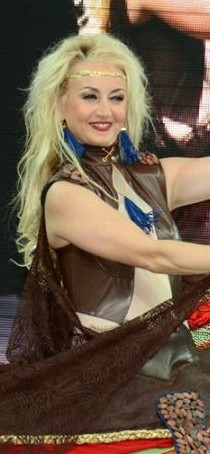
Christelle Chollet
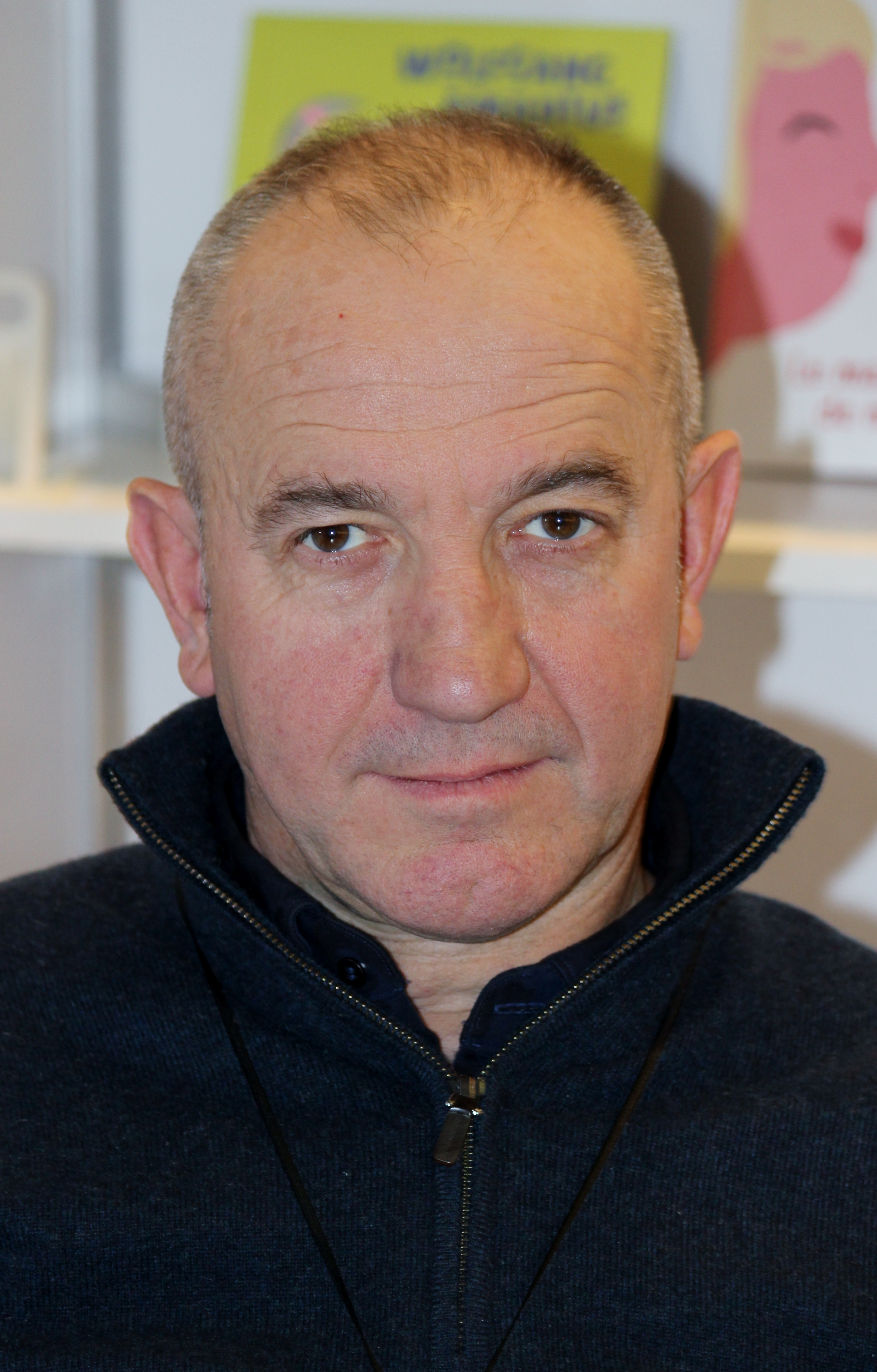
Philippe Claudel
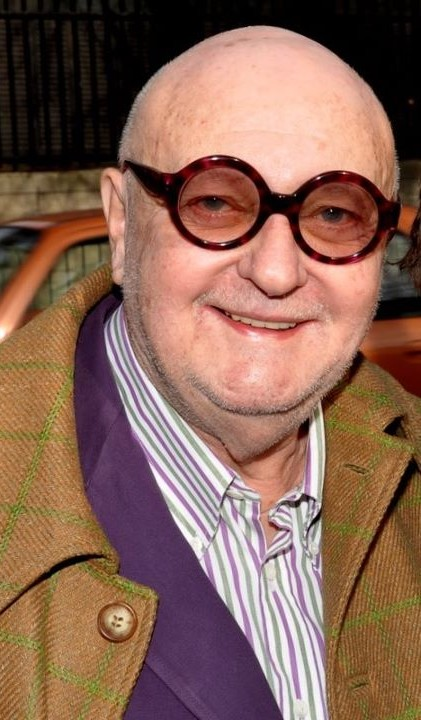
Jean-Pierre Coffe
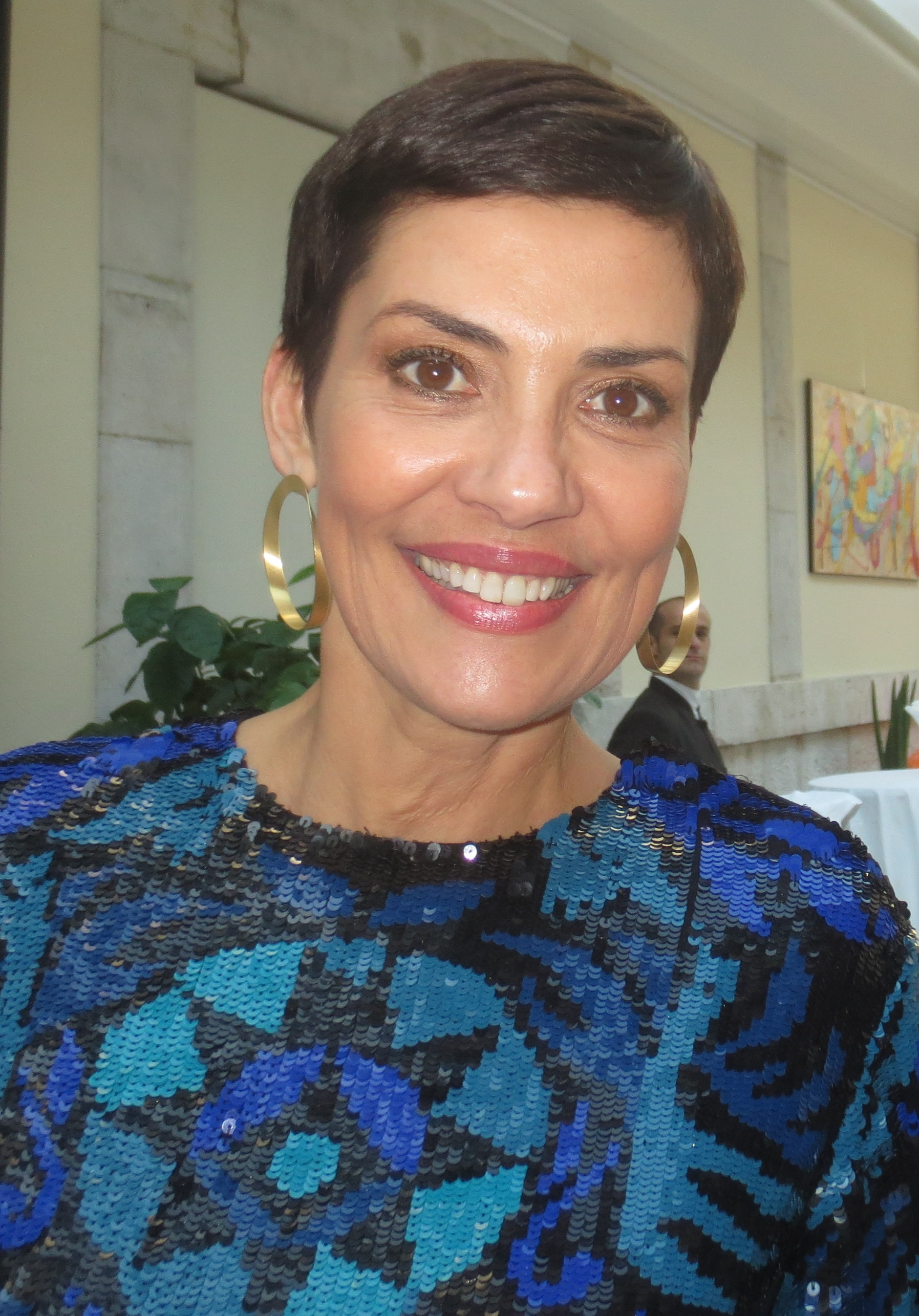
Cristina Córdula
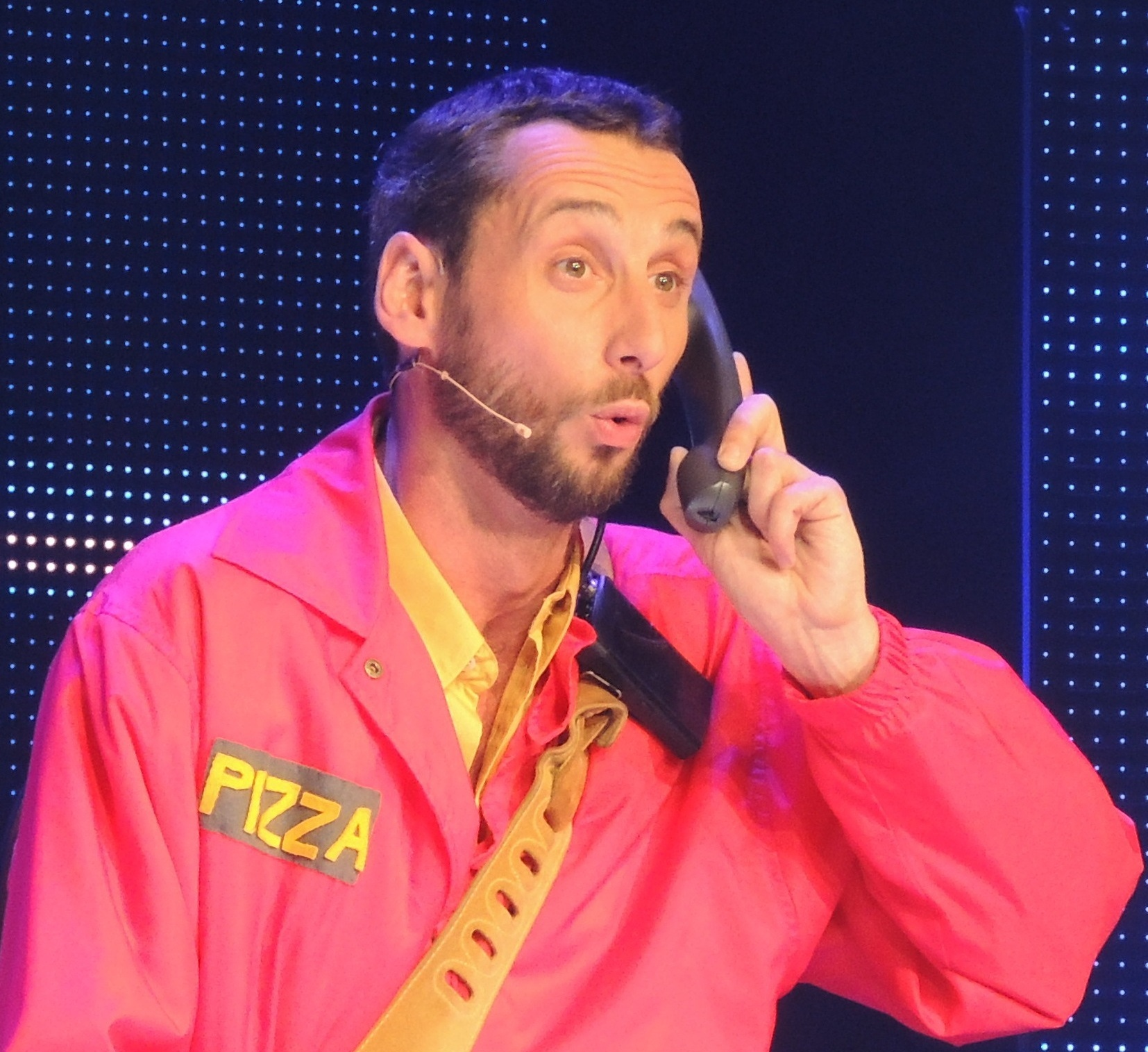
Arnaud Cosson
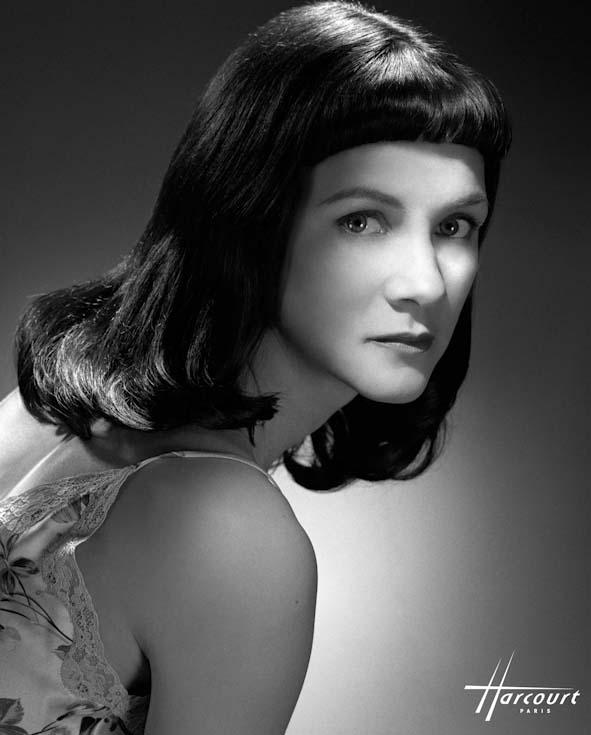
Laurence Côte

### D

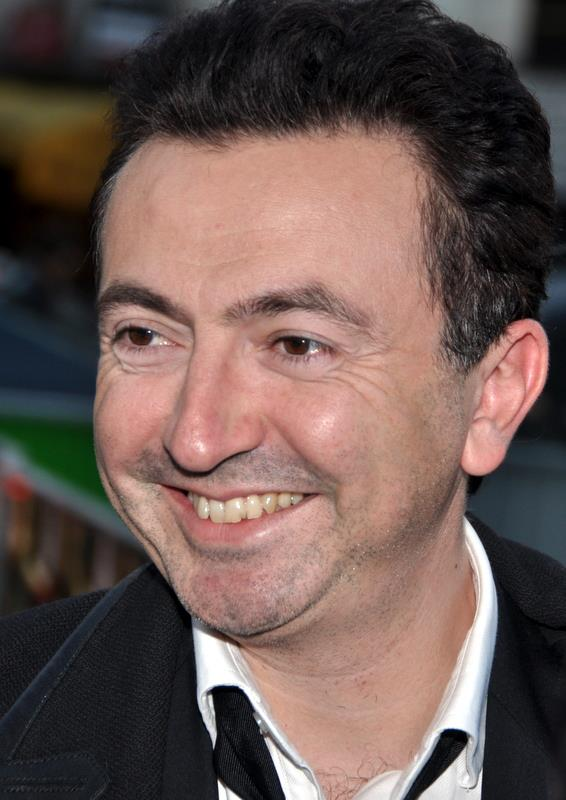
Gérald Dahan
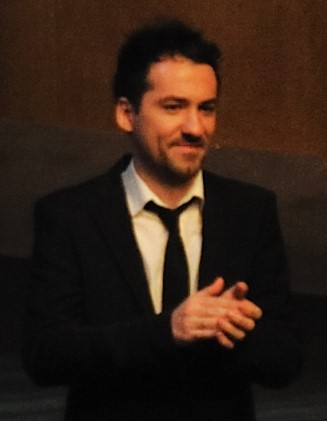
Jérôme Daran
- Sophie Davant
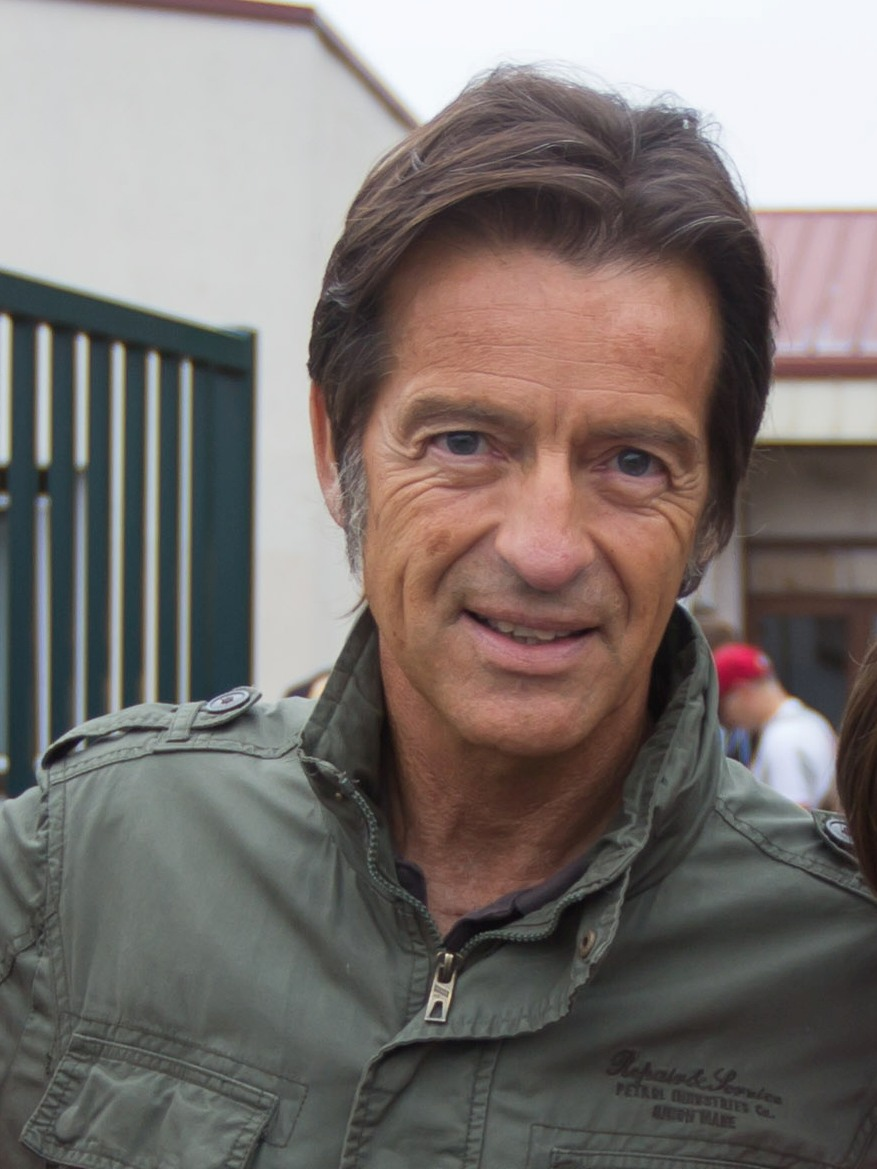
Alexandre Debanne
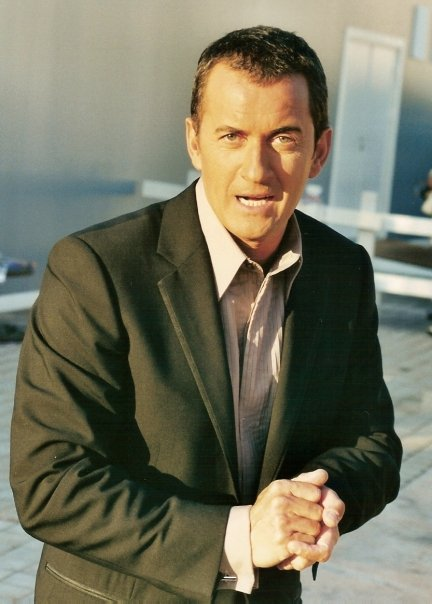
Christophe Dechavanne (2013-2020)
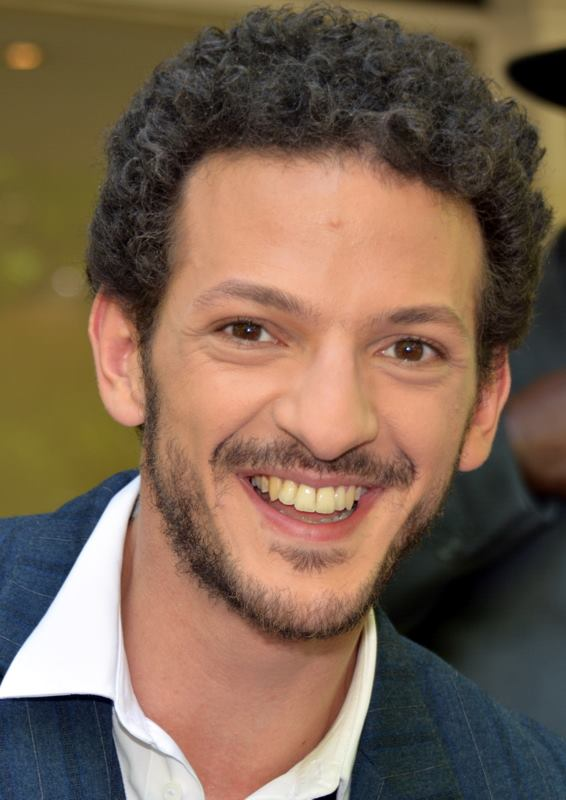
Vincent Dedienne
- Sandrine Delassus
- Arnaud Demanche
- Jean-François Dérec (1999-2008)
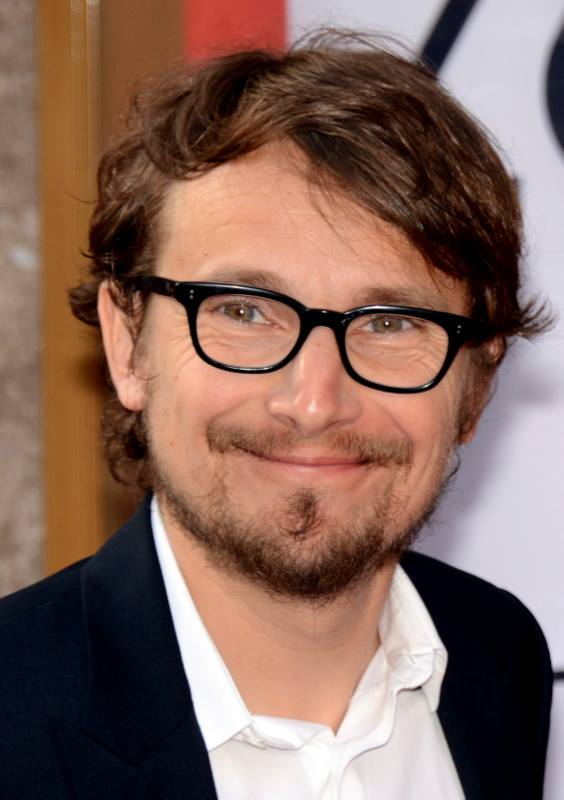
Lorànt Deutsch
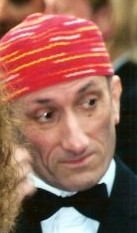
Jean-François Dérec
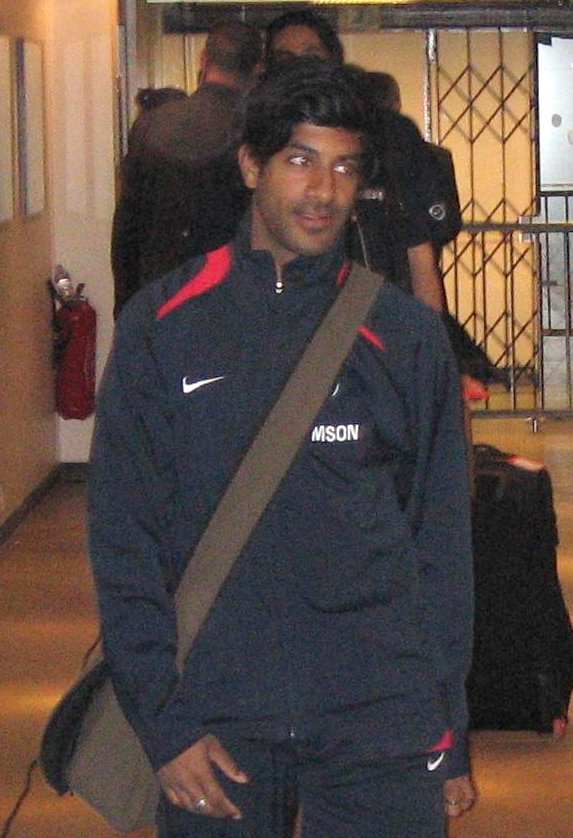
Vikash Dhorasoo
- Waly Dia
- Caroline Diament (depuis 2003)
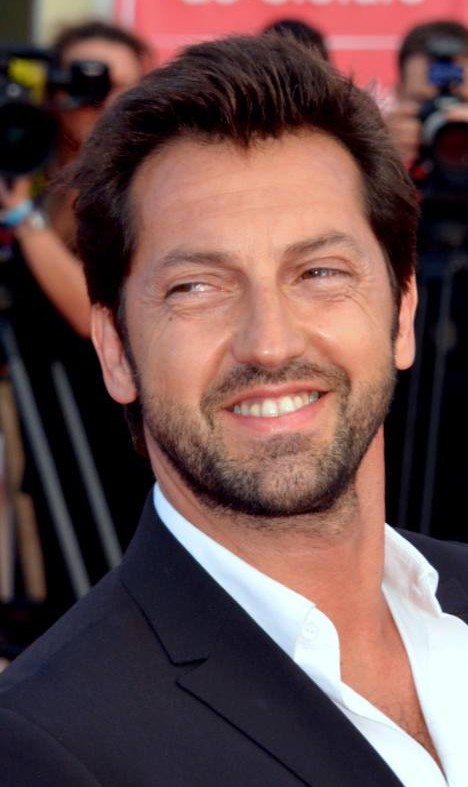
Frédéric Diefenthal
- Lance Dixon
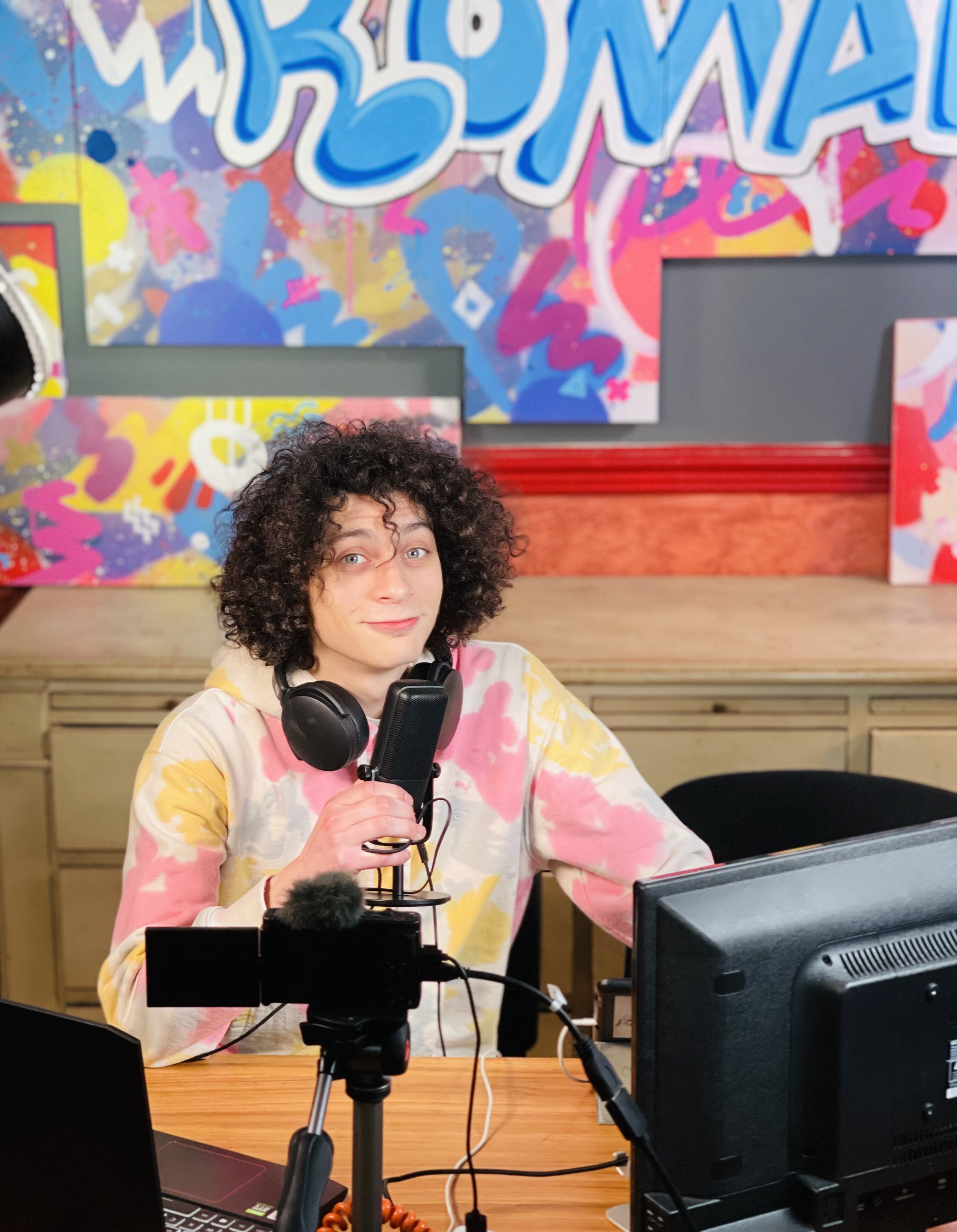
Roman Doduik (actuel)
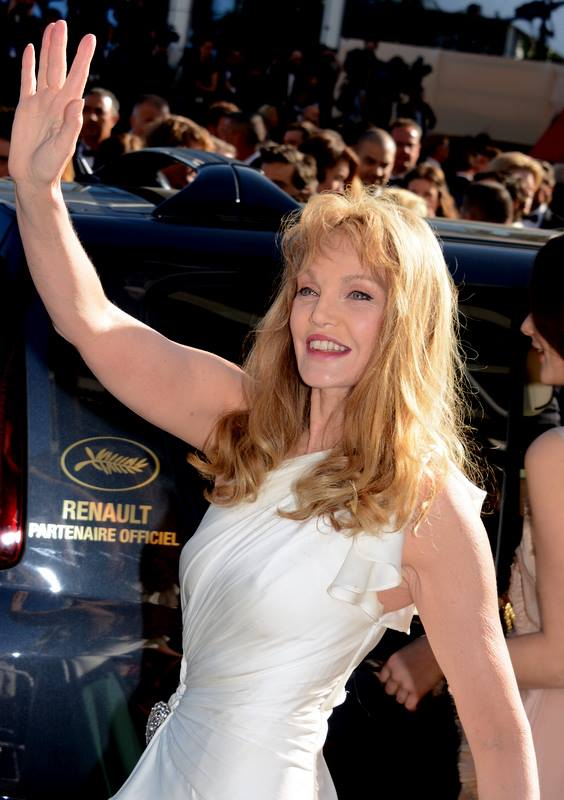
Arielle Dombasle (depuis 2016)
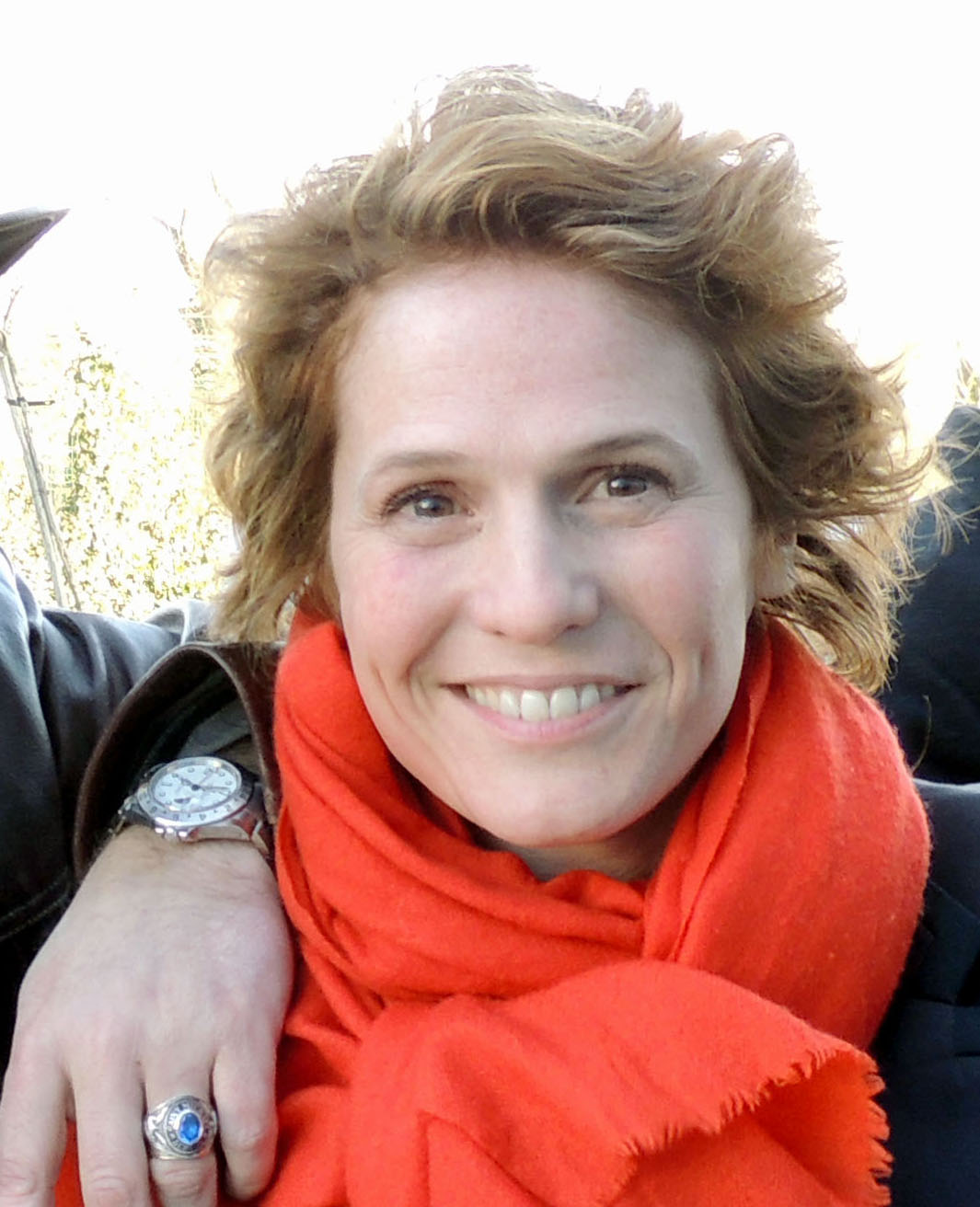
Maureen Dor (2000-2008)
- Geneviève Dormann (†)
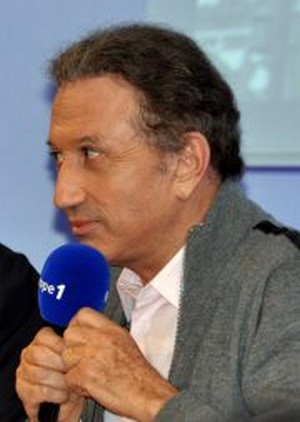
Michel Drucker
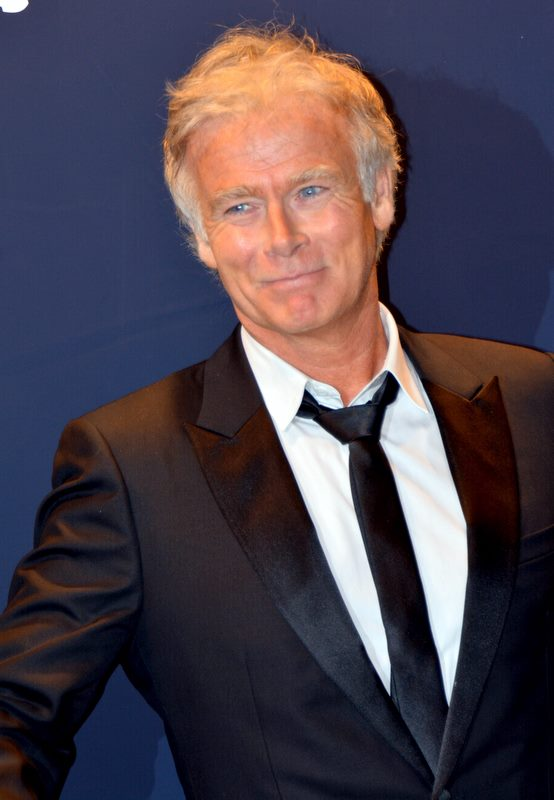
Franck Dubosc
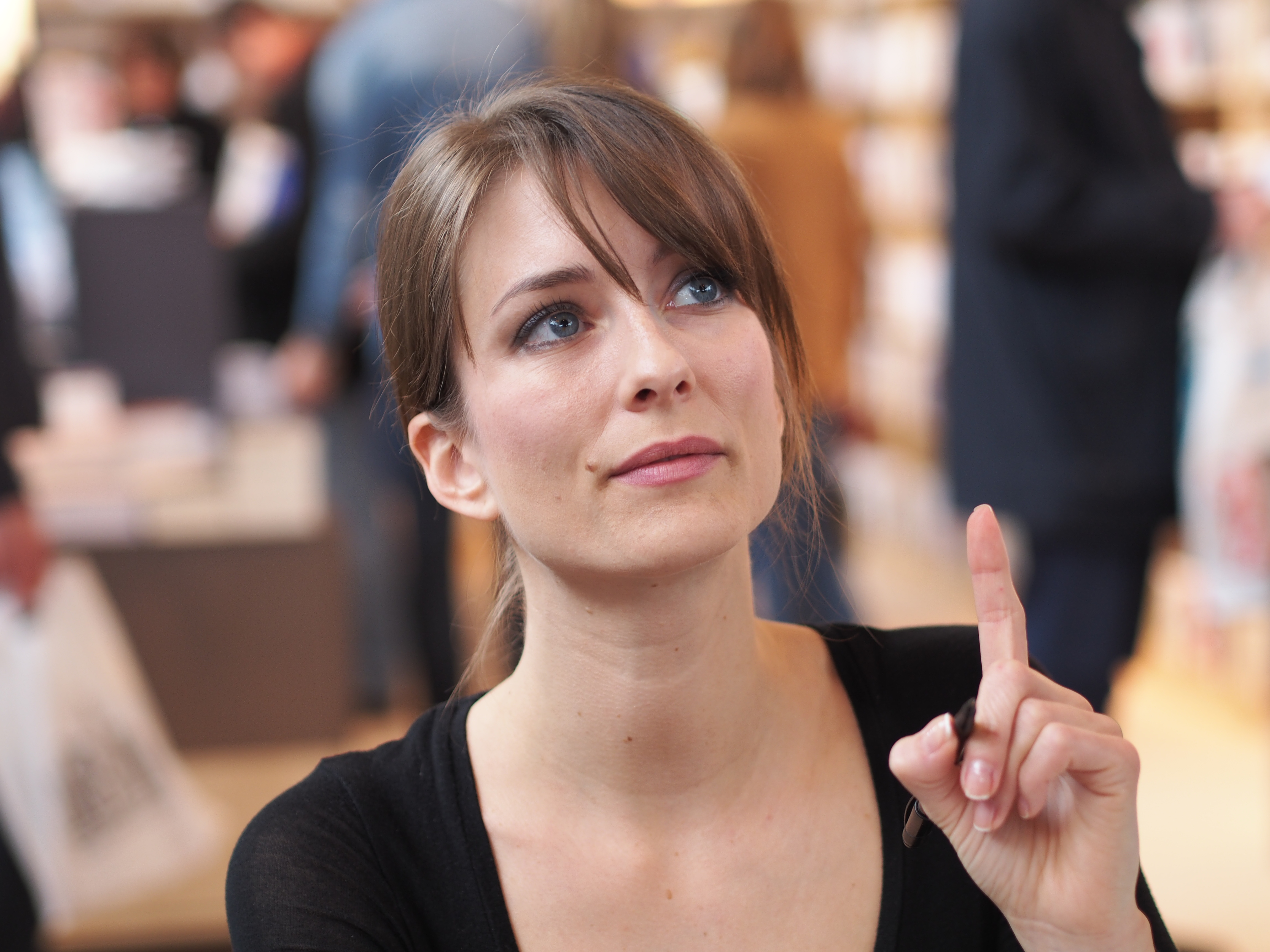
Diane Ducret
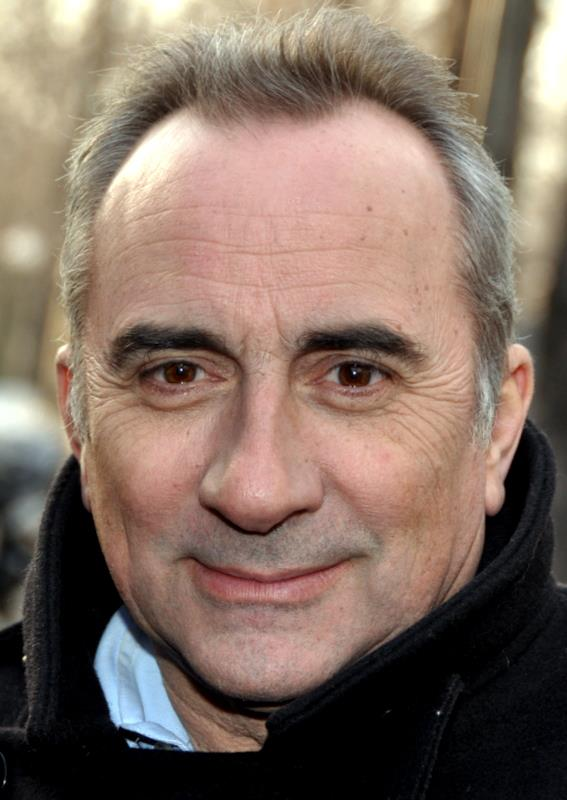
Antoine Duléry
- Zize Dupanier (depuis juin 2021)

- Gérald Dahan
- Jérôme Daran
- Alexandre Debanne
- Christophe Dechavanne
- Vincent Dedienne
- Lorànt Deutsch
- Jean-François Dérec
- Vikash Dhorasoo
- Frédéric Diefenthal
- Roman Doduik
- Arielle Dombasle
- Maureen Dor
- Michel Drucker
- Franck Dubosc
- Diane Ducret
- Antoine Duléry

### E
- Fabrice Éboué (2008-2018)
- Mustapha El Atrassi (2006-2015)
- Paul El Kharrat (depuis 2020)
- Gad Elmaleh
- Raphaël Enthoven
- Danièle Évenou (actuelle)

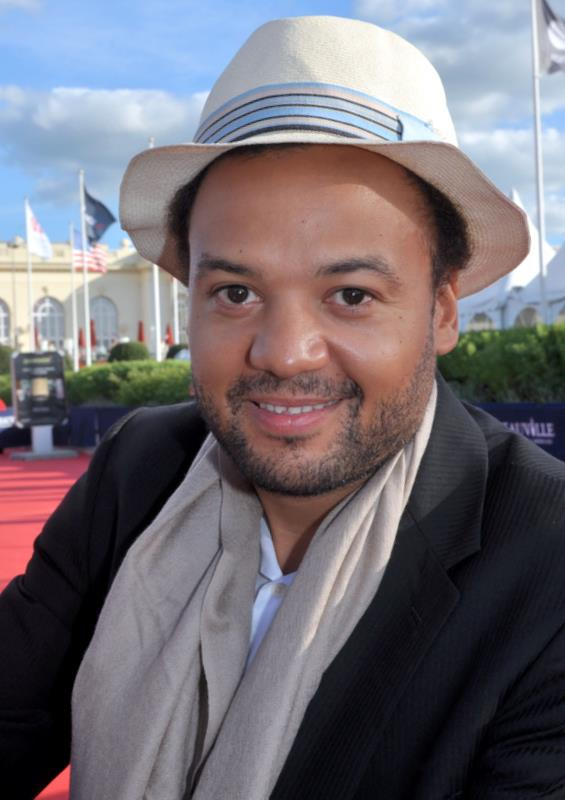
Fabrice Éboué
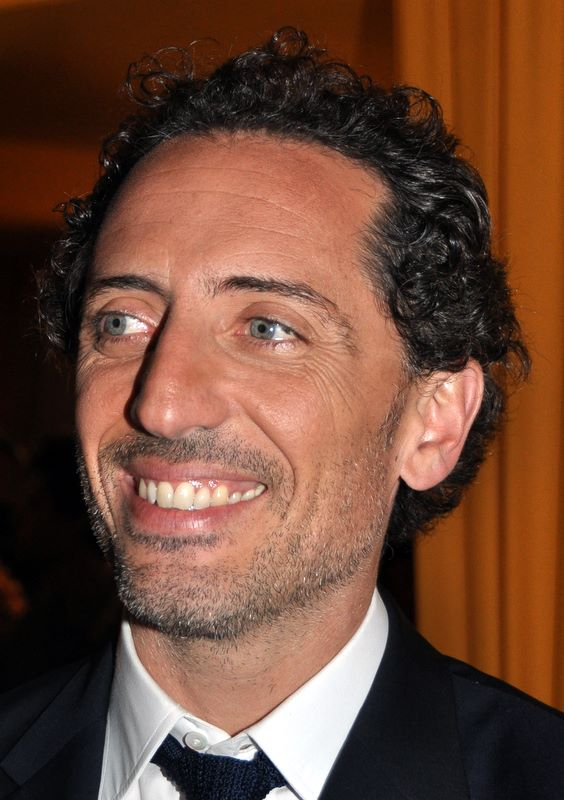
Gad Elmaleh
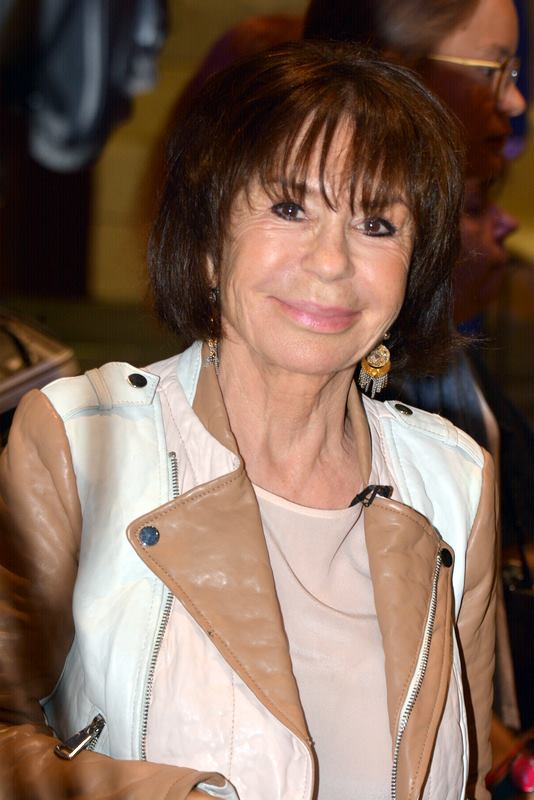
Danièle Évenou

### F
- Fabrice (2012, et depuis 2014)
- David Farmer

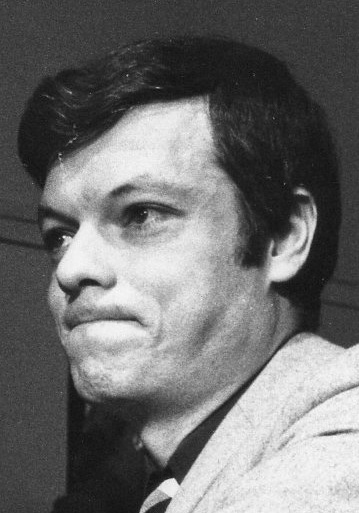
Fabrice
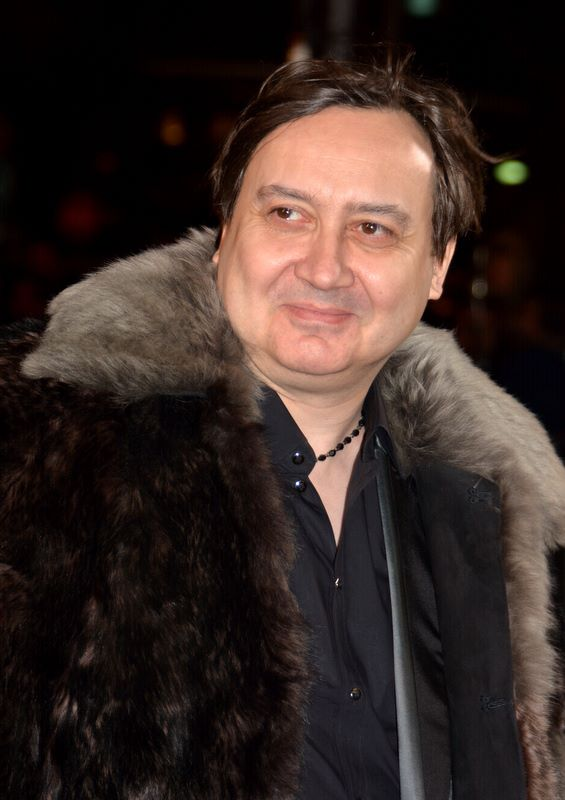
Michel Fau (actuel)
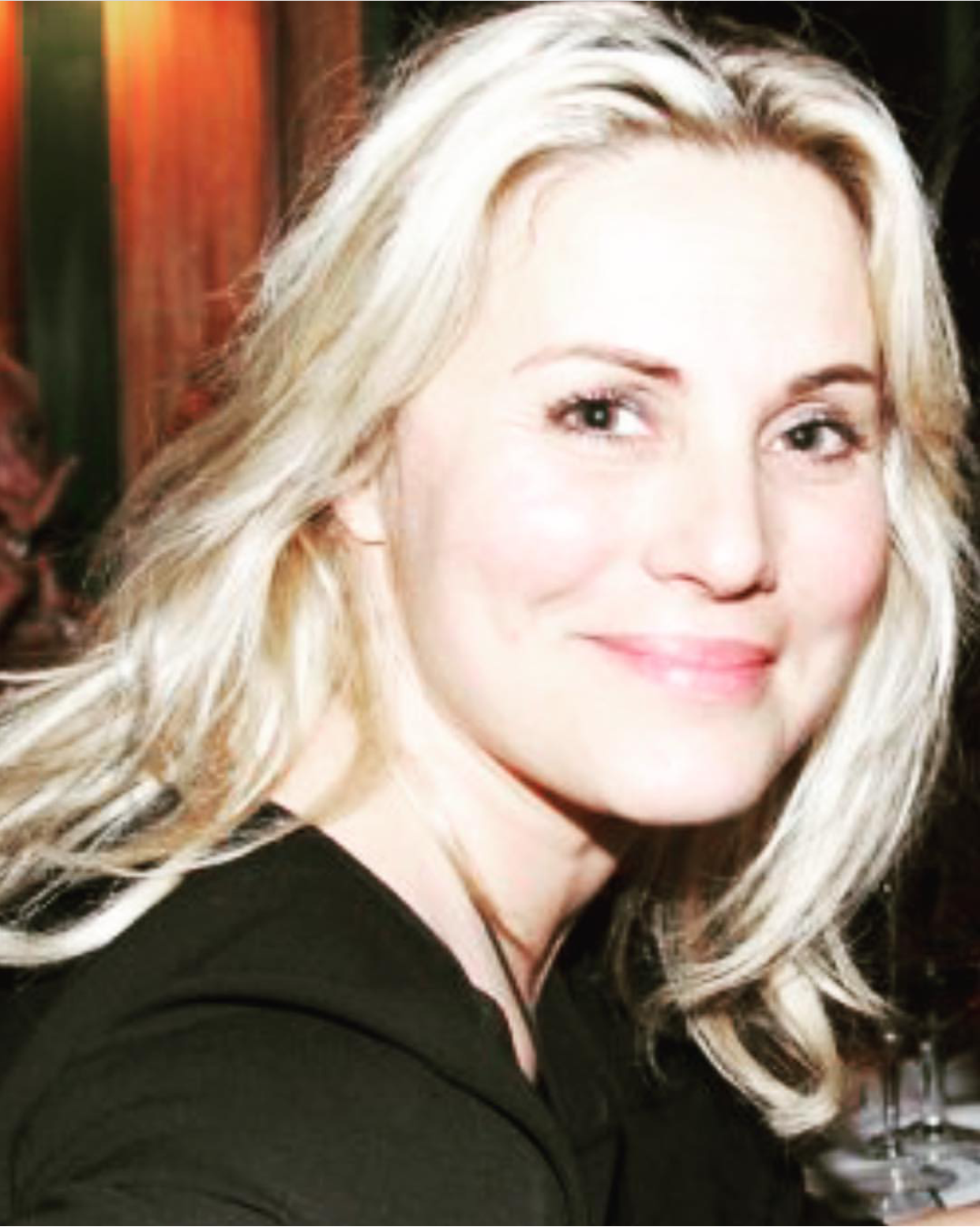
Sophie Favier
- Elsa Fayer
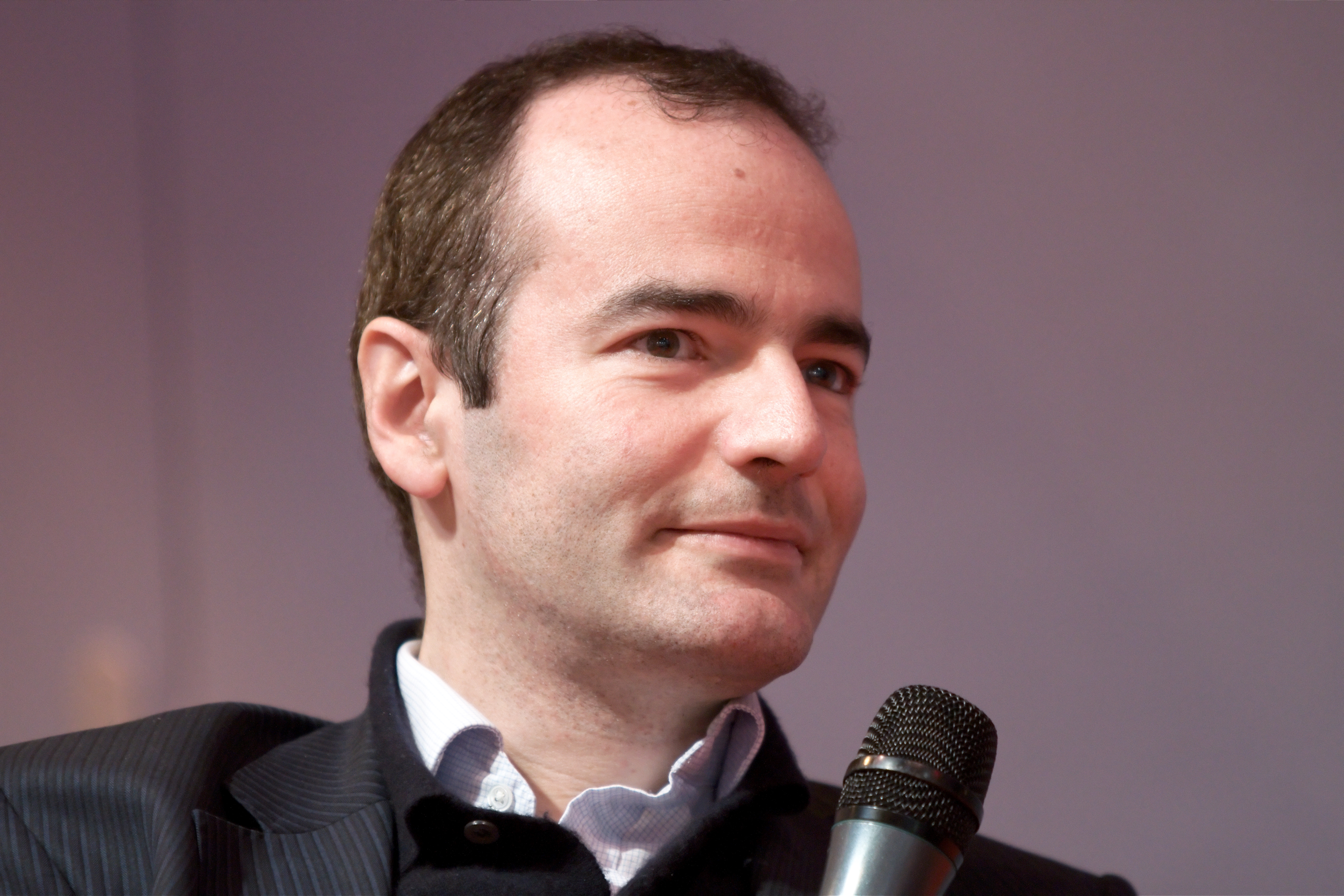
Franck Ferrand (actuel)
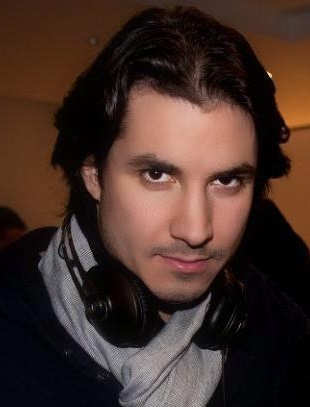
Jérémy Ferrari (actuel)
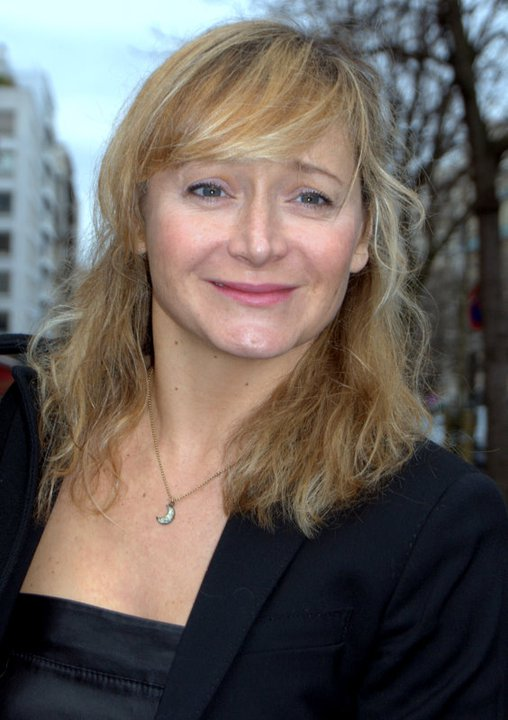
Julie Ferrier (actuelle)
- Jean-Daniel Flaysakier (†)
- Liane Foly (actuelle)
- Patrick Font (†)
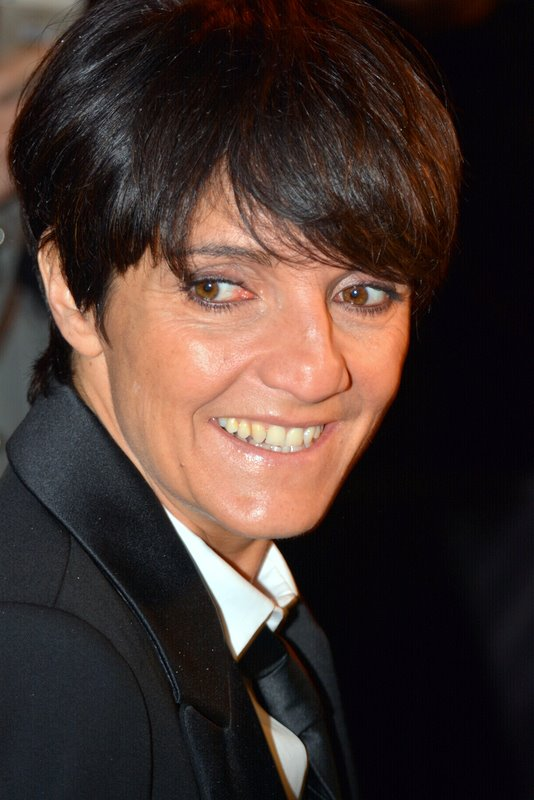
Florence Foresti
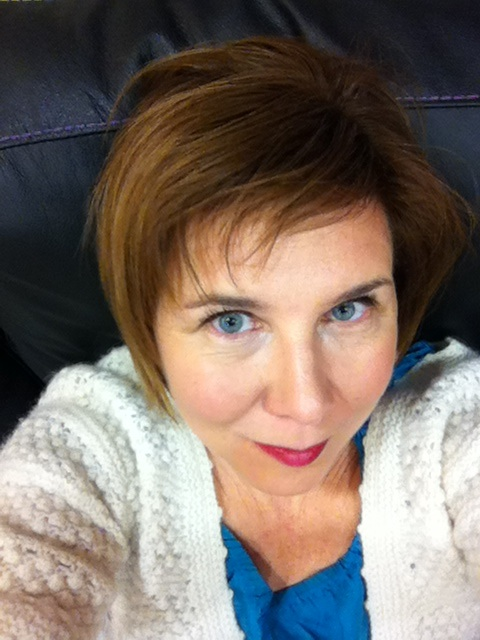
Sophie Forte
- Grégoire Furrer

- Fabrice
- Michel Fau
- Sophie Favier
- Franck Ferrand
- Jérémy Ferrari
- Julie Ferrier
- Florence Foresti
- Sophie Forte

### G

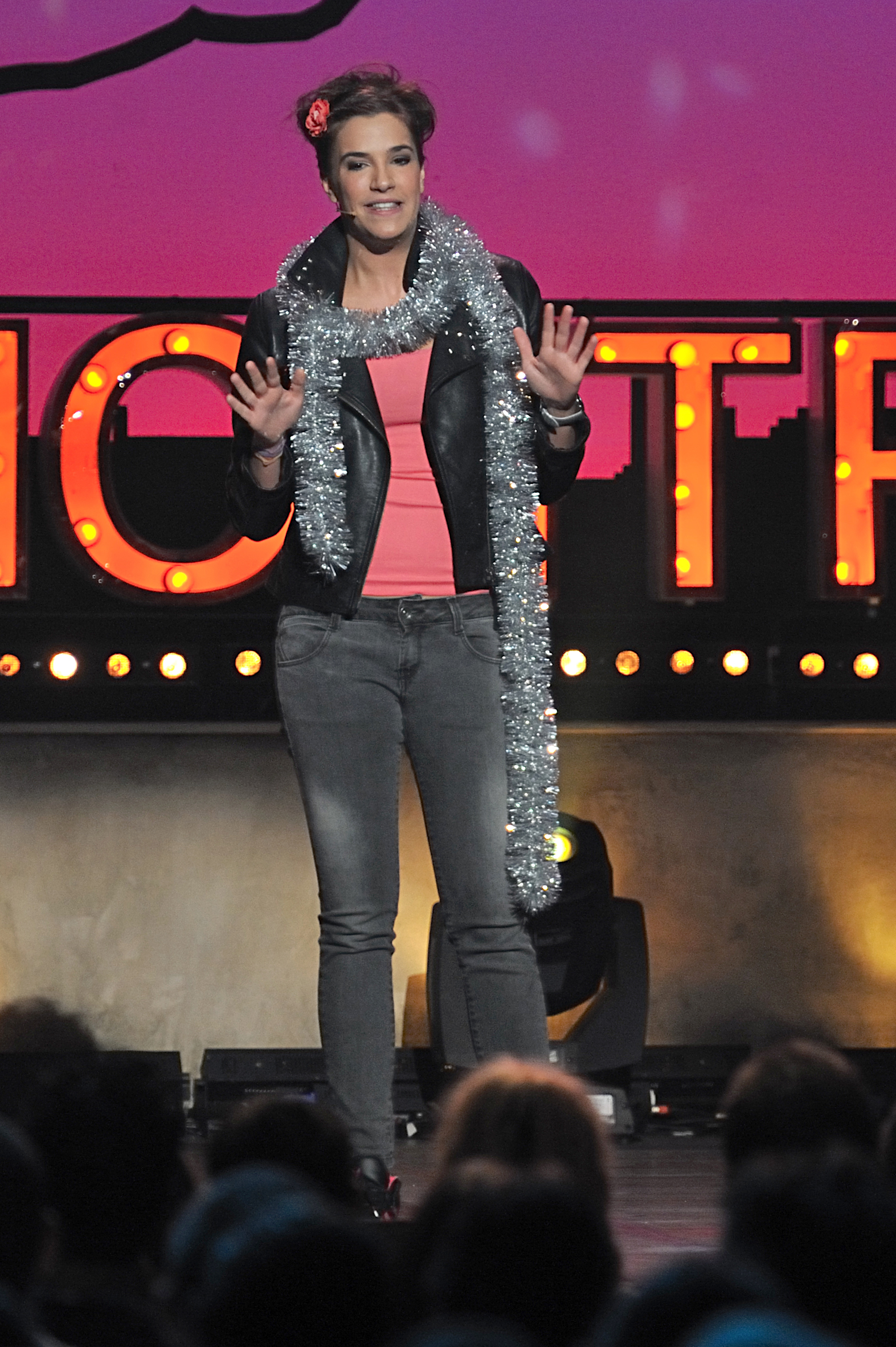
Charlotte Gabris
- Sophie Garel
- Florian Gazan (depuis 2010)
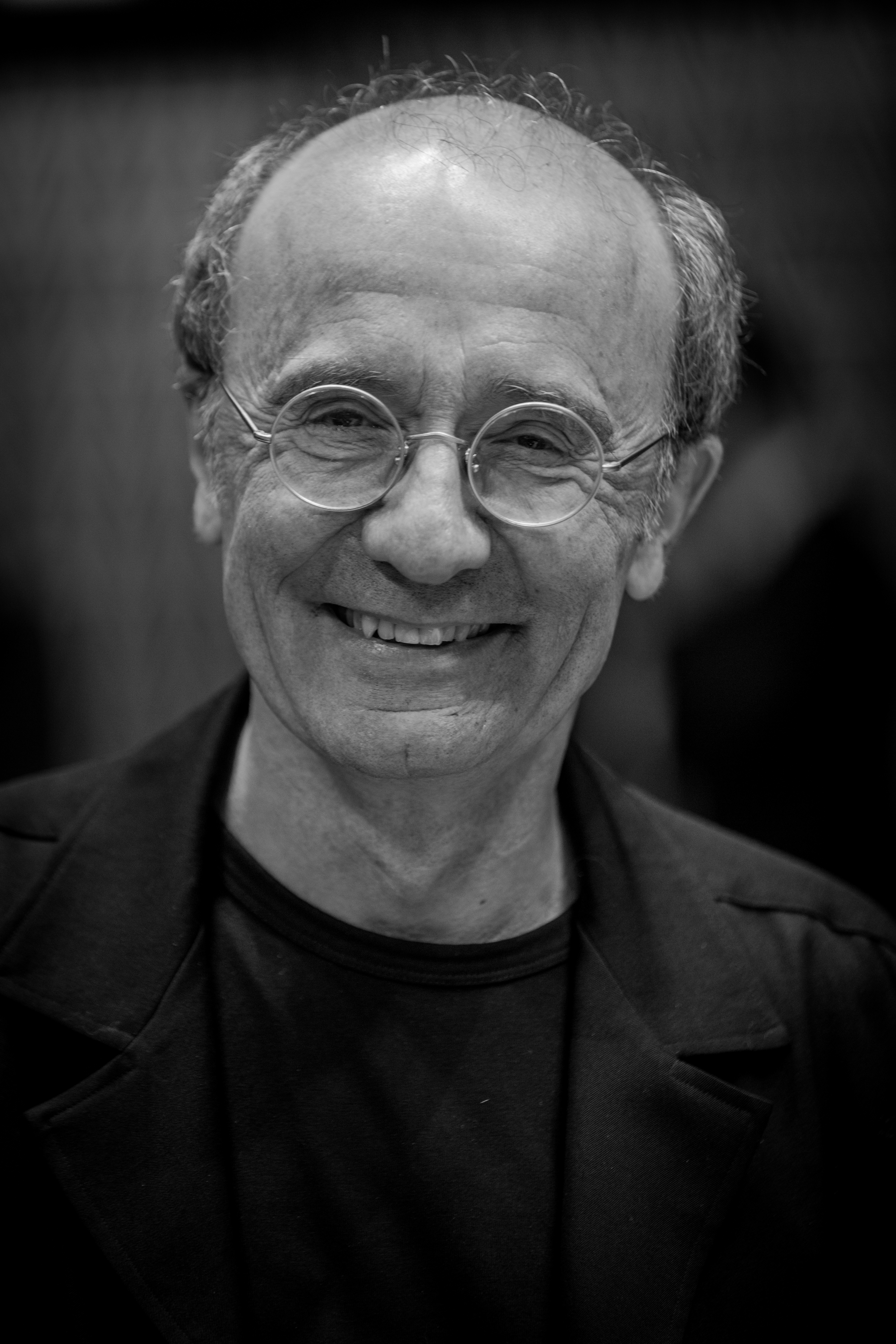
Philippe Geluck (depuis 1999)
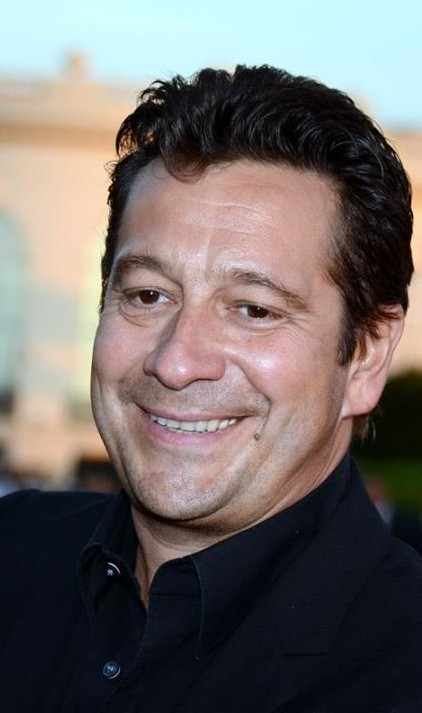
Laurent Gerra
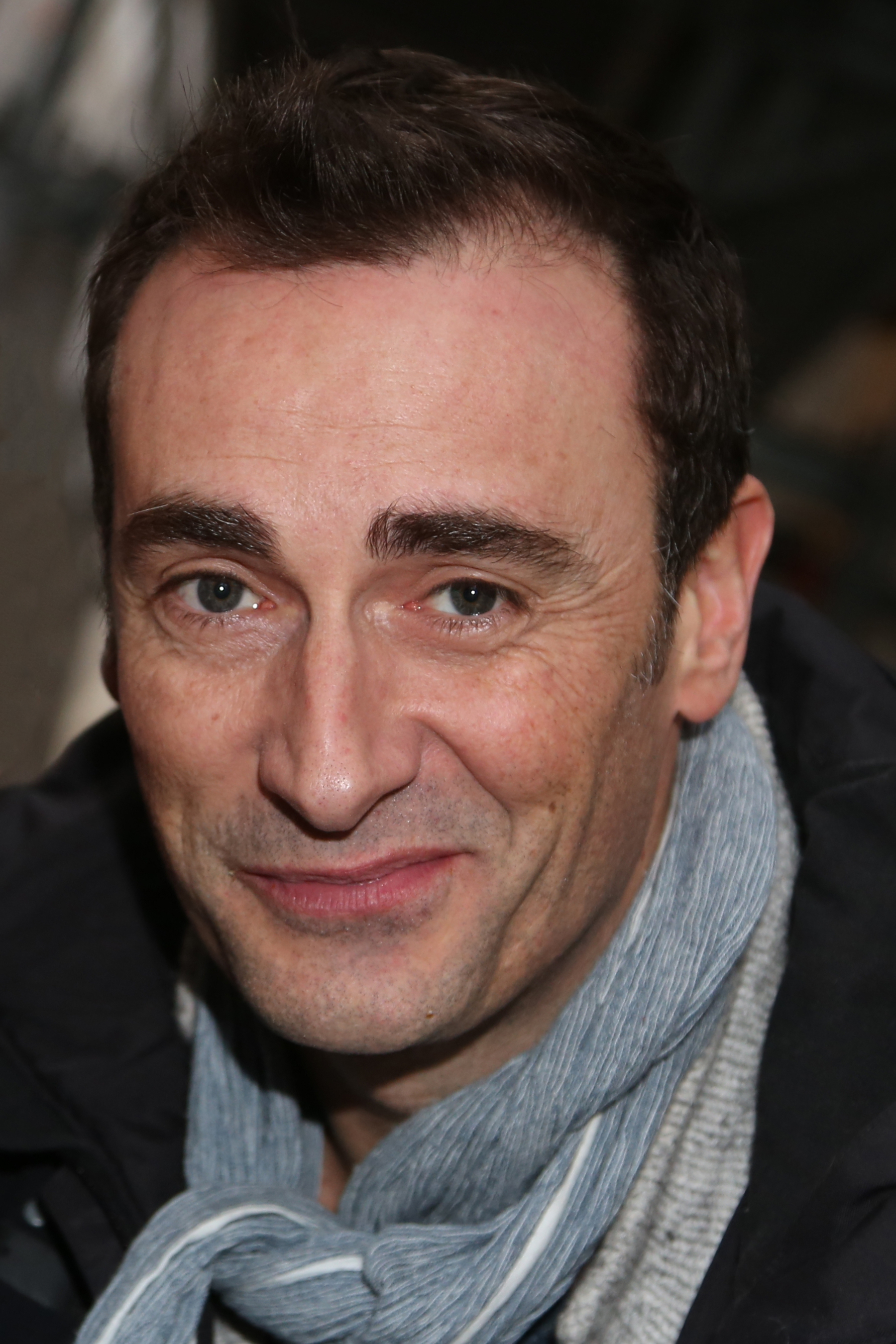
Arnaud Gidoin
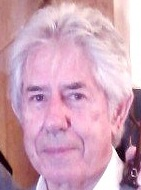
Philippe Gildas (†)
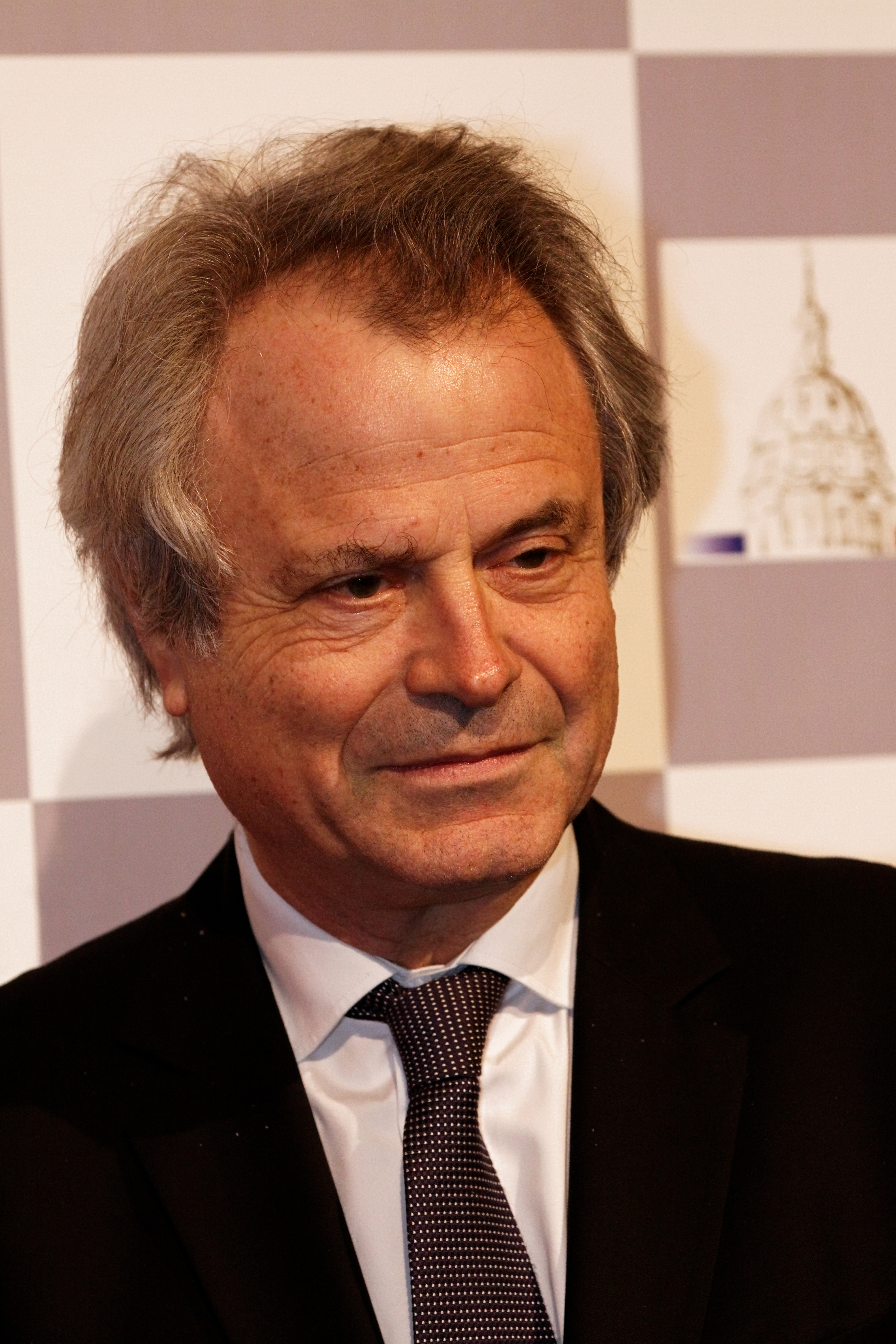
Franz-Olivier Giesbert
- Paul Glaeser
- Christine Gonzales
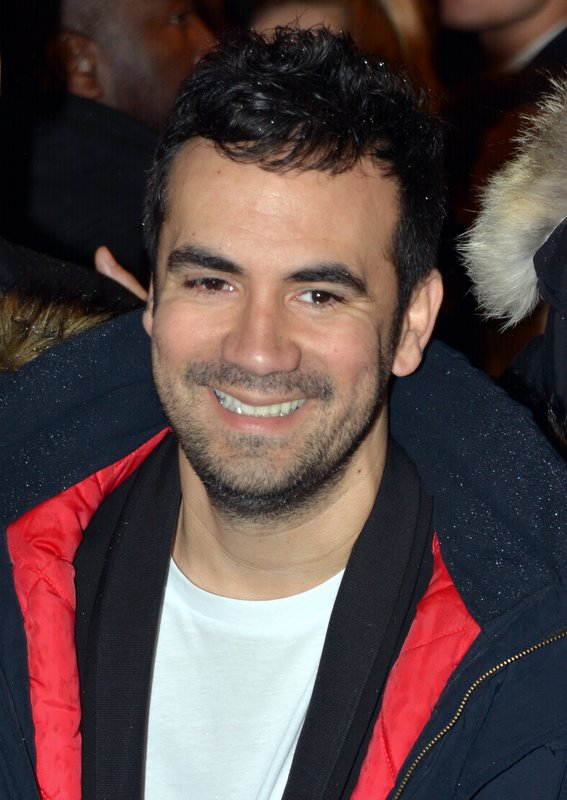
Alex Goude
- Jean-Marie Gourio
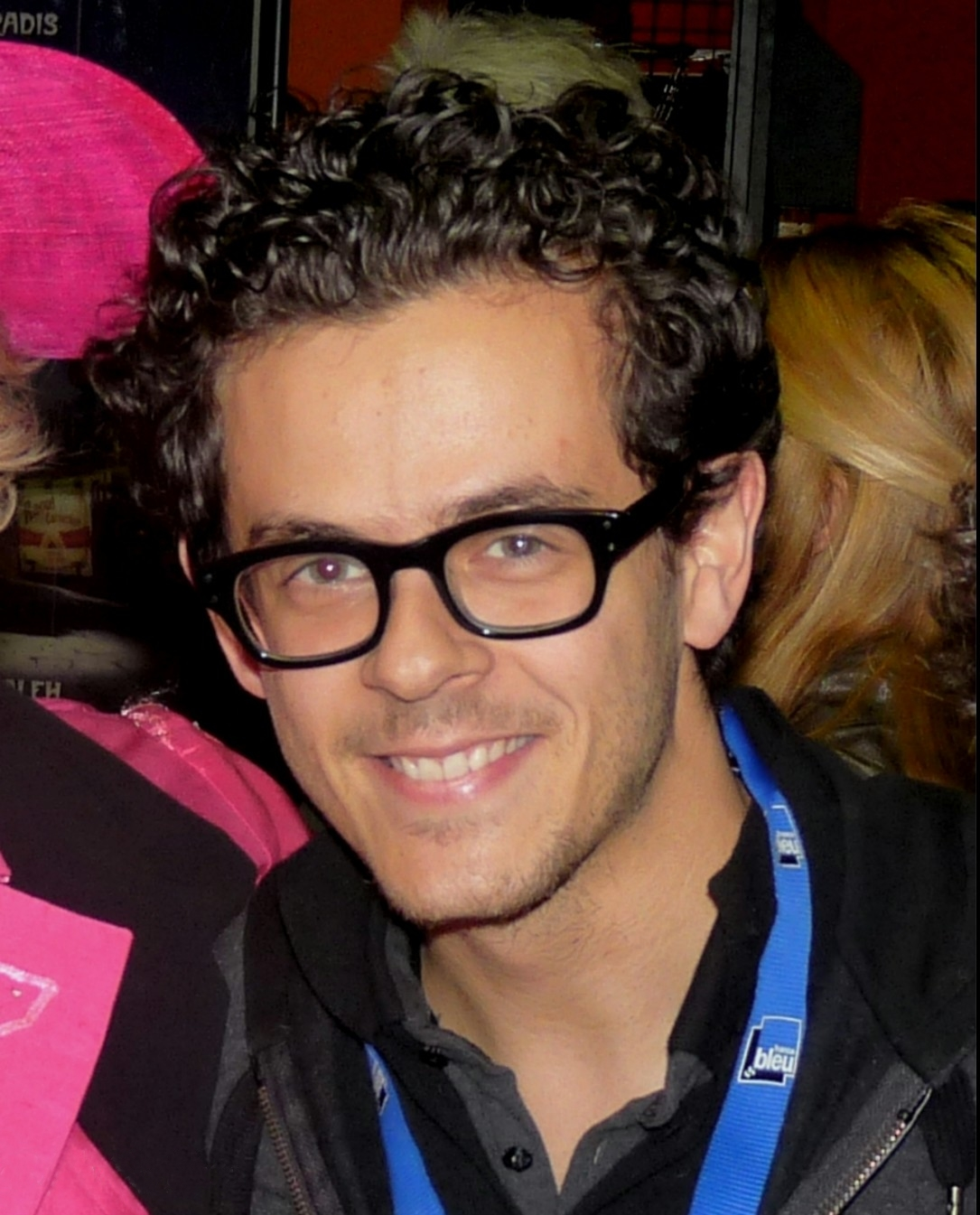
Michaël Gregorio
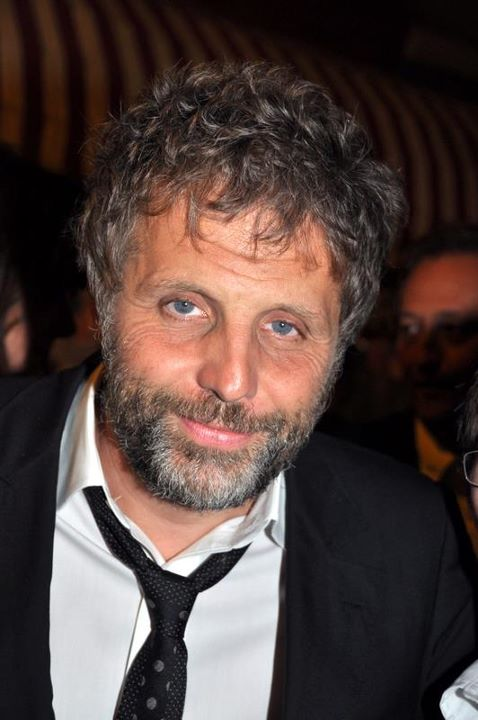
Bruno Guillon
- Stéphane Guillon

- Charlotte Gabris
- Philippe Geluck
- Laurent Gerra
- Arnaud Gidoin
- Philippe Gildas
- Franz-Olivier Giesbert
- Alex Goude
- Michaël Gregorio
- Stéphane Guillon

### H
- Rona Hartner (†)
- Anne-Solenne Hatte
- Gwendoline Hamon
- Jean-Bernard Hebey
- Gérard Hernandez
- Thomas Hervé
- Virginie Hocq
- Francis Huster

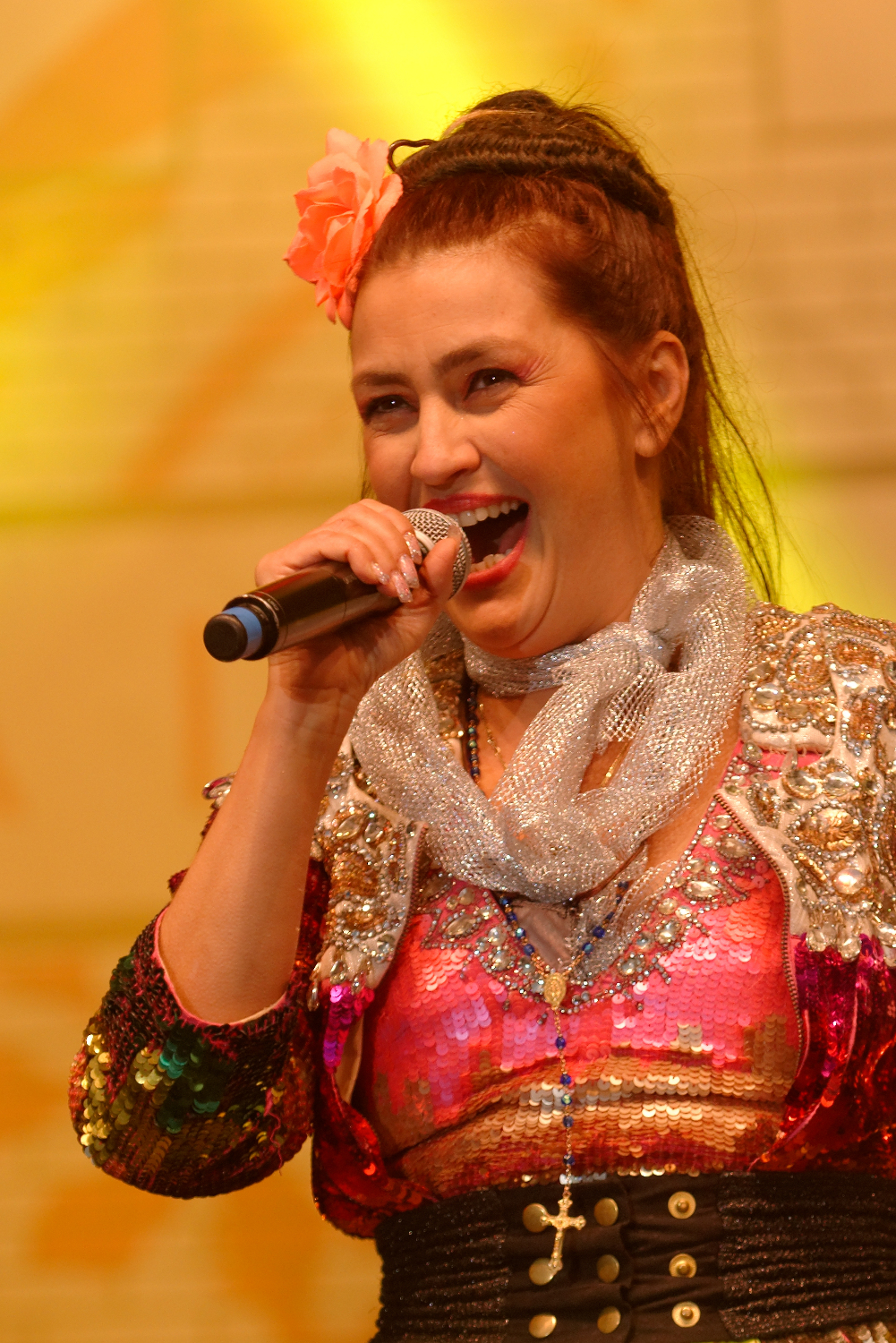
Rona Hartner
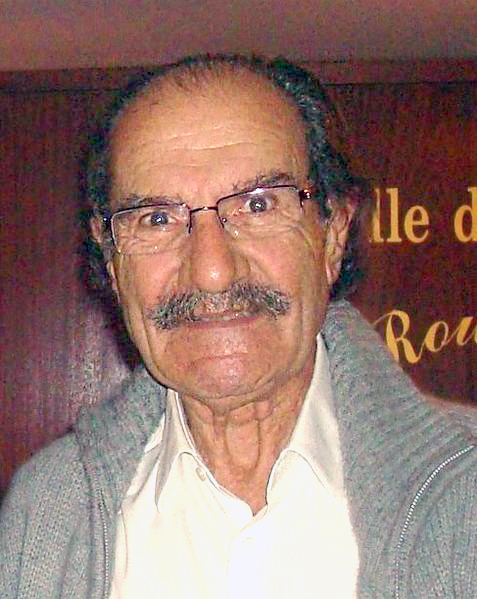
Gérard Hernandez
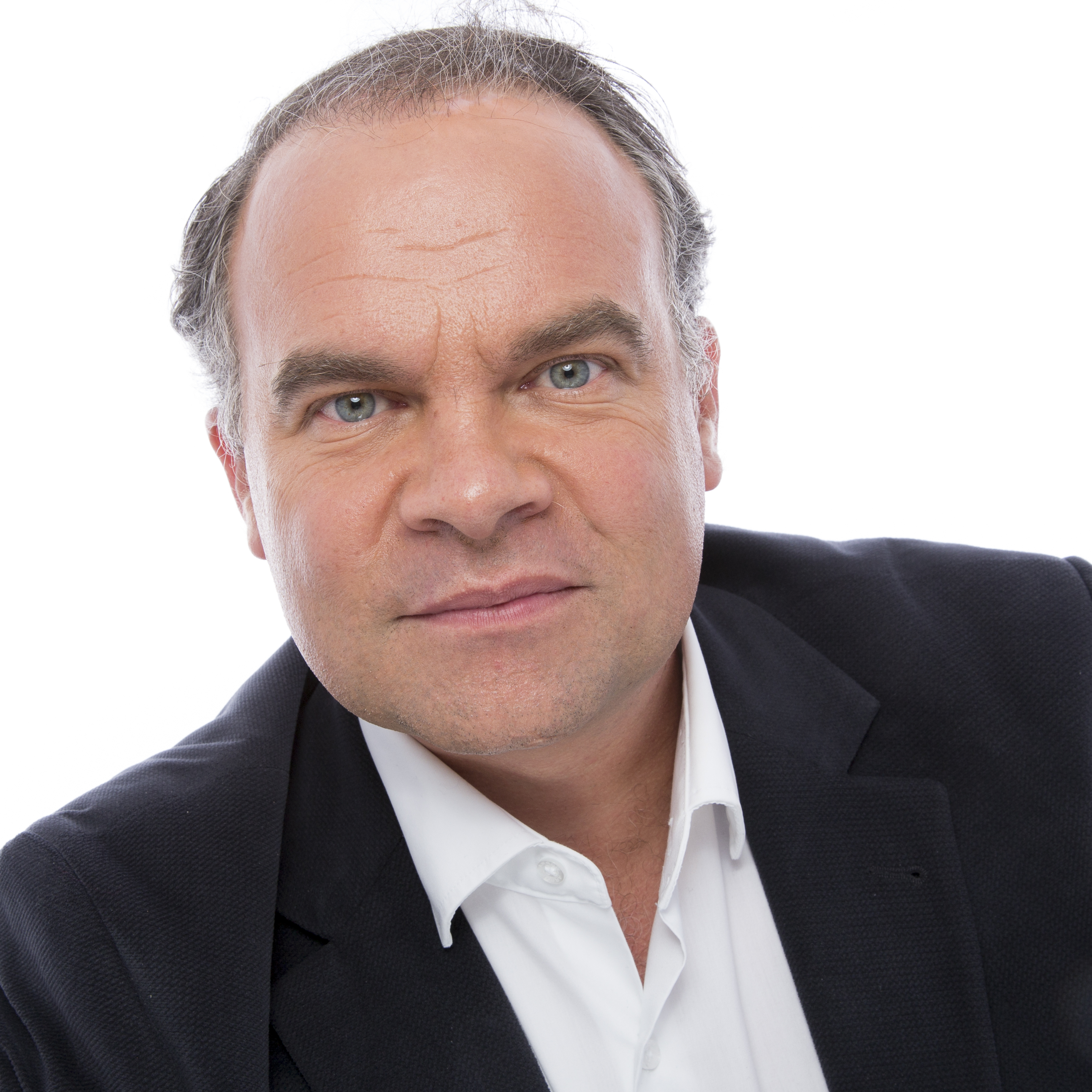
Thomas Hervé
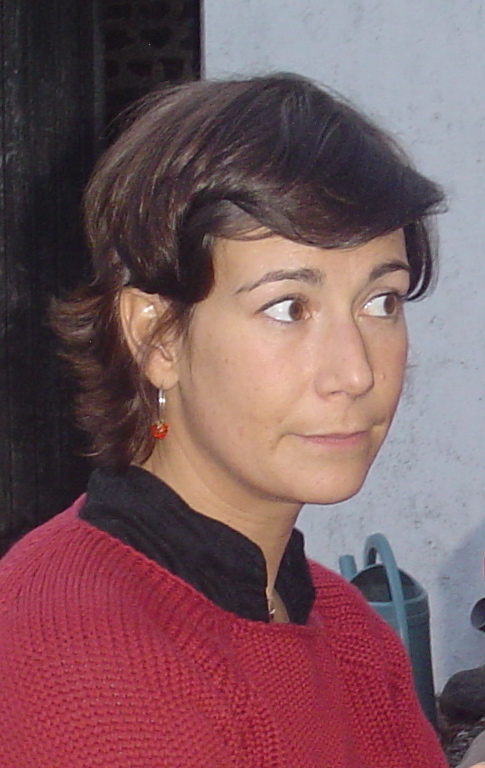
Virginie Hocq
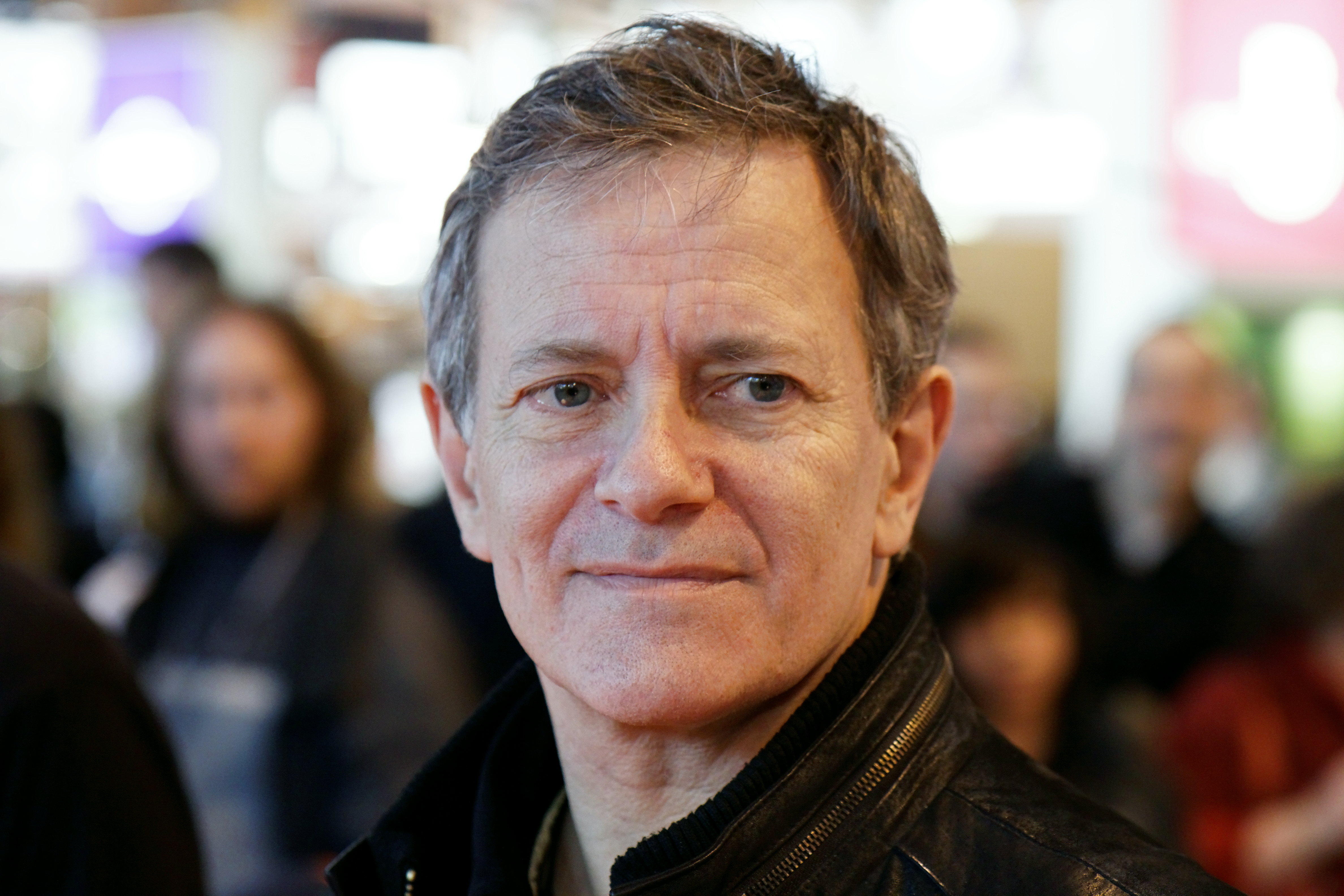
Francis Huster

### I
- Marcela Iacub (depuis 2014)

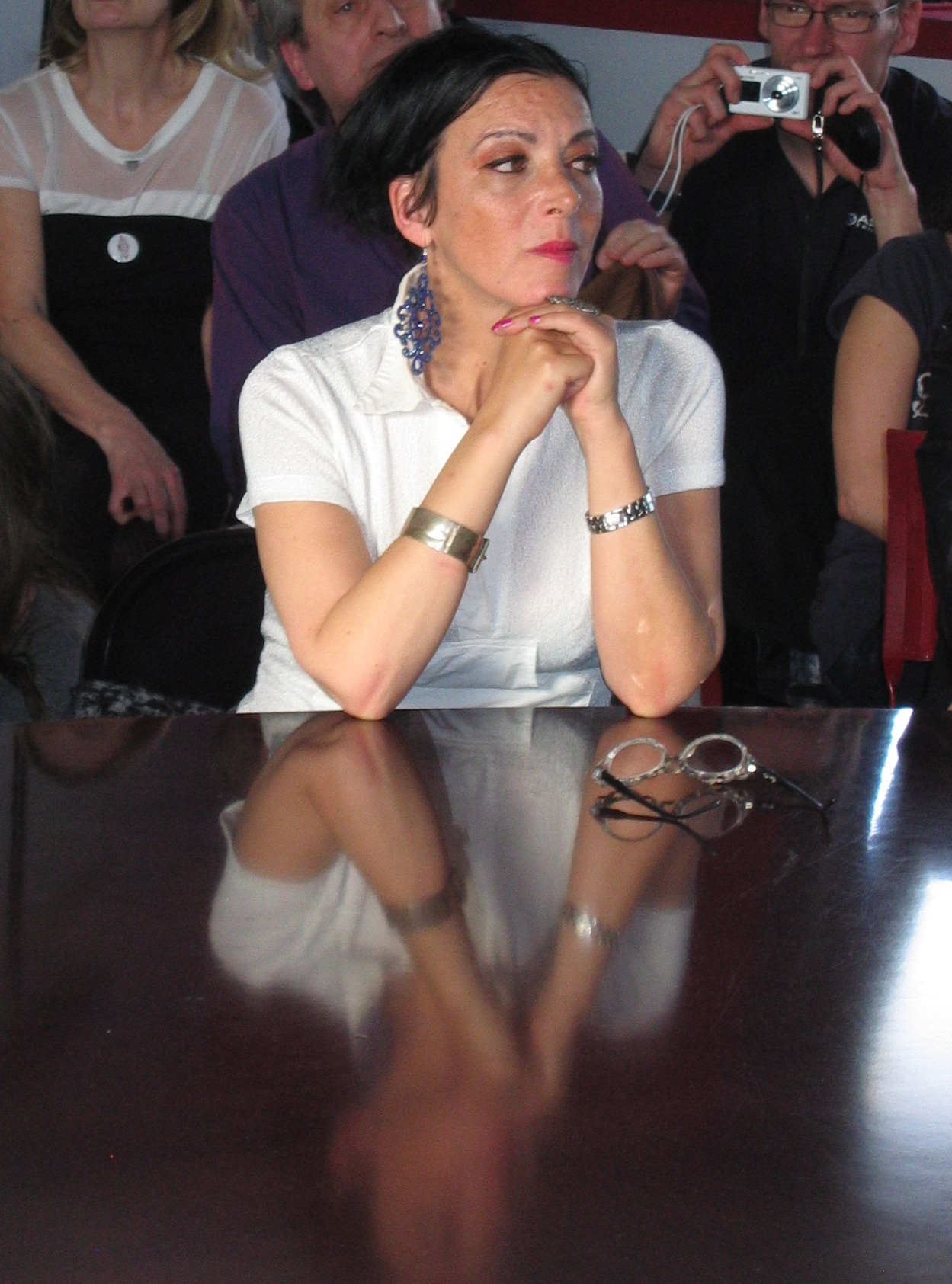
Marcela Iacub

### J

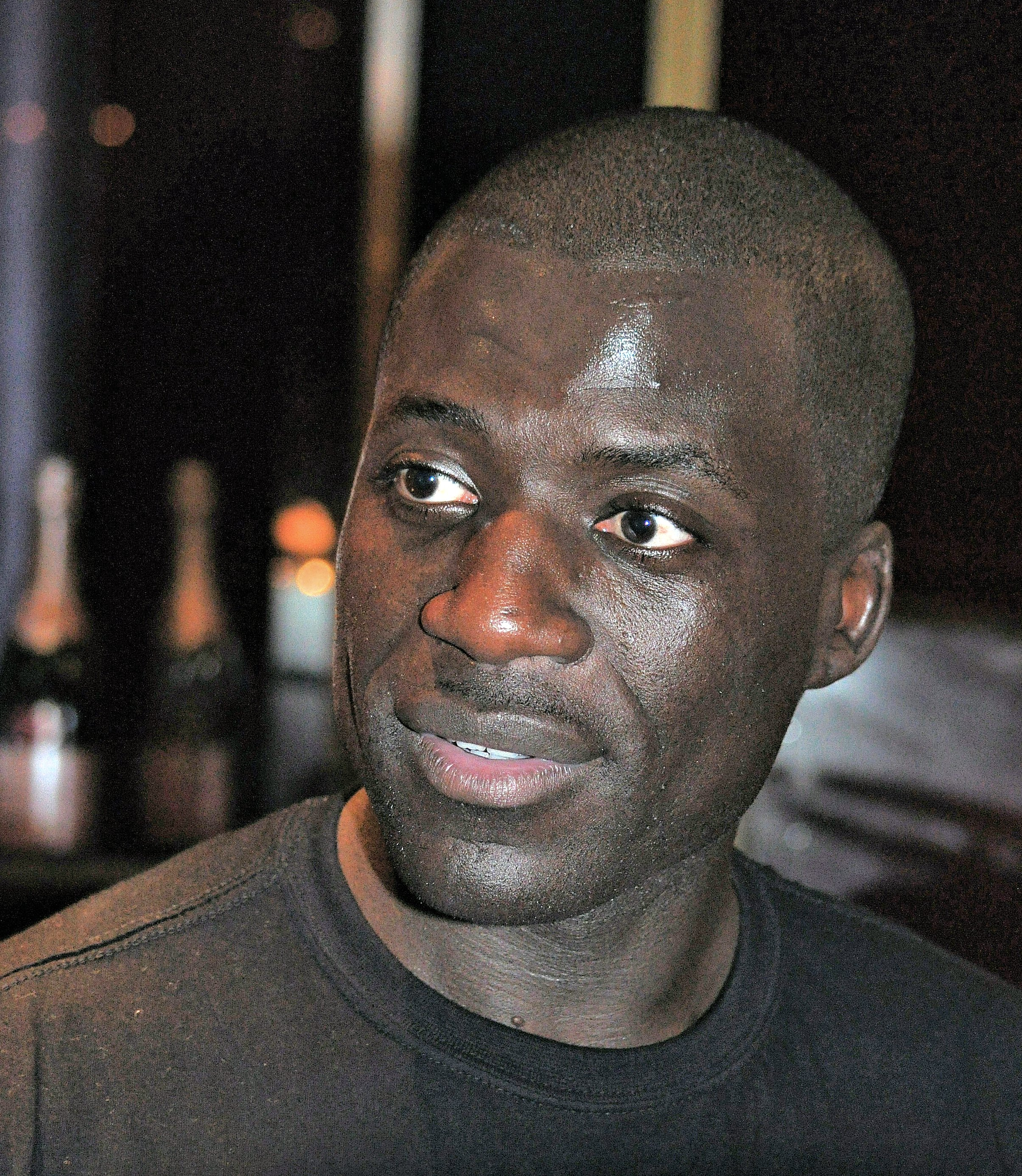
Donel Jack'sman
- Jeremy James
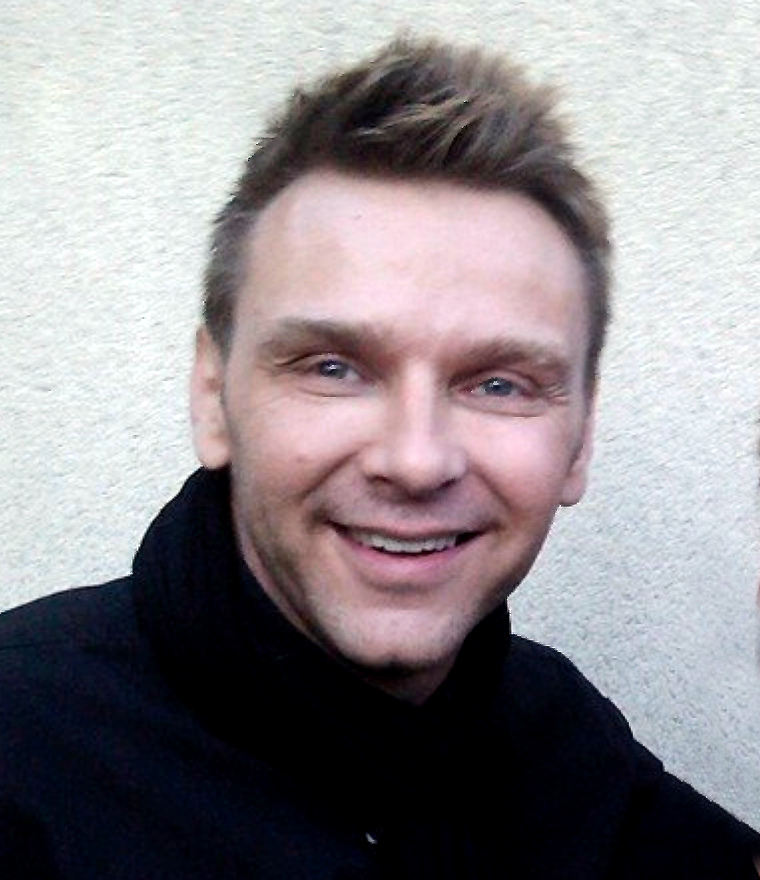
Jeanfi Janssens (2016-maintenant)
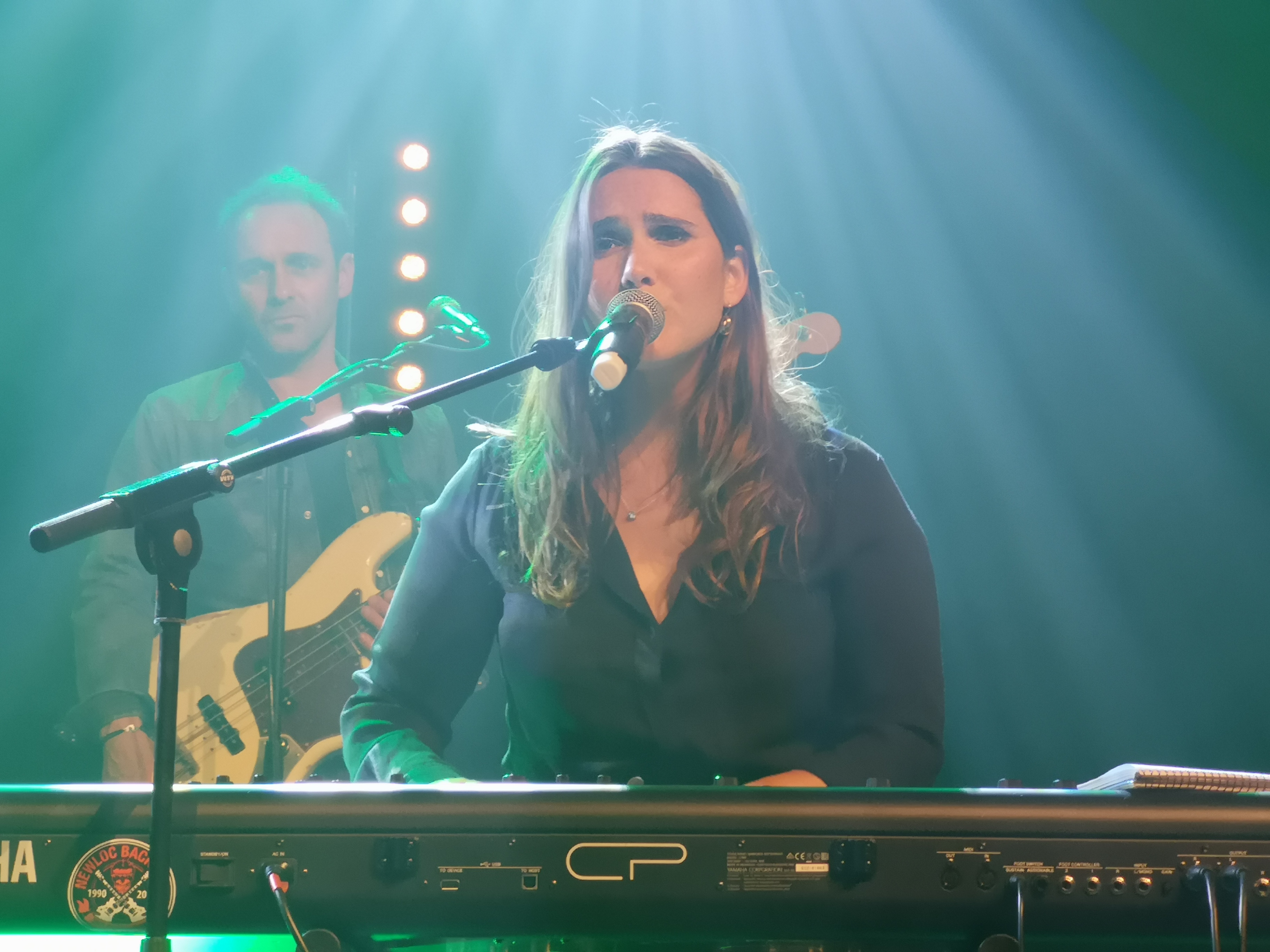
Joyce Jonathan (actuelle)
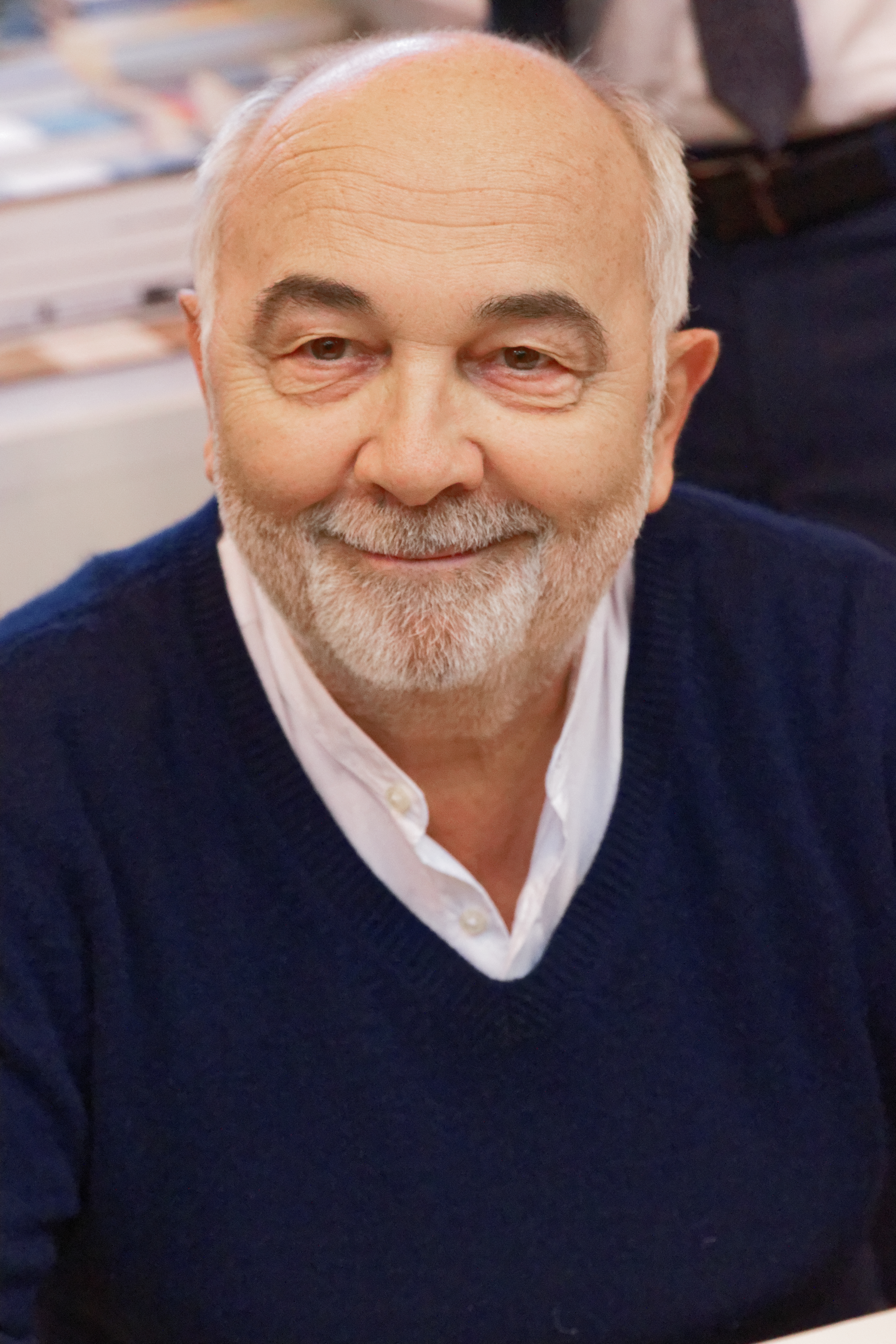
Gérard Jugnot (actuel)
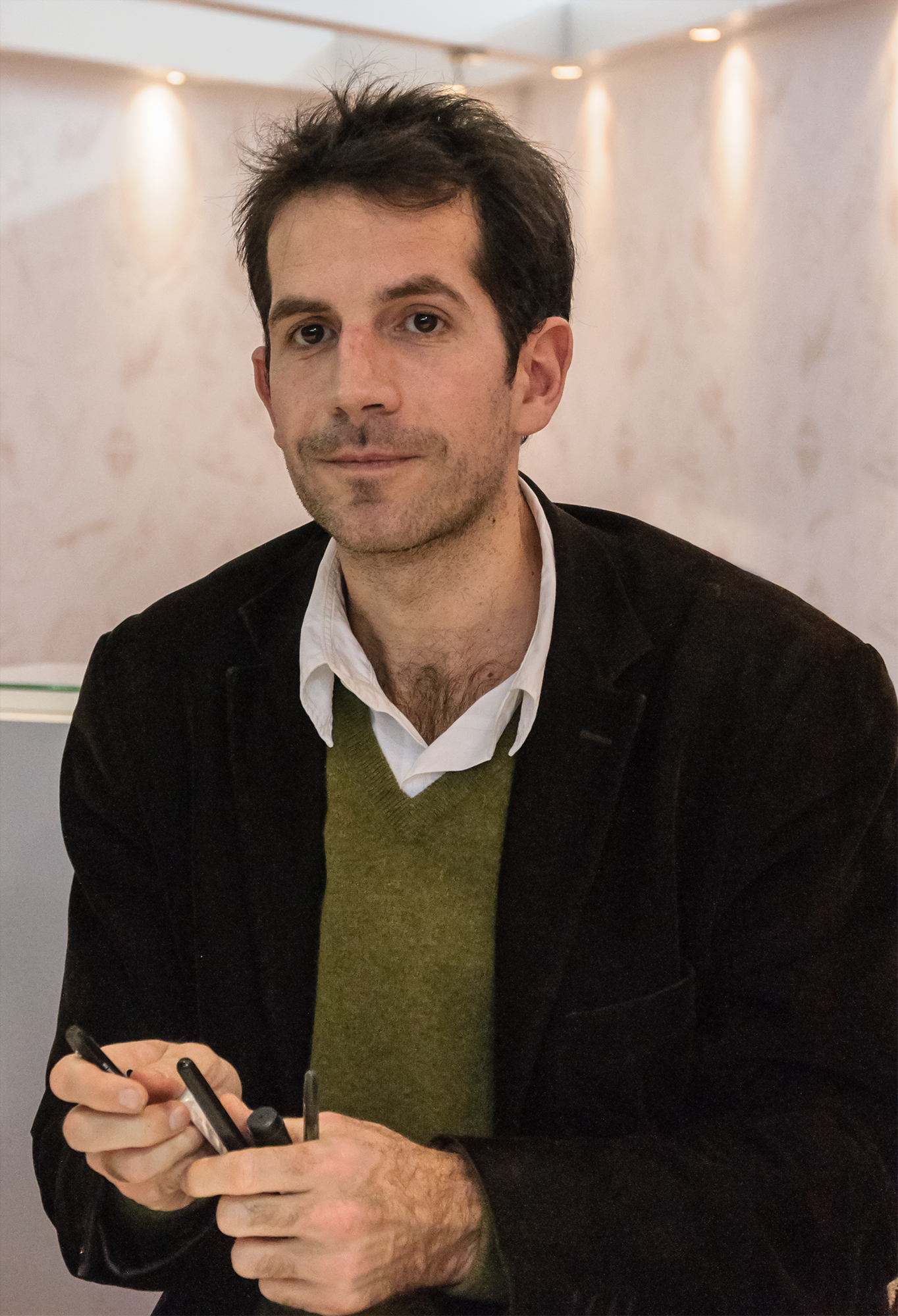
Jul
- Juliette

- Donel Jack'sman
- Jeanfi Janssens
- Joyce Jonathan
- Gérard Jugnot
- Jul

### K

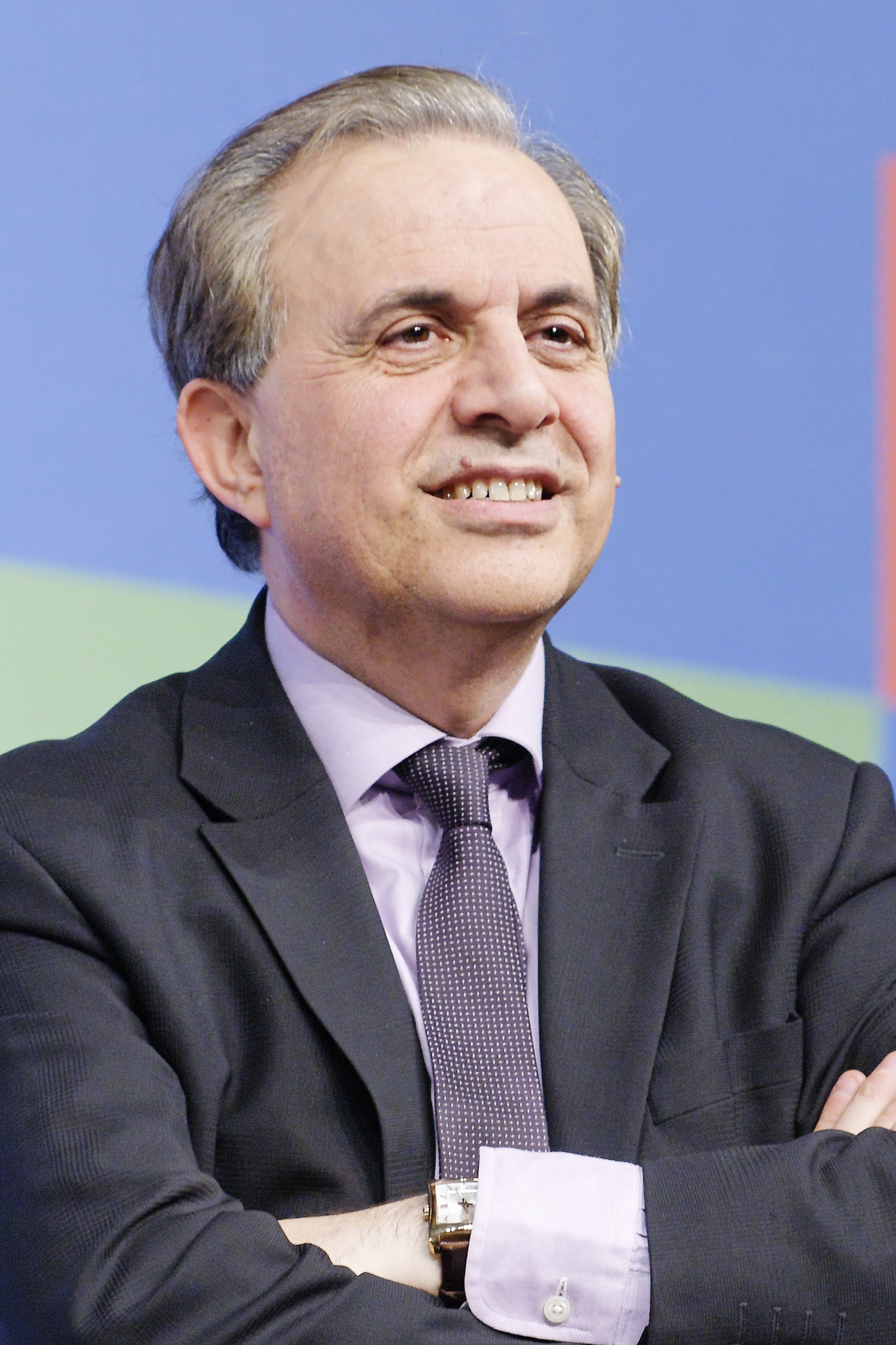
Roger Karoutchi
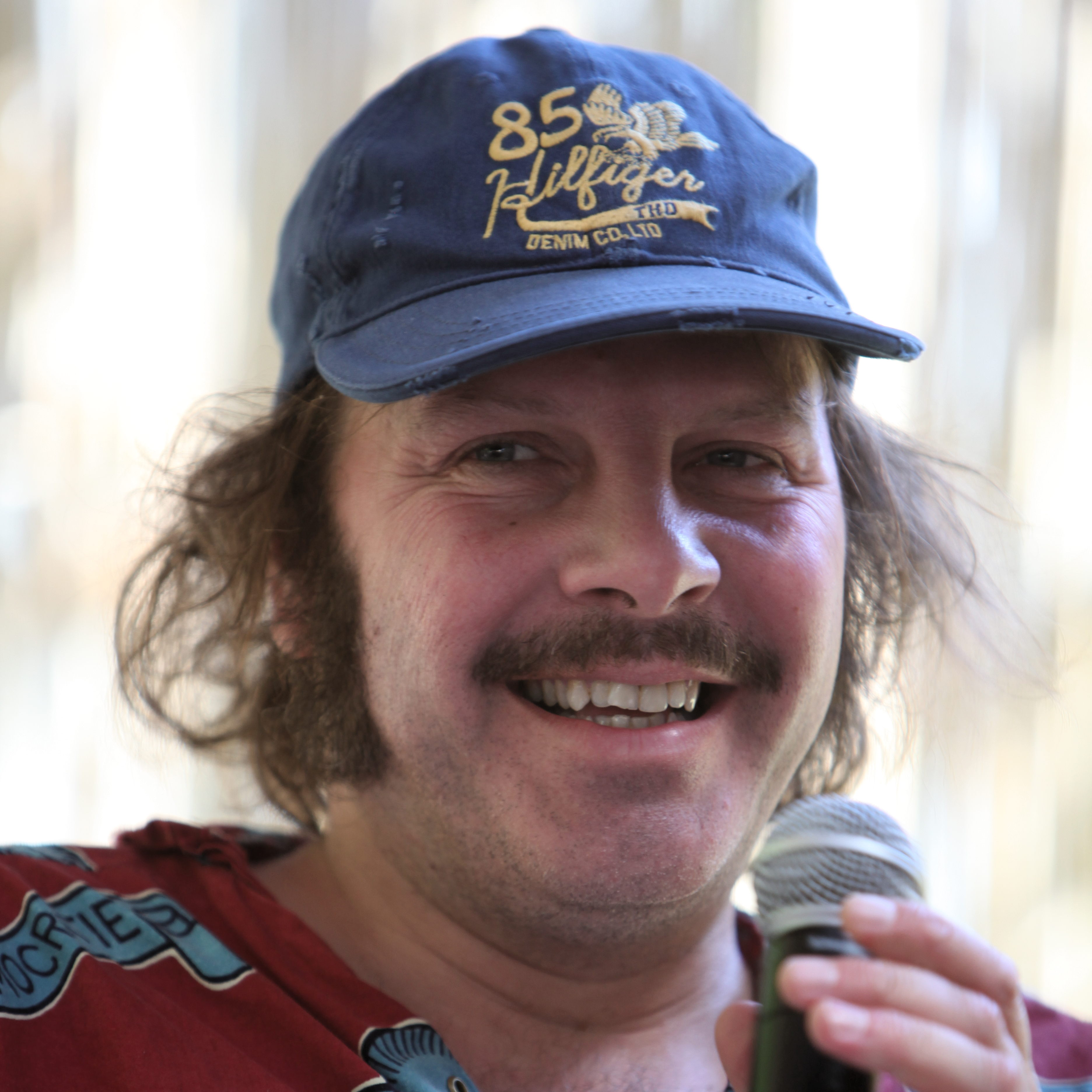
Philippe Katerine
- Johanna Kawa
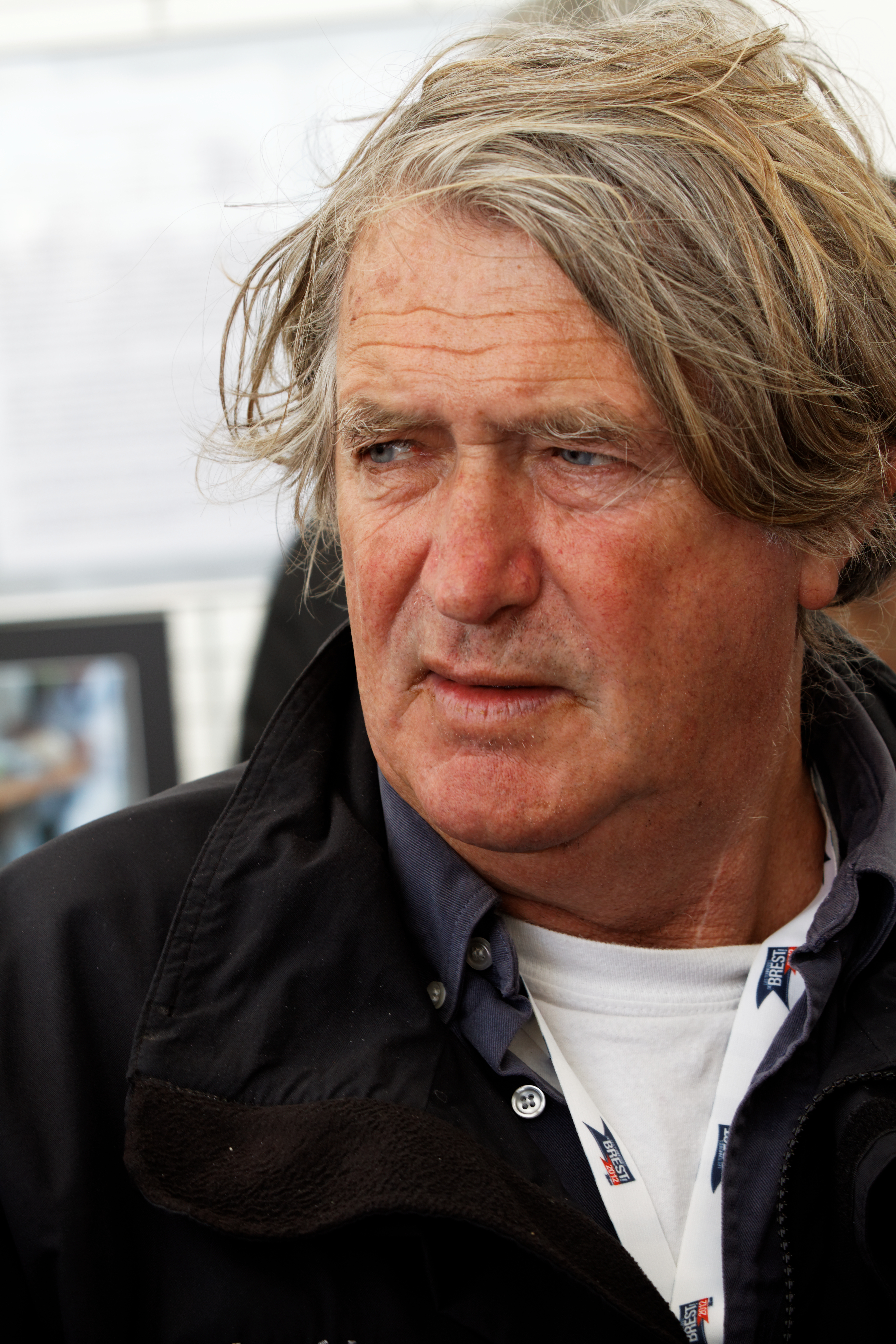
Olivier de Kersauson (2009-actuel)
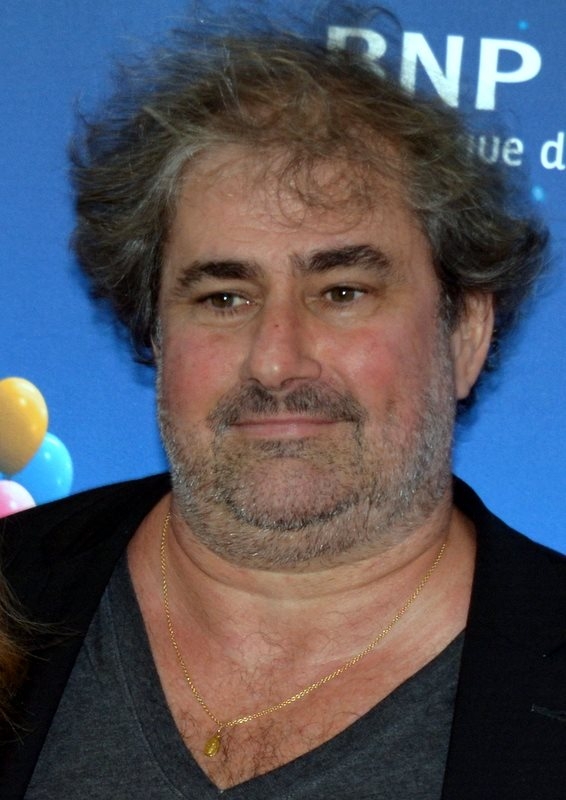
Gustave Kervern
- Serge Khalfon (actuel)
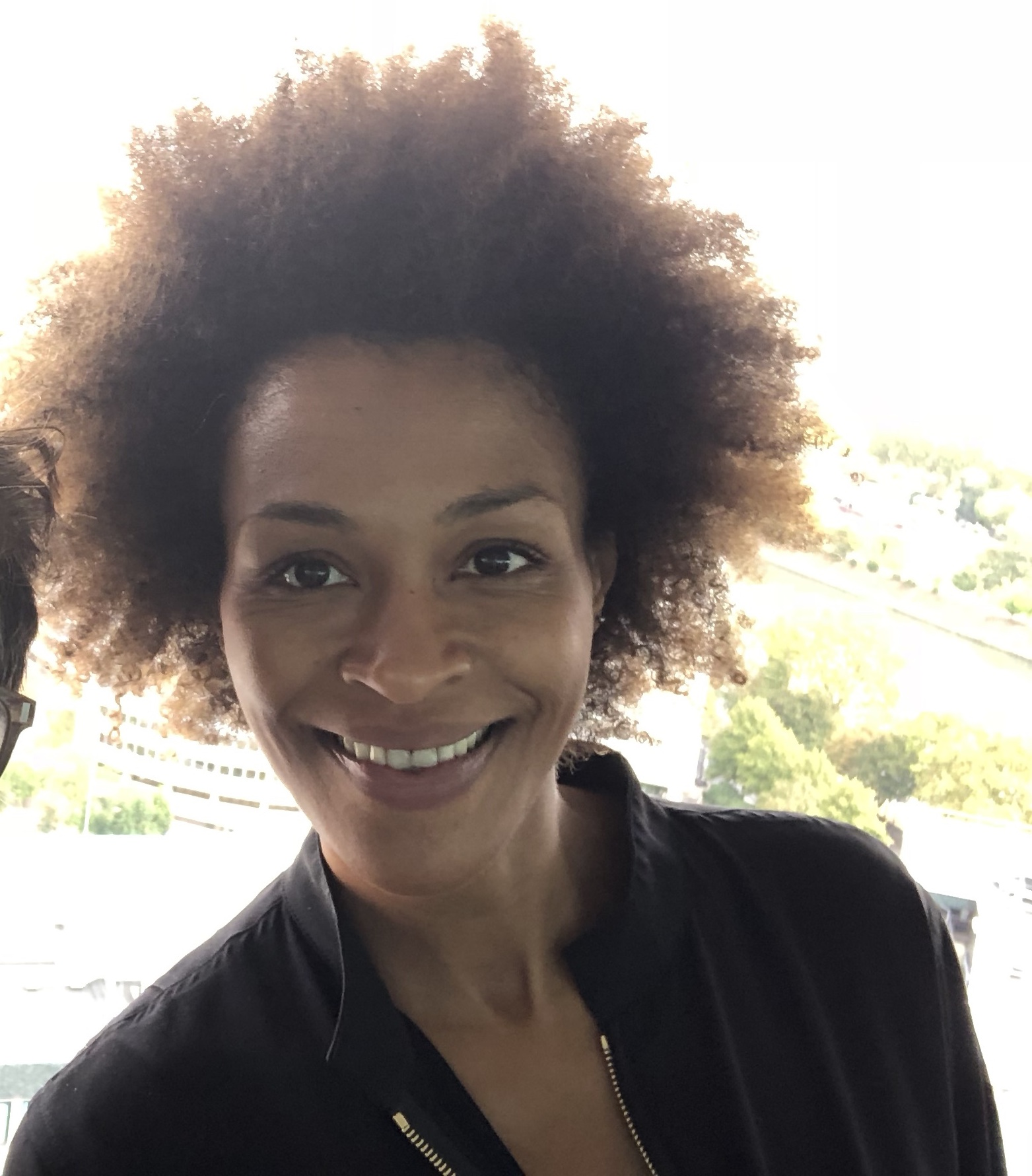
Rachel Khan (actuelle)
- Arno Klarsfeld
- Kody
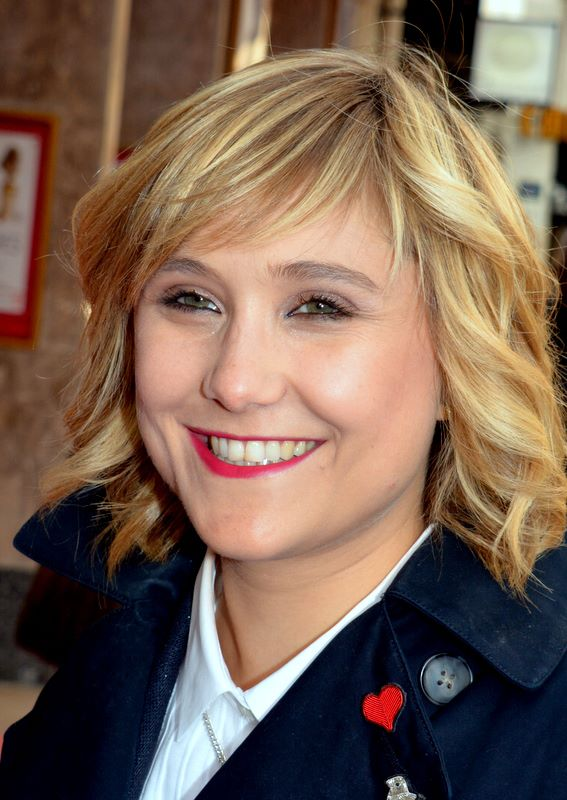
Bérengère Krief

- Roger Karoutchi
- Philippe Katerine
- Olivier de Kersauson
- Gustave Kervern
- Rachel Khan
- Bérengère Krief

### L
- Lynda Lacoste
- Chantal Ladesou (2014-...)
- Axelle Laffont
- Marie Laforêt (†)
- Inès de La Fressange
- Olivier Lagras
- Jonathan Lambert
- Marc Lambron
- Yves Lande
- Éric Laugérias (actuel)
- Marc Lavoine (actuel)
- Yvan Le Bolloc'h
- Marc-Antoine Le Bret (actuel)
- Frédéric Lebon (†)
- Baptiste Lecaplain
- Agathe Lecaron
- Julie Leclerc (depuis septembre 2021)
- Patrice Leconte
- Thierry Lefébure
- Gaël Leforestier
- Karine Le Marchand (actuelle)
- Annie Lemoine
- Jean-Luc Lemoine (2000-2012, 2019-2022)
- Virginie Lemoine
- Arnaud Lemort
- Françoise Lépine
- Pierre Lescure
- Élisabeth Lévy
- Serge Llado (1991-2014, 2020)
- Richard Lornac
- Gérard Loussine
- Gérard Louvin
- Lulu
- Karine Lyachenko

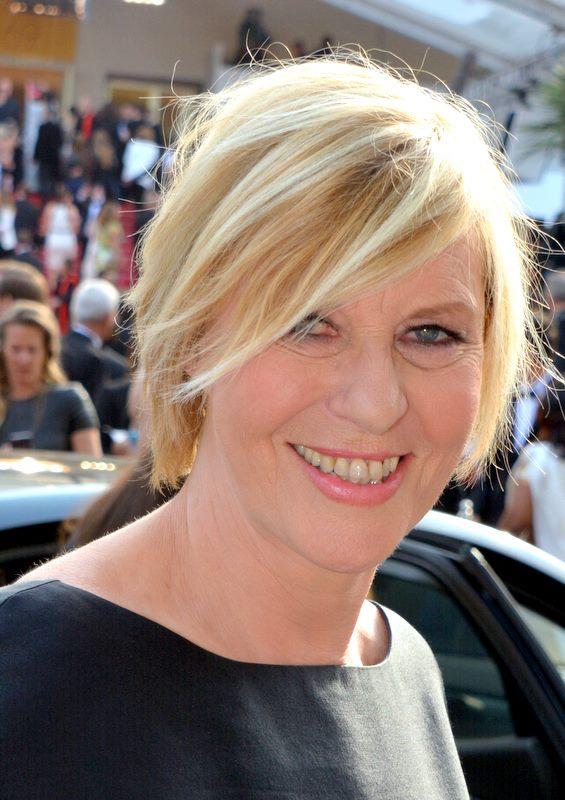
Chantal Ladesou
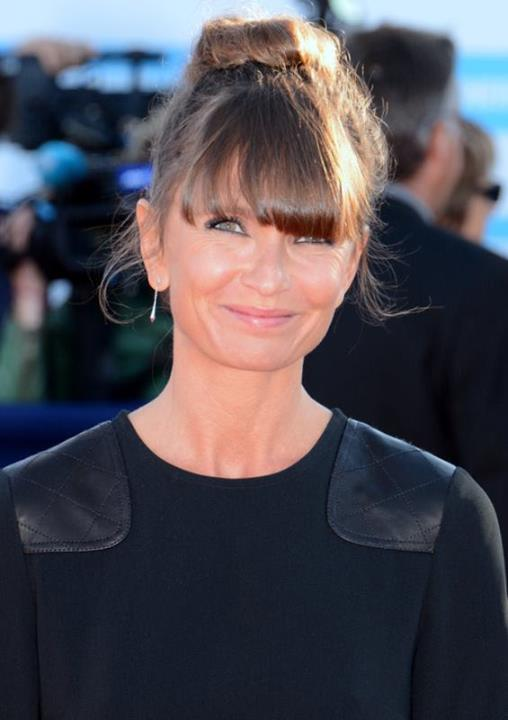
Axelle Laffont
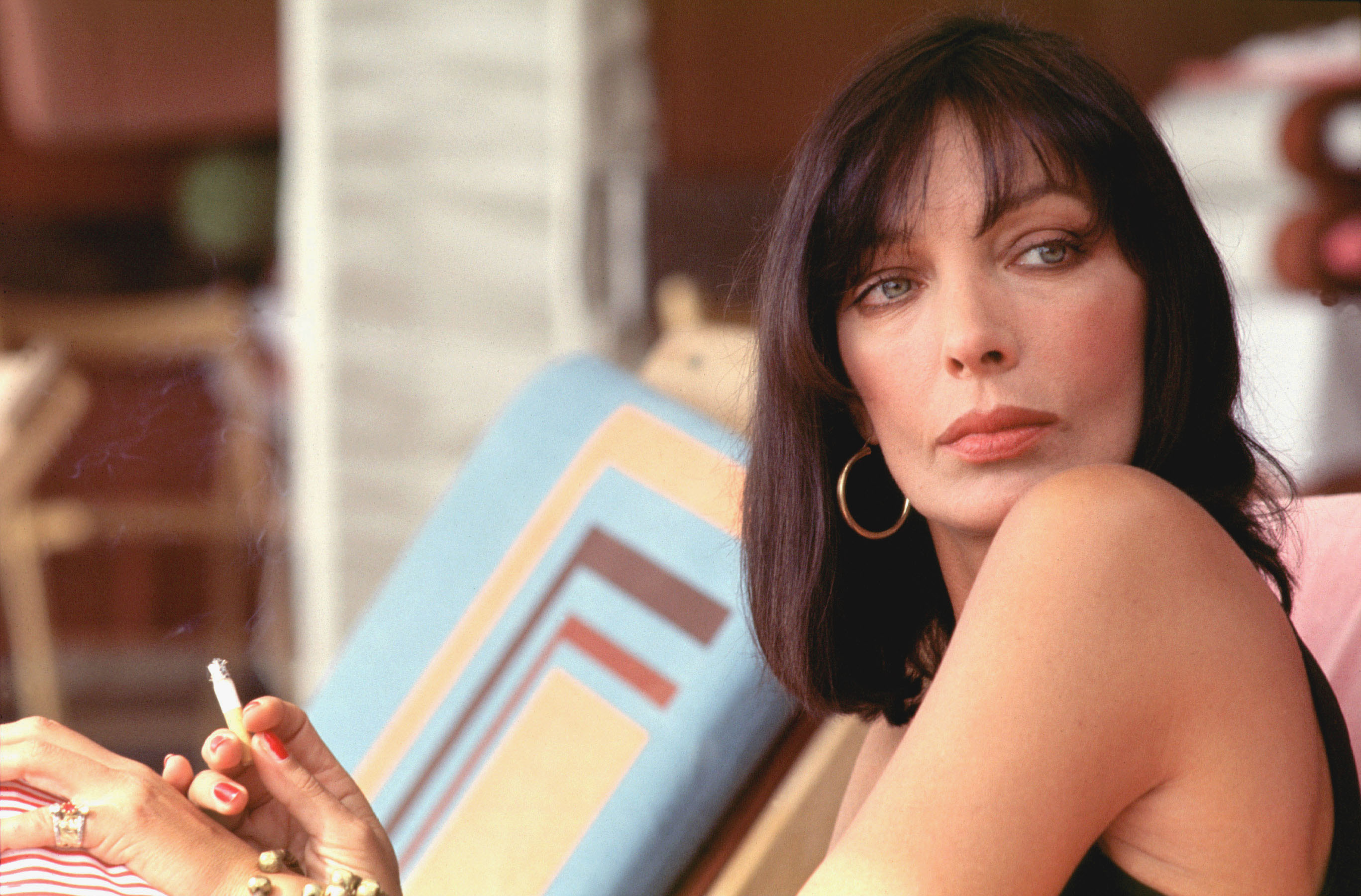
Marie Laforêt
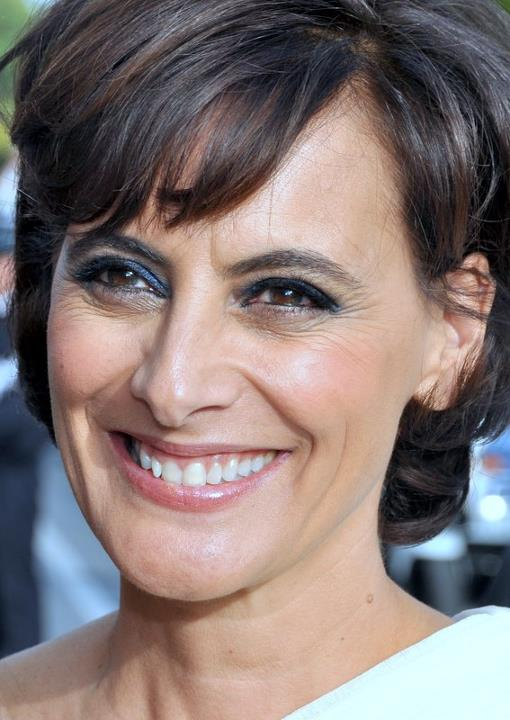
Inès de La Fressange
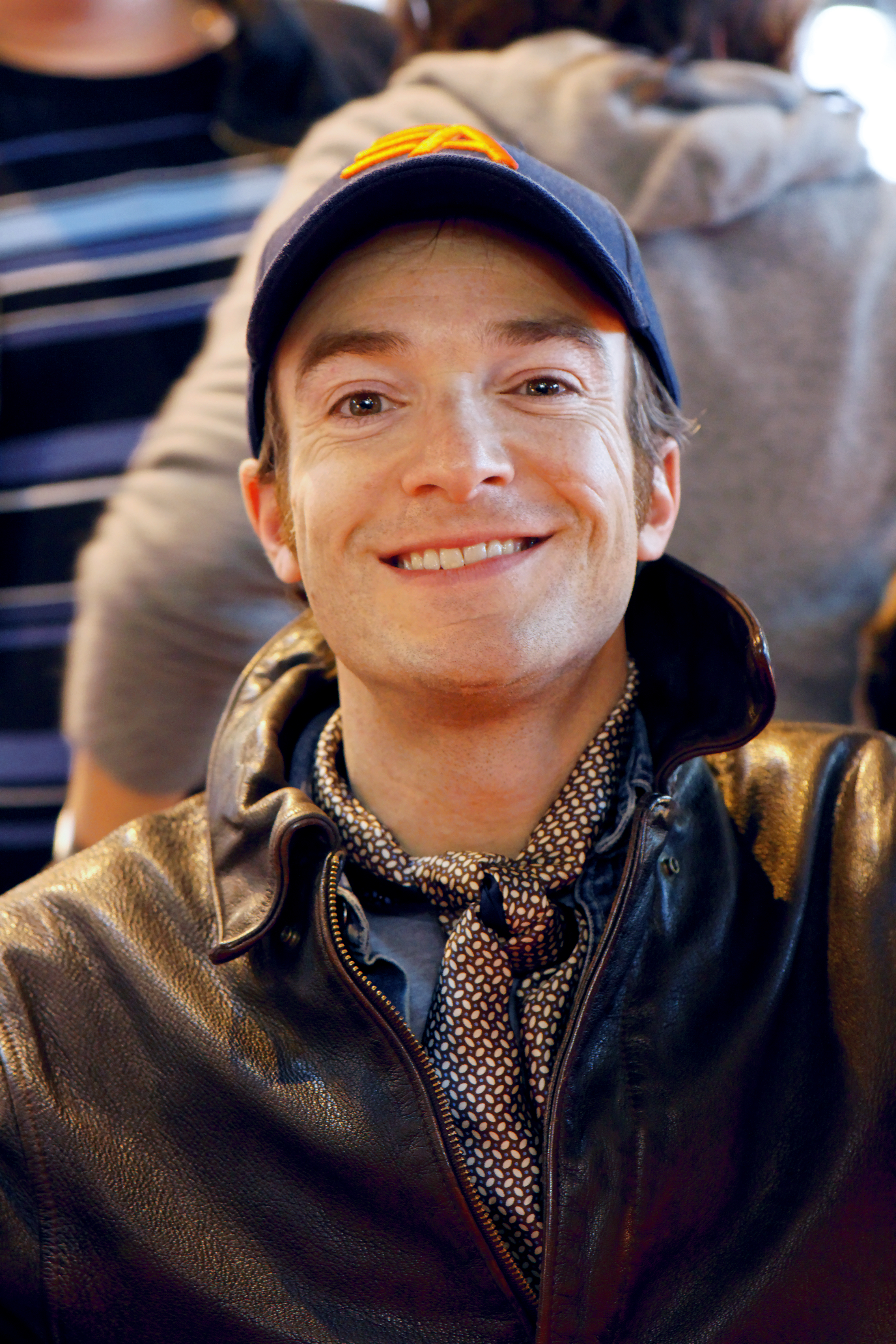
Jonathan Lambert
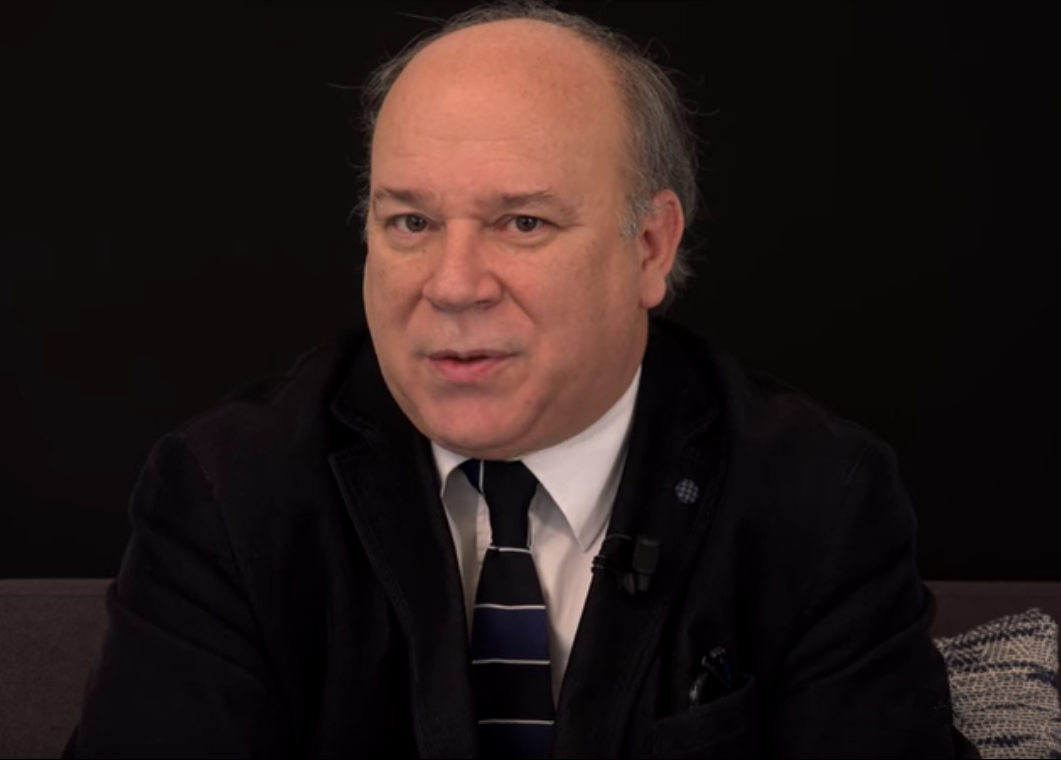
Marc Lambron
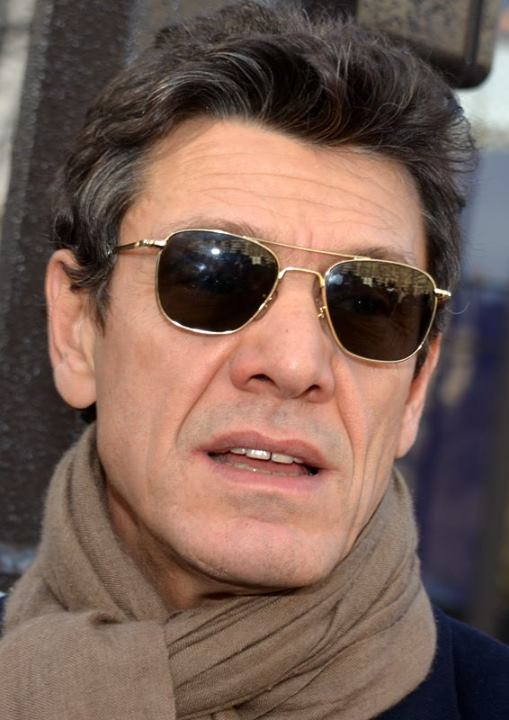
Marc Lavoine
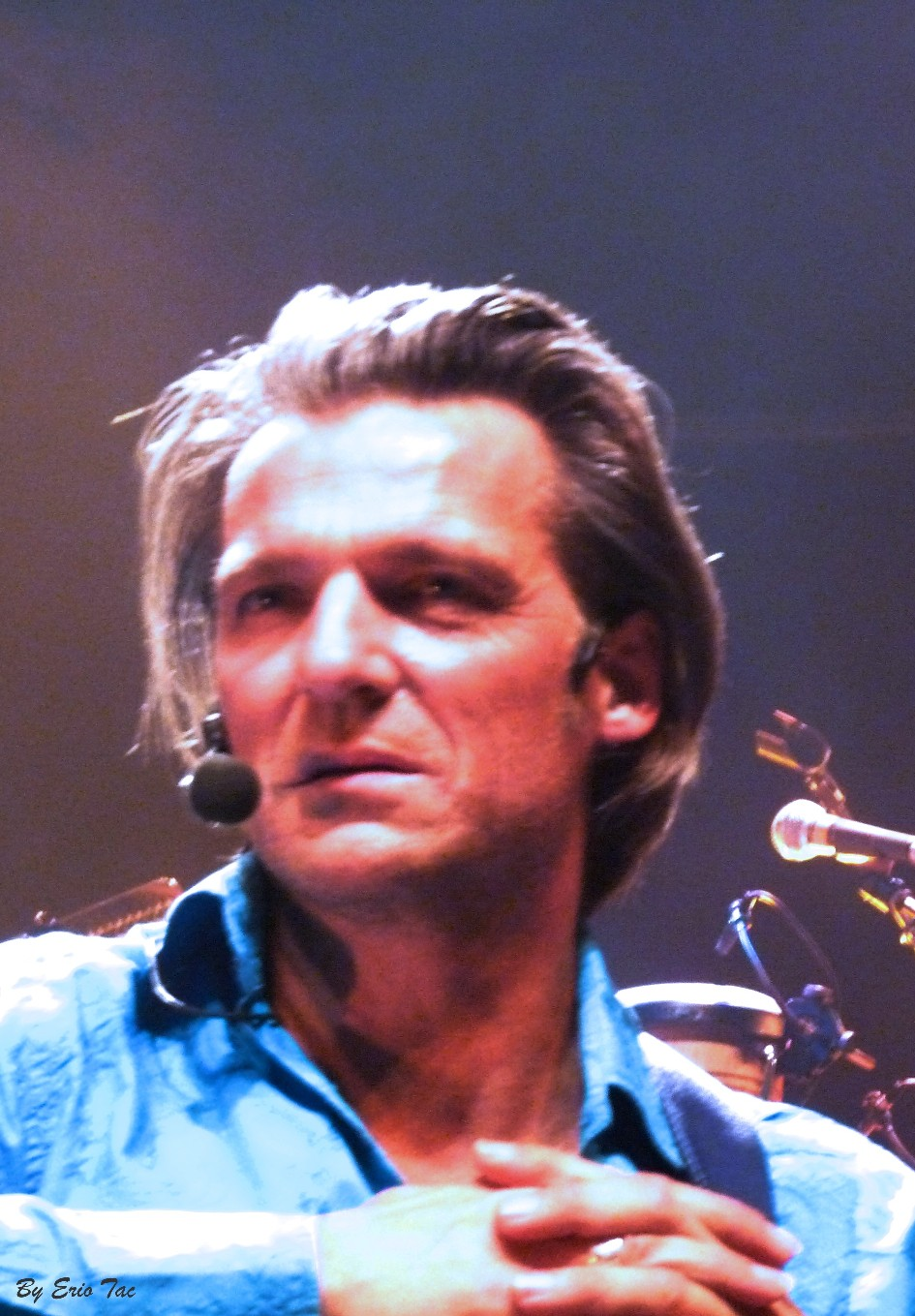
Yvan Le Bolloc'h
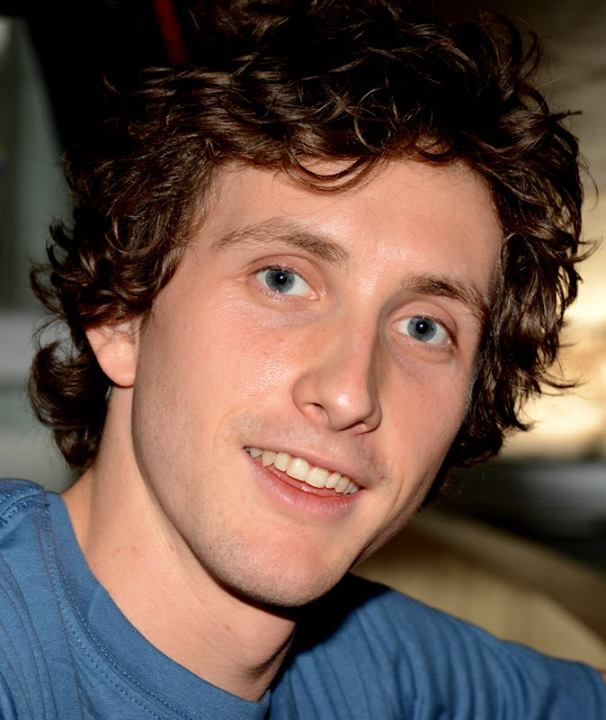
Baptiste Lecaplain
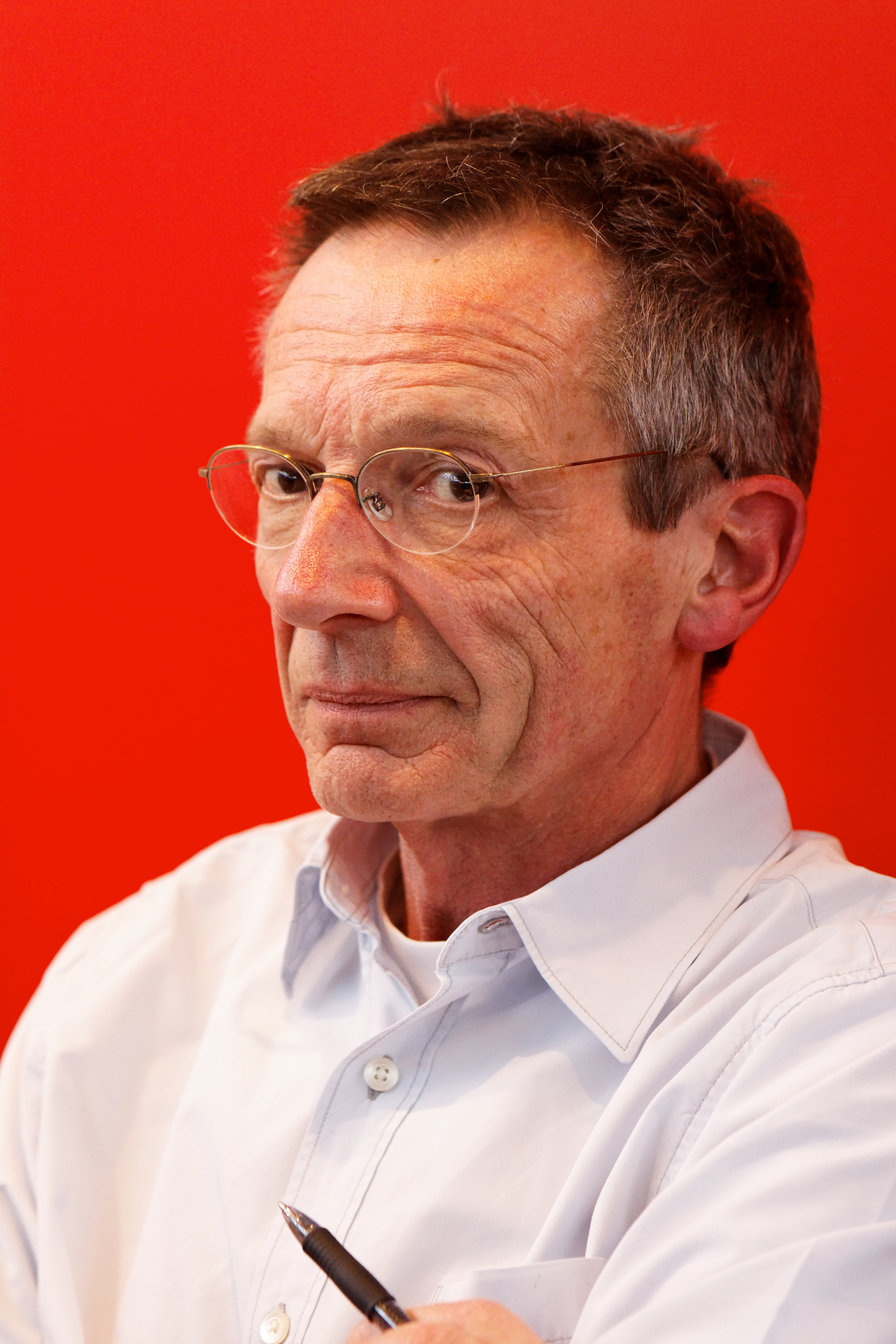
Patrice Leconte
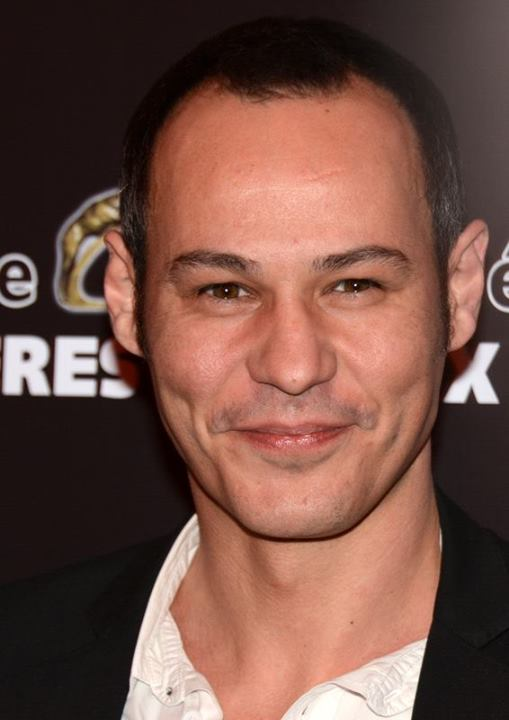
Gaël Leforestier
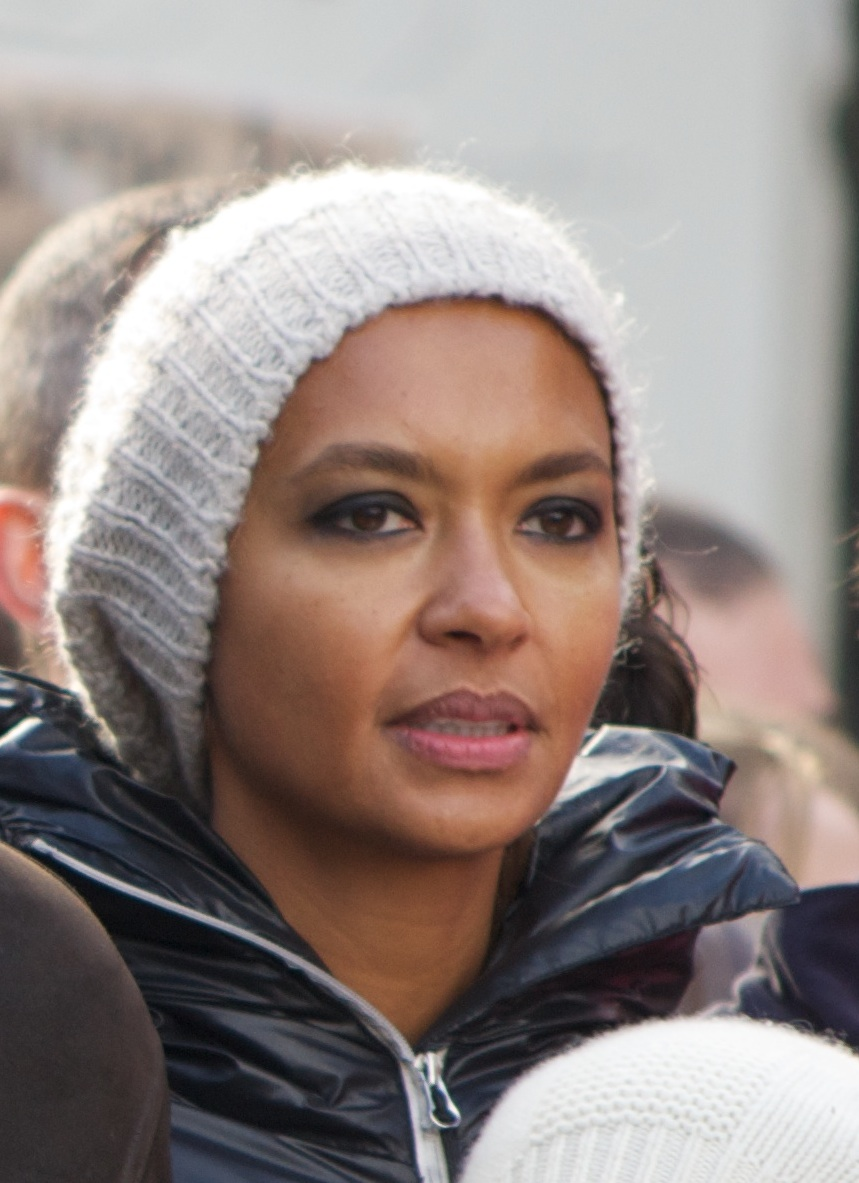
Karine Le Marchand
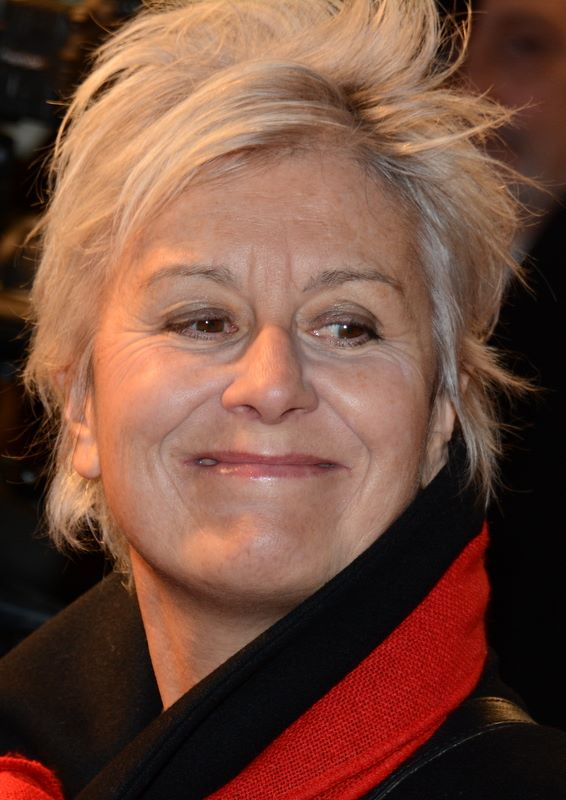
Annie Lemoine
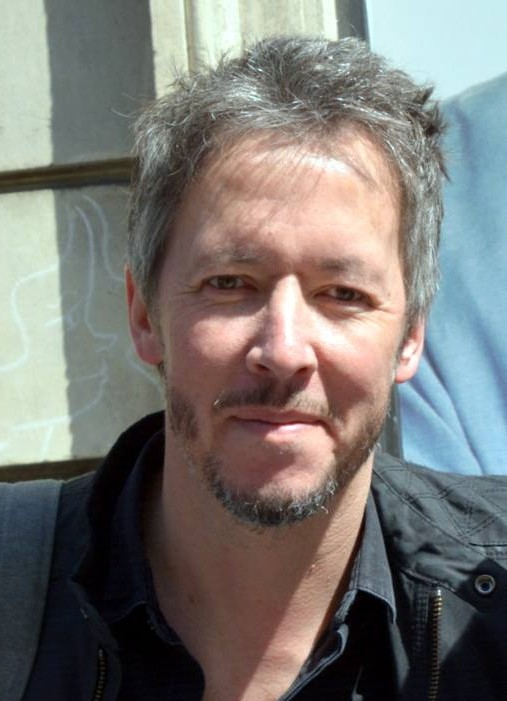
Jean-Luc Lemoine
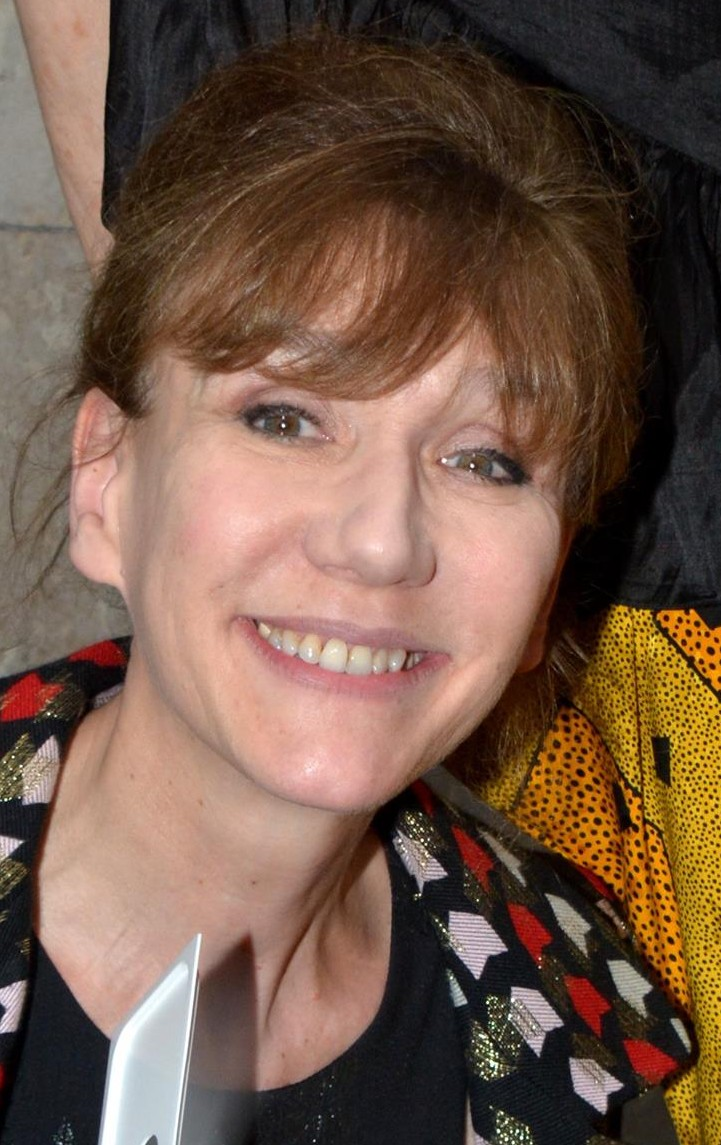
Virginie Lemoine
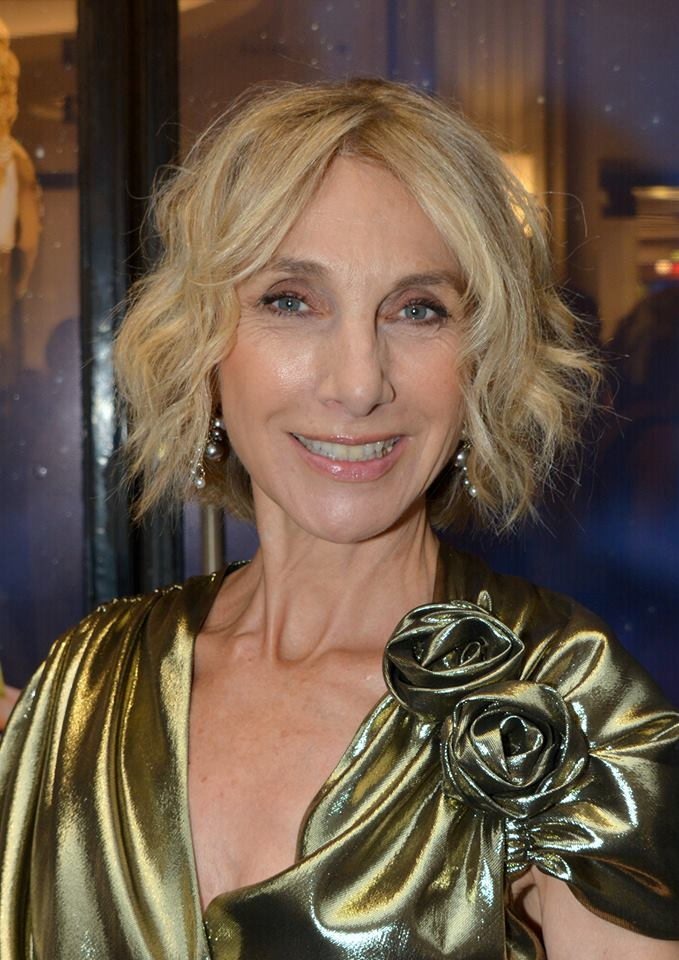
Françoise Lépine
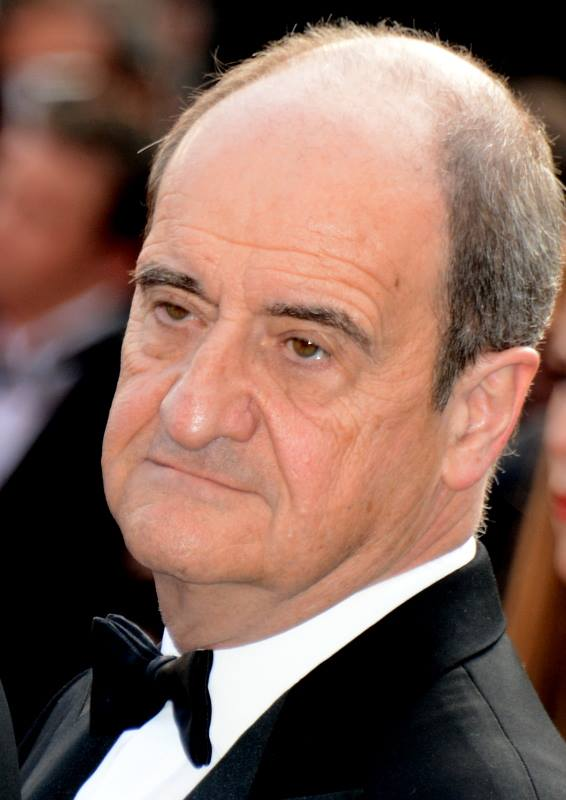
Pierre Lescure

### M
- Bernard Mabille (actuel)
- Mathieu Madénian
- Roland Magdane
- Judith Magre
- Jacques Mailhot
- Valérie Mairesse (actuelle)
- Enora Malagré
- Philippe Manœuvre (2017-2021)
- Karina Marimon (actuelle)
- Bruno Masure
- Mamane
- Erwan Marinopoulos
- Thierry Marquet
- Anthony Martin
- Frédéric Martin
- Jacques Martin (†)
- Maxim Martin
- Maurad
- Maxime
- Mathilda May
- Isabelle Mergault (depuis 1998)
- Albert Meslay
- Éric Métayer
- Thierry Métral
- Raphaël Mezrahi
- Jérémy Michalak
- Milann
- Gérard Miller (1999-2014)
- Pablo Mira
- Yann Moix
- Tania de Montaigne
- Jean-Luc Moreau
- Louis Morin
- Chloé Mortaud
- Isabelle Motrot (2001-2014)
- Marlène Mourreau
- Géraldine Muhlmann
- Eddy Murté

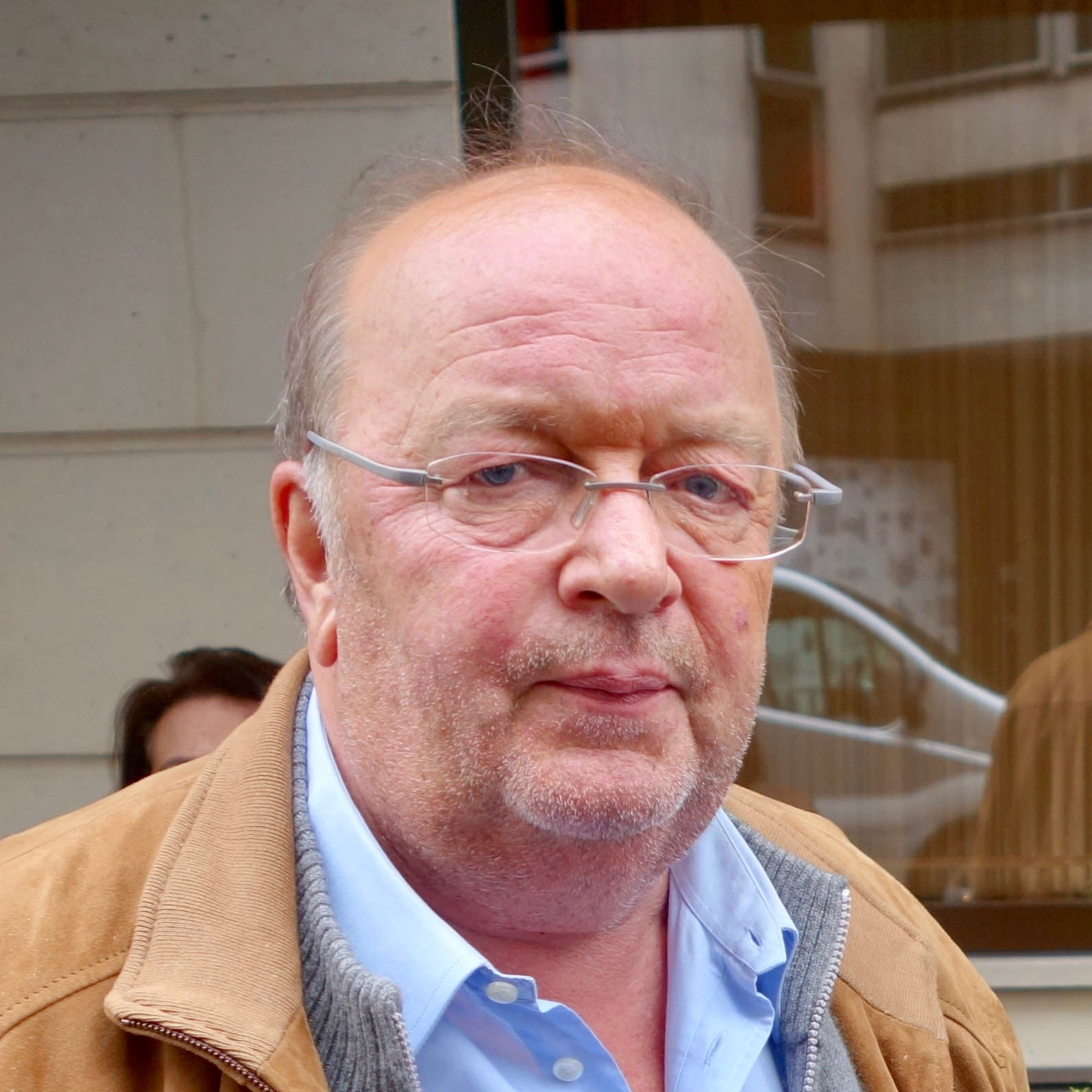
Bernard Mabille
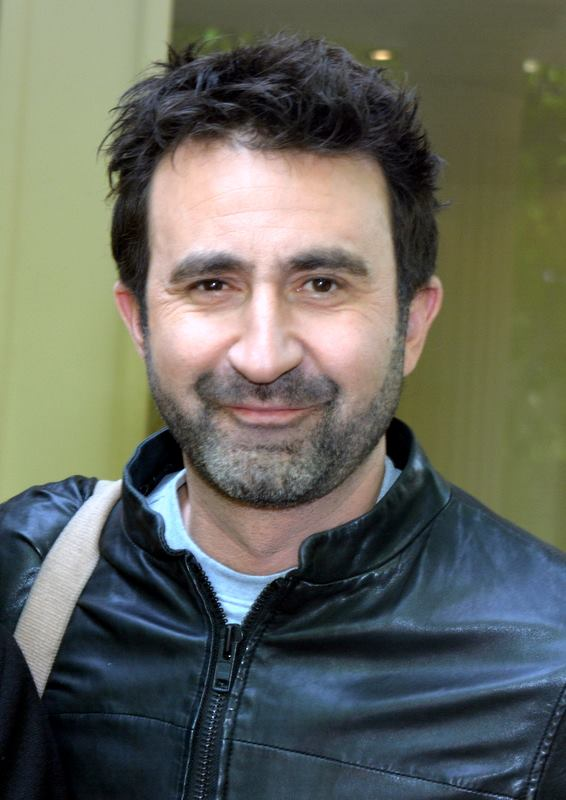
Mathieu Madénian
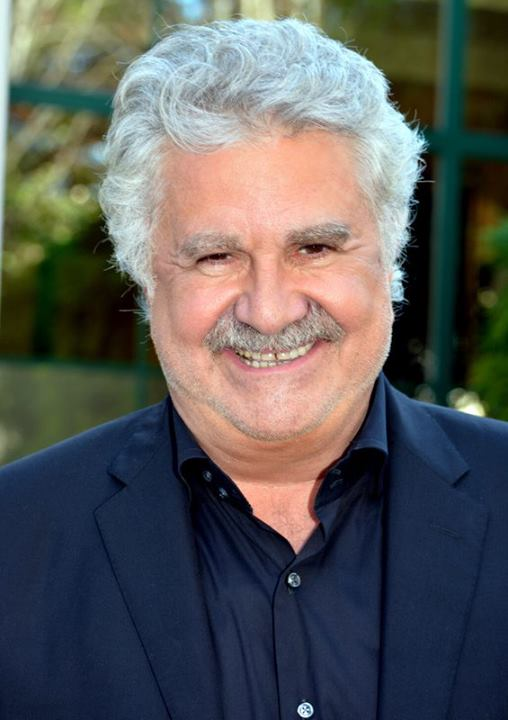
Roland Magdane
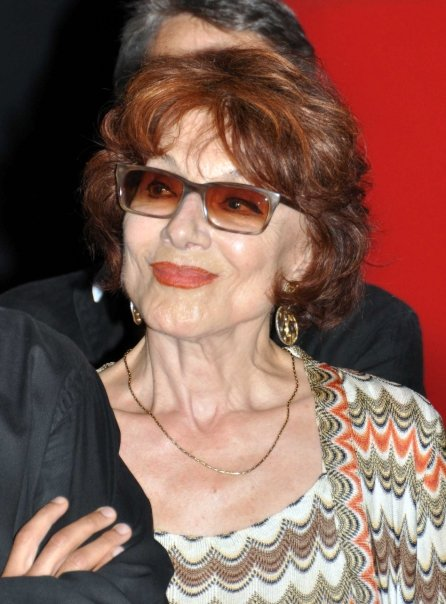
Judith Magre
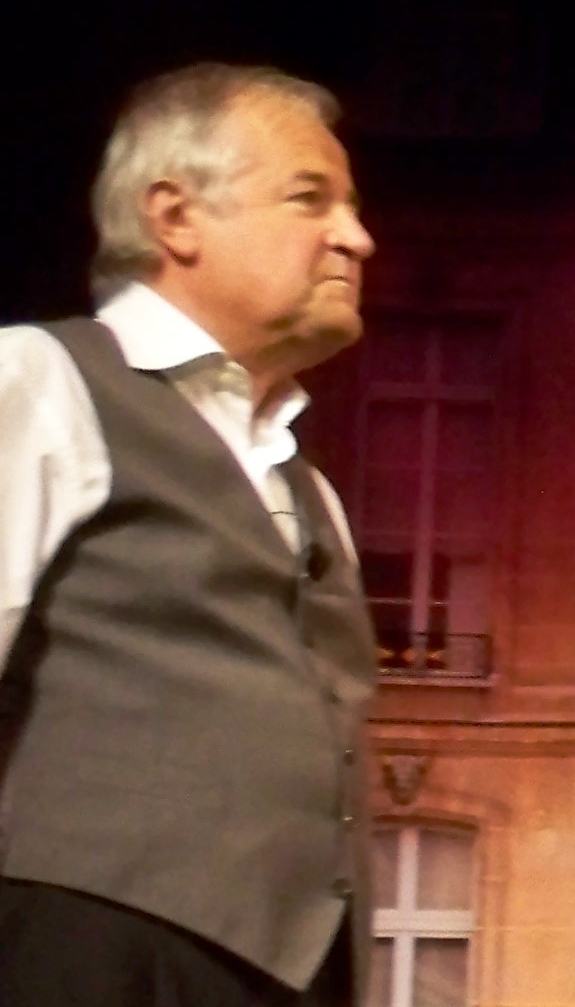
Jacques Mailhot
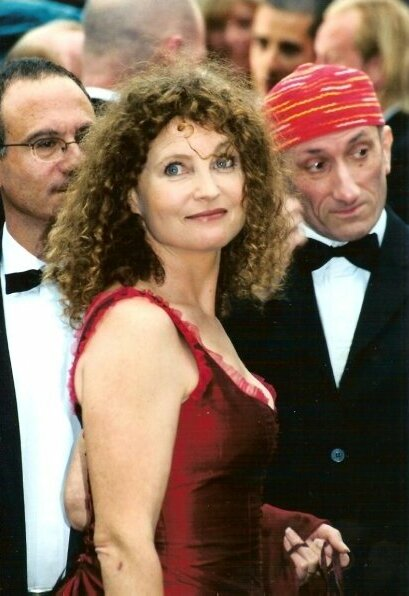
Valérie Mairesse
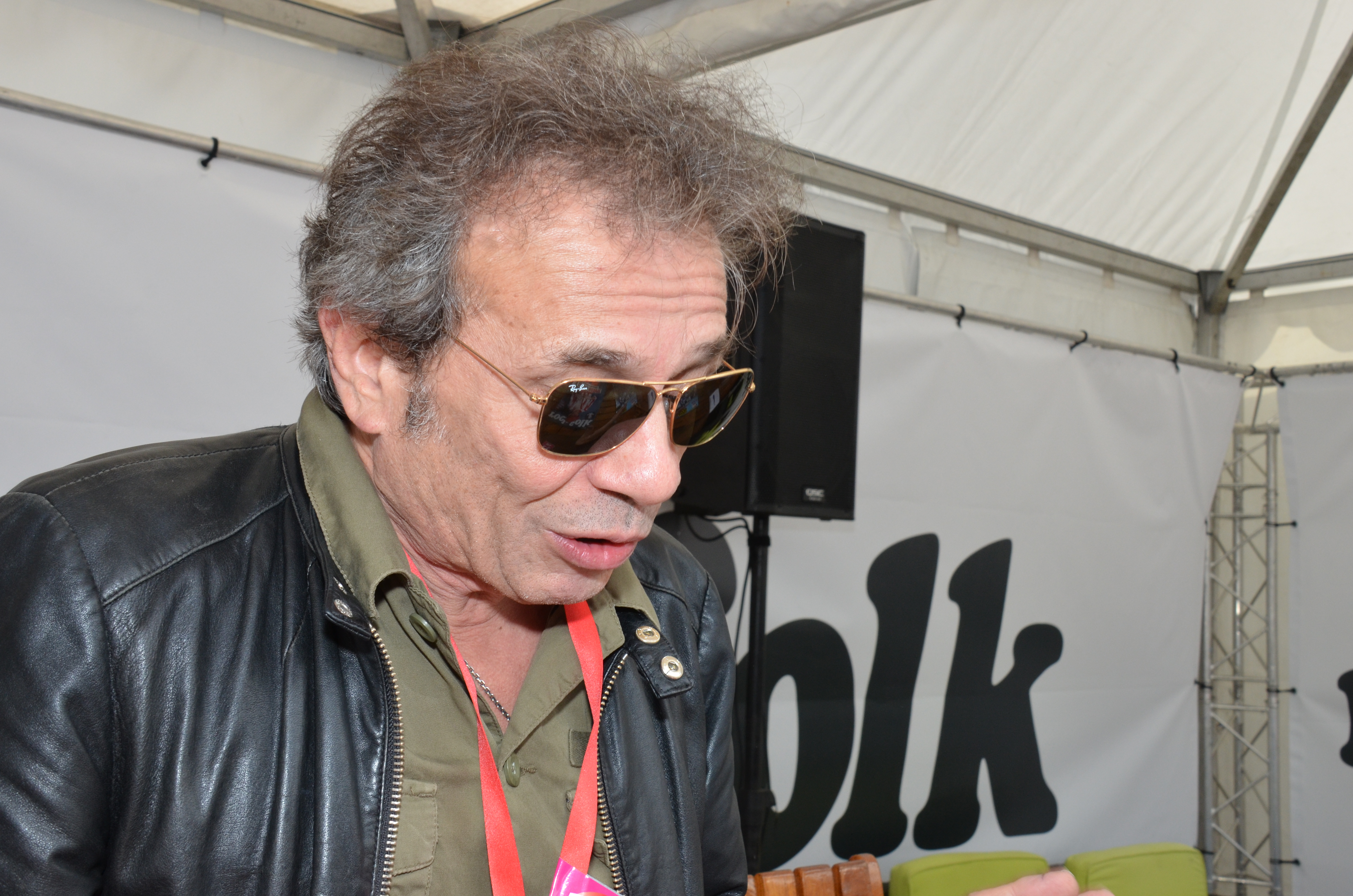
Philippe Manœuvre
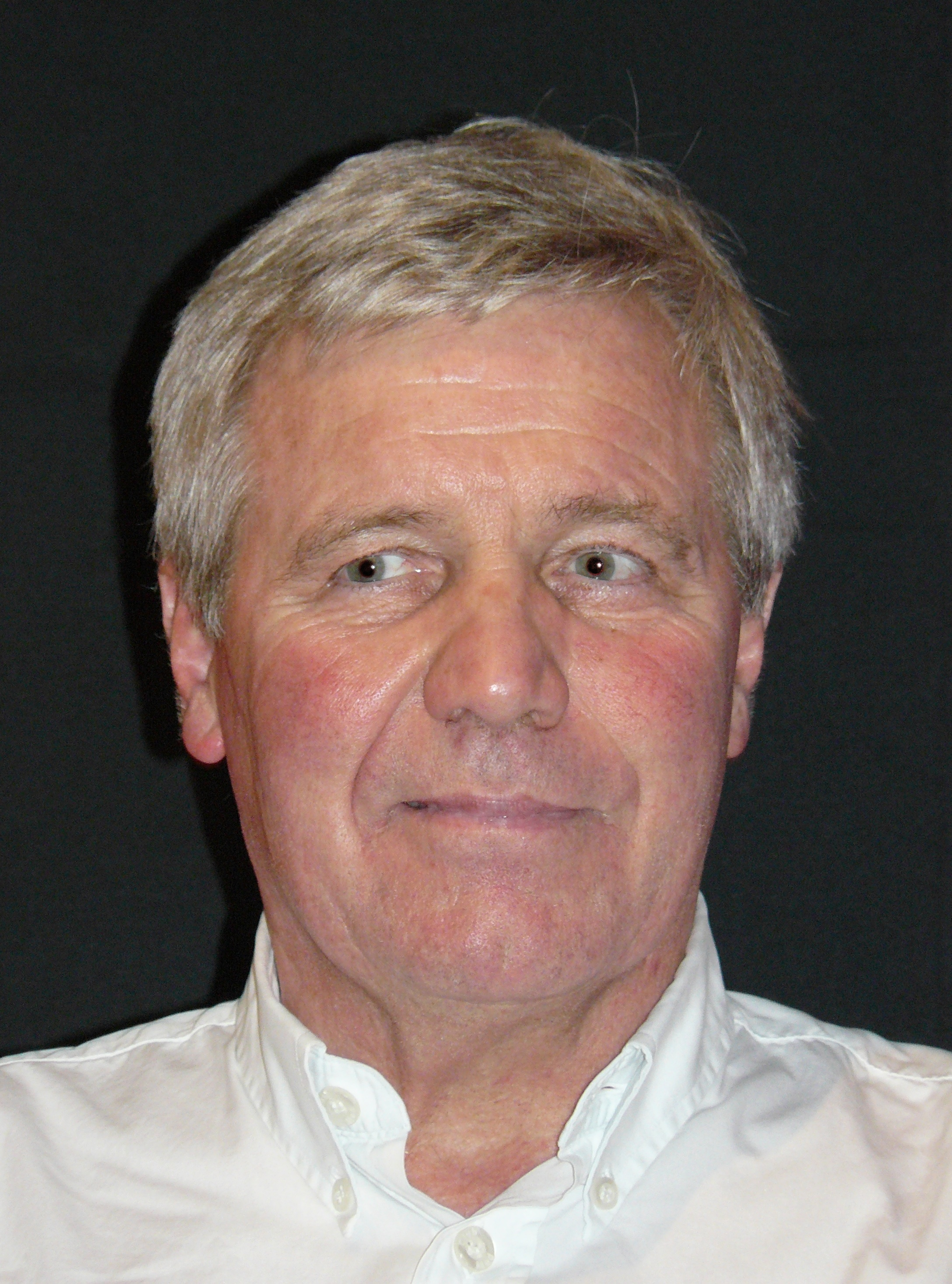
Bruno Masure
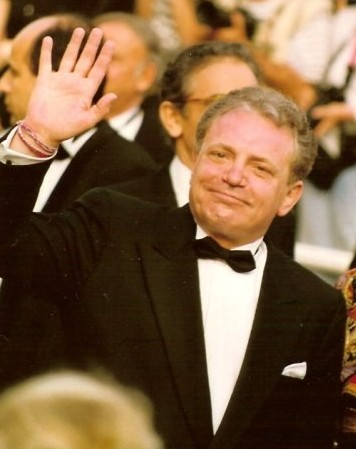
Jacques Martin
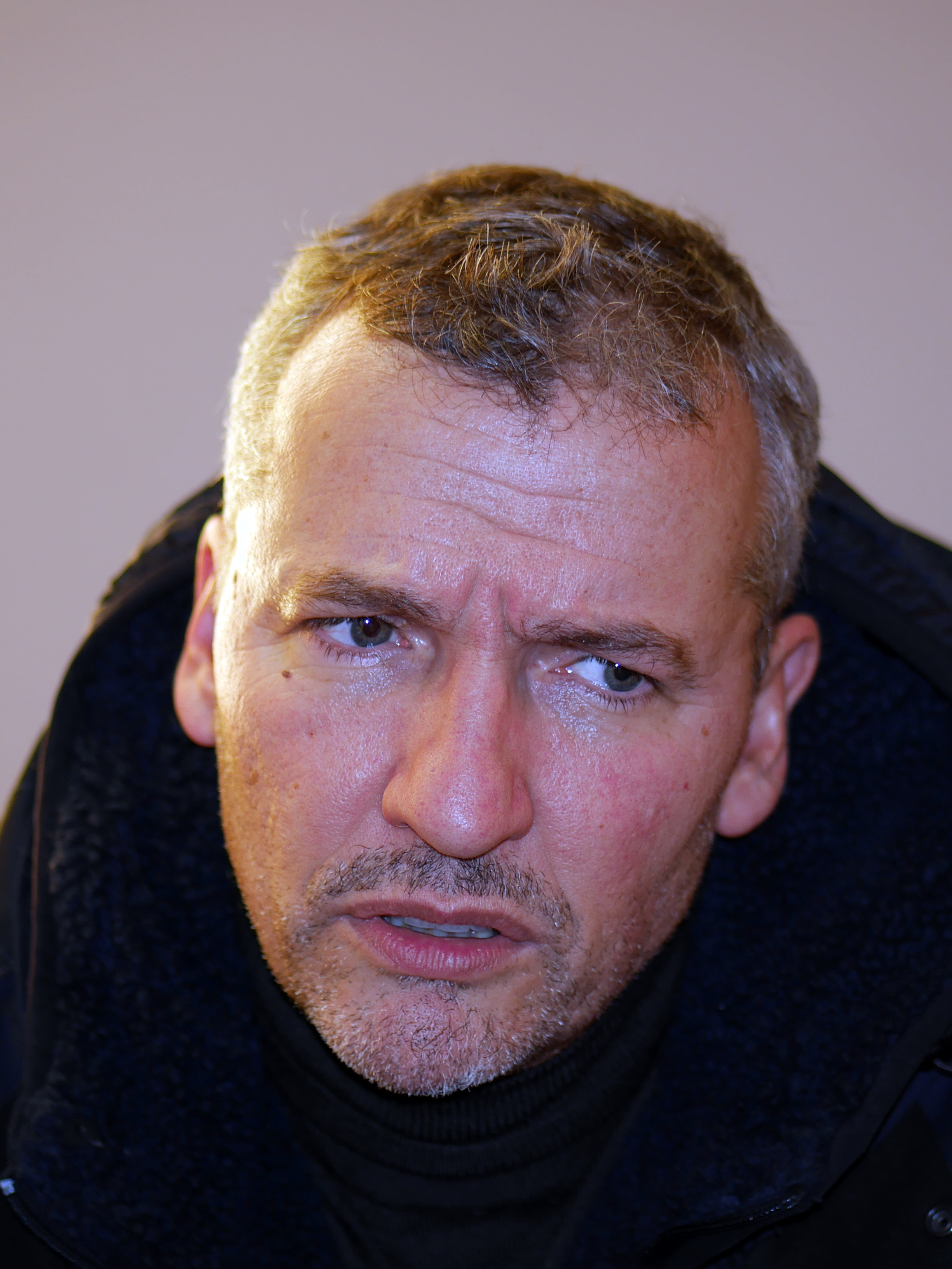
Maxime
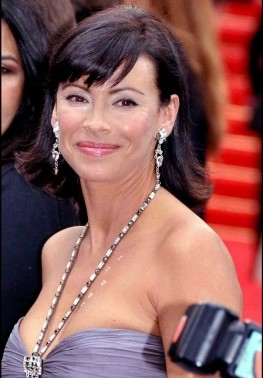
Mathilda May
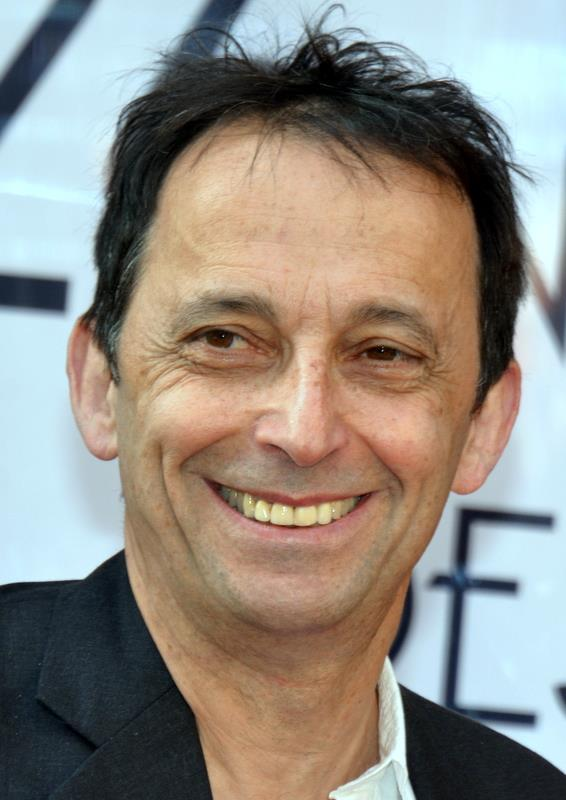
Éric Métayer
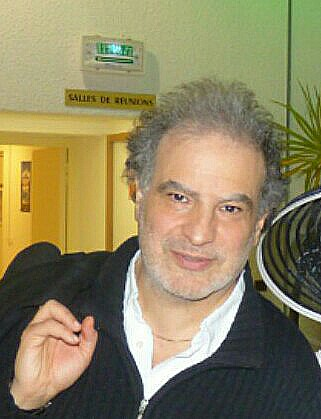
Raphaël Mezrahi
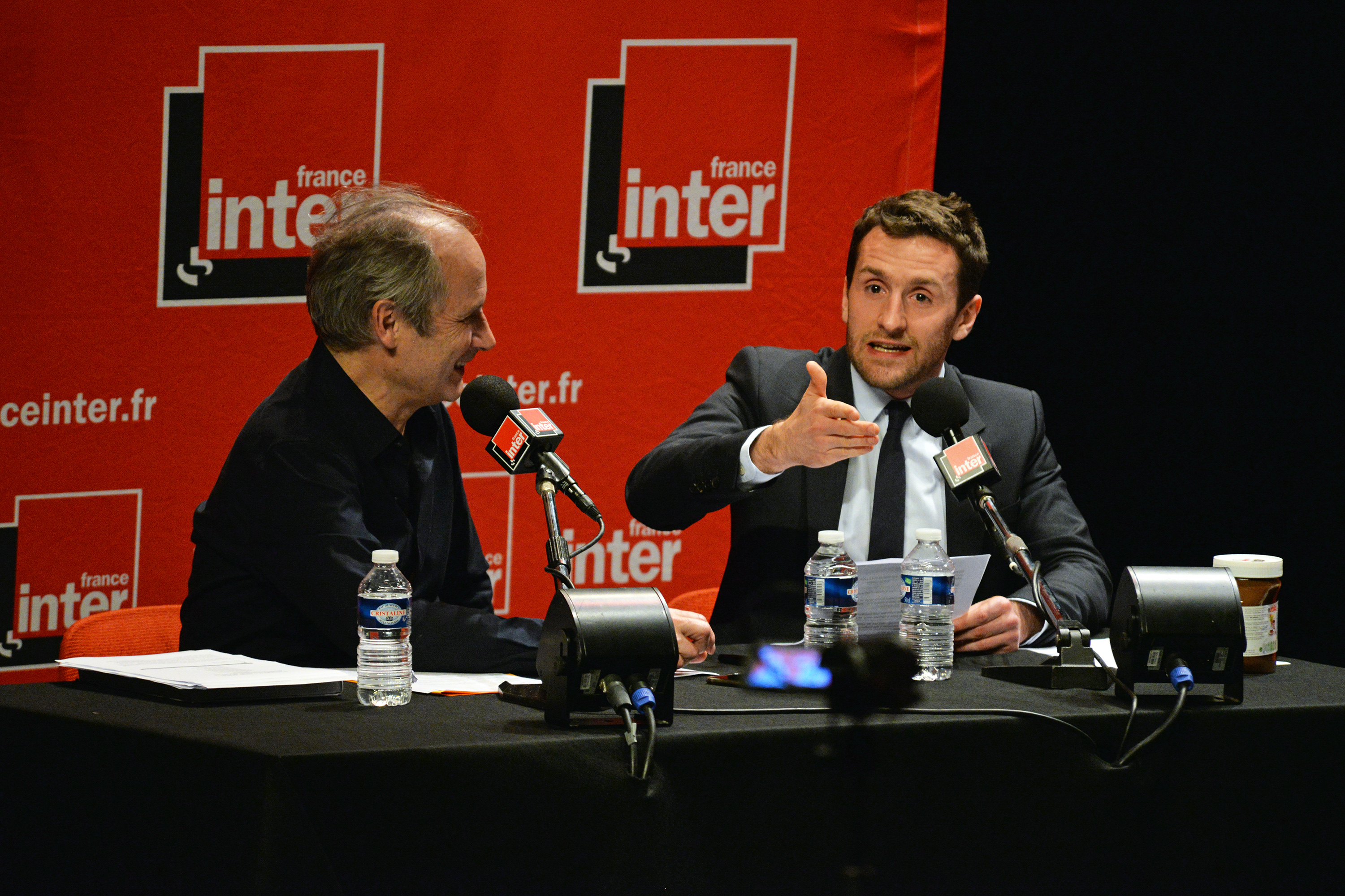
Pablo Mira (à droite)
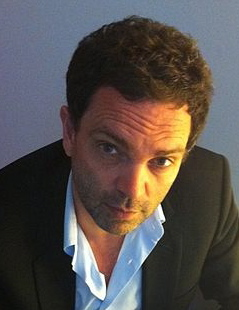
Yann Moix
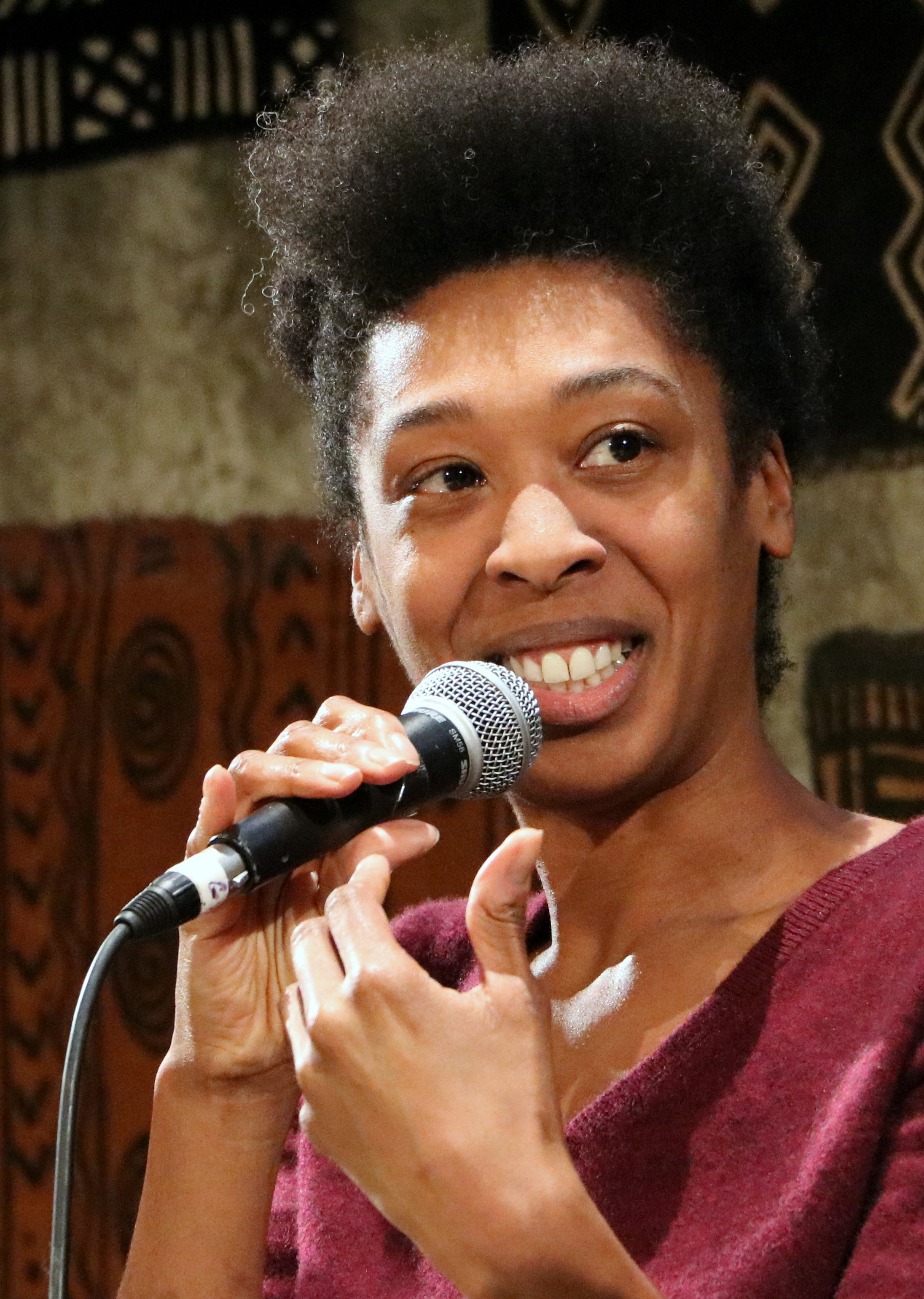
Tania de Montaigne
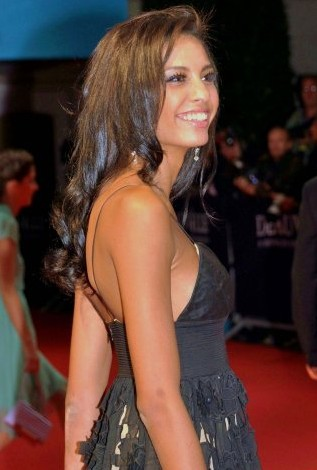
Chloé Mortaud
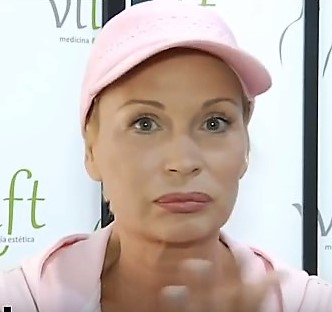
Marlène Mourreau

### N
- Éric Naulleau (2007-2011)

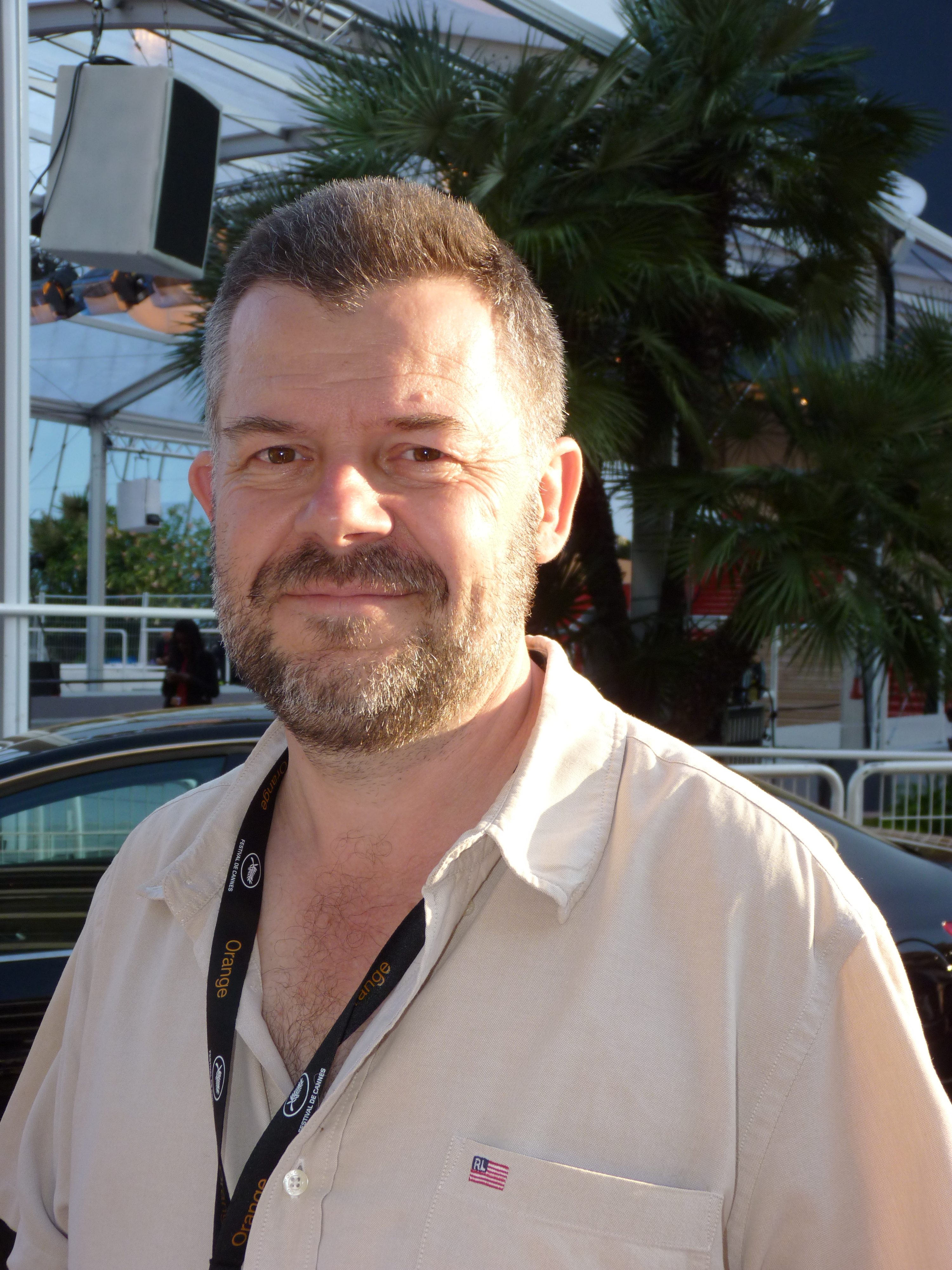
Éric Naulleau

### O
- Hector Obalk (actuel)
- Christine Ockrent (actuelle)
- Richard Orlinski (actuel)
- Marie-Pascale Osterrieth
- Ghislaine Ottenheimer

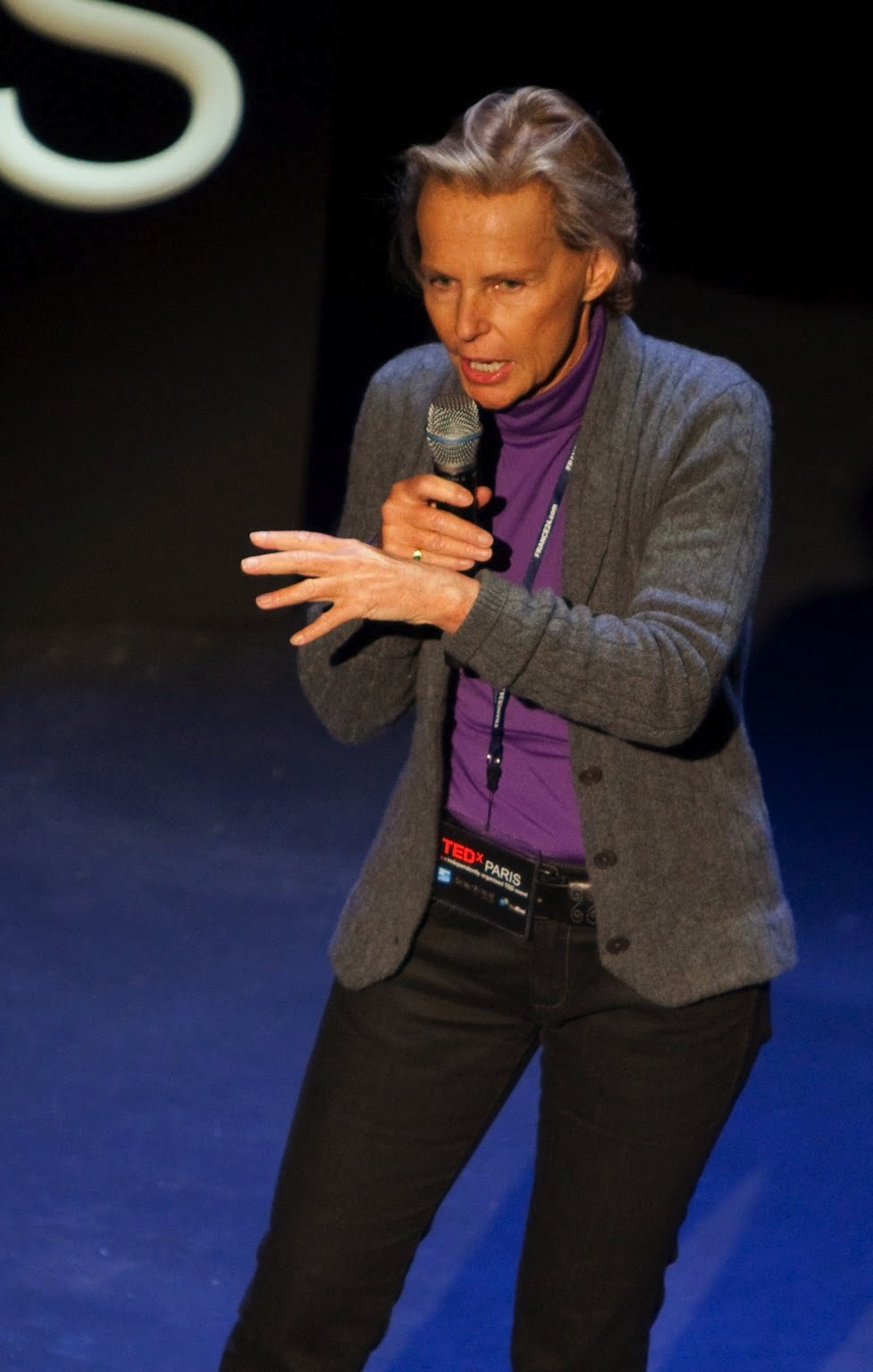
Christine Ockrent
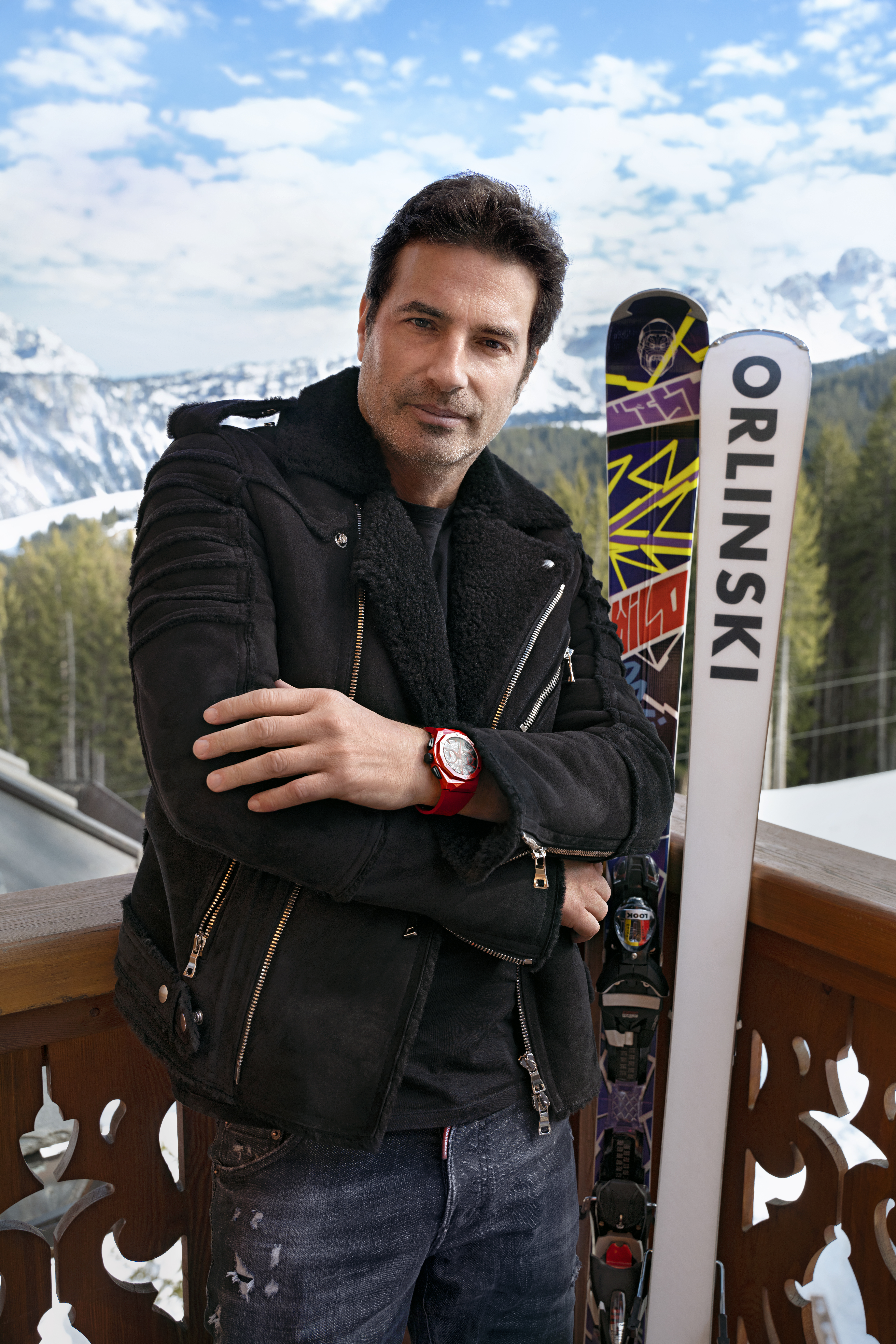
Richard Orlinski

### P
- Laurent Paganelli

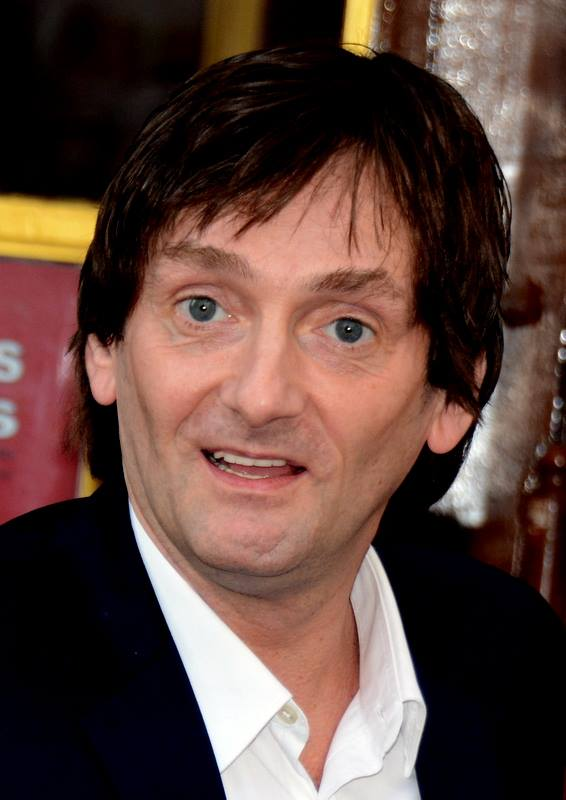
Pierre Palmade (2016-2023)
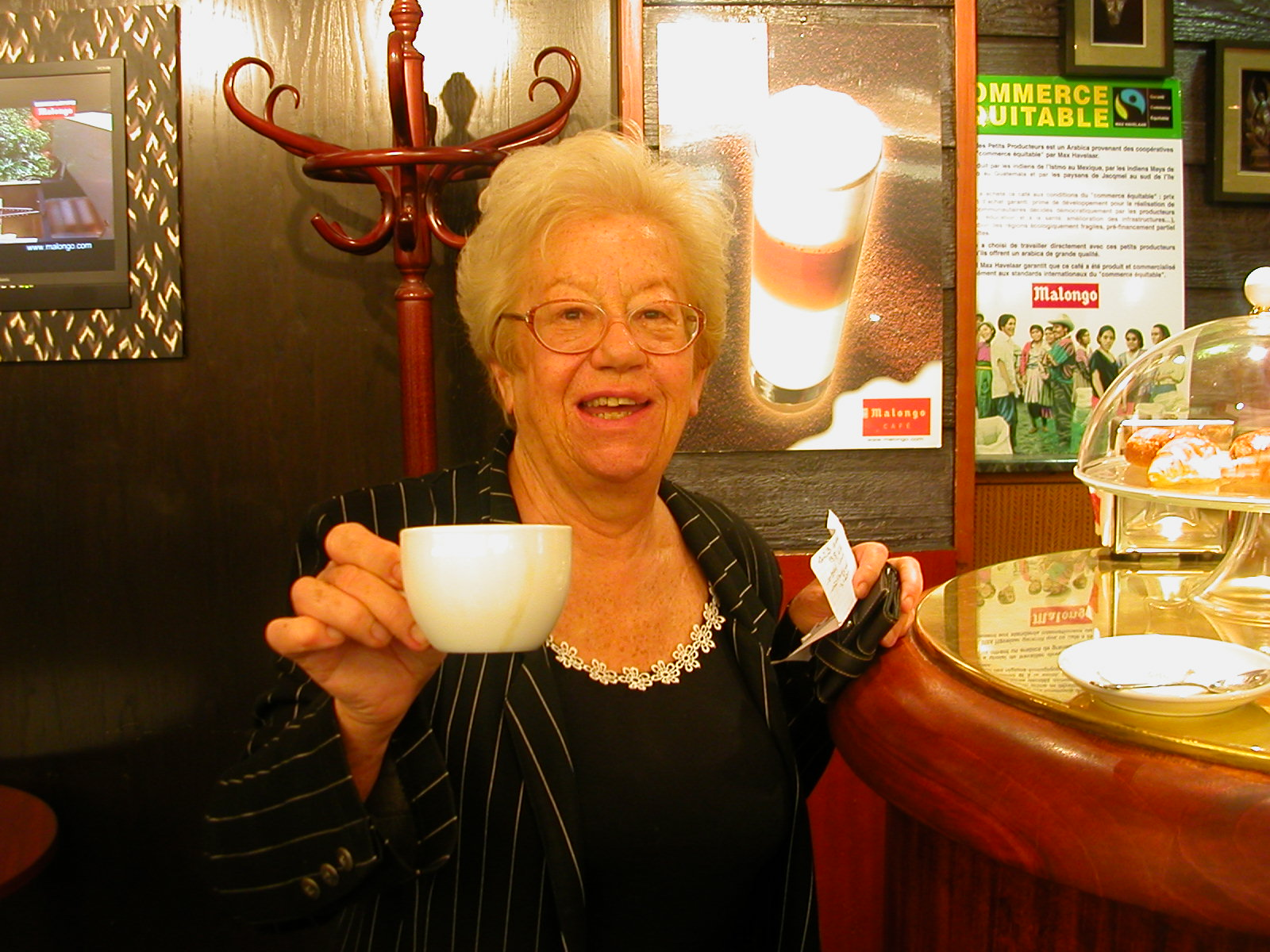
Monique Pantel (†)
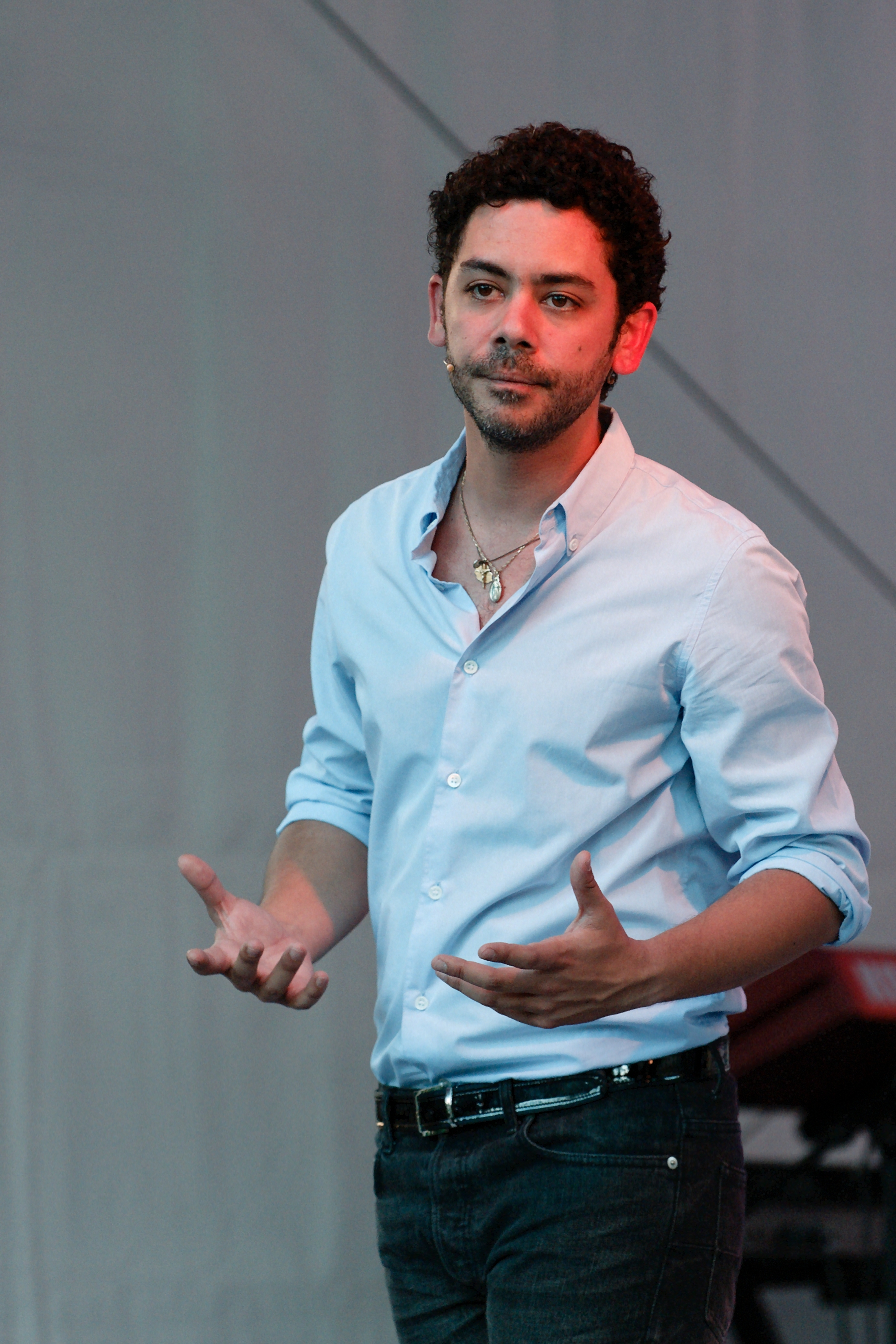
Manu Payet
- Valérie Payet
- Jean-Jacques Peroni (2014-2021)
- Nathalie Pirès
- François Pirette
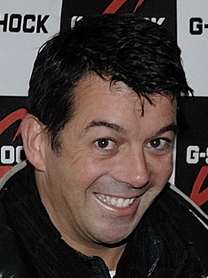
Stéphane Plaza (2016-2023)
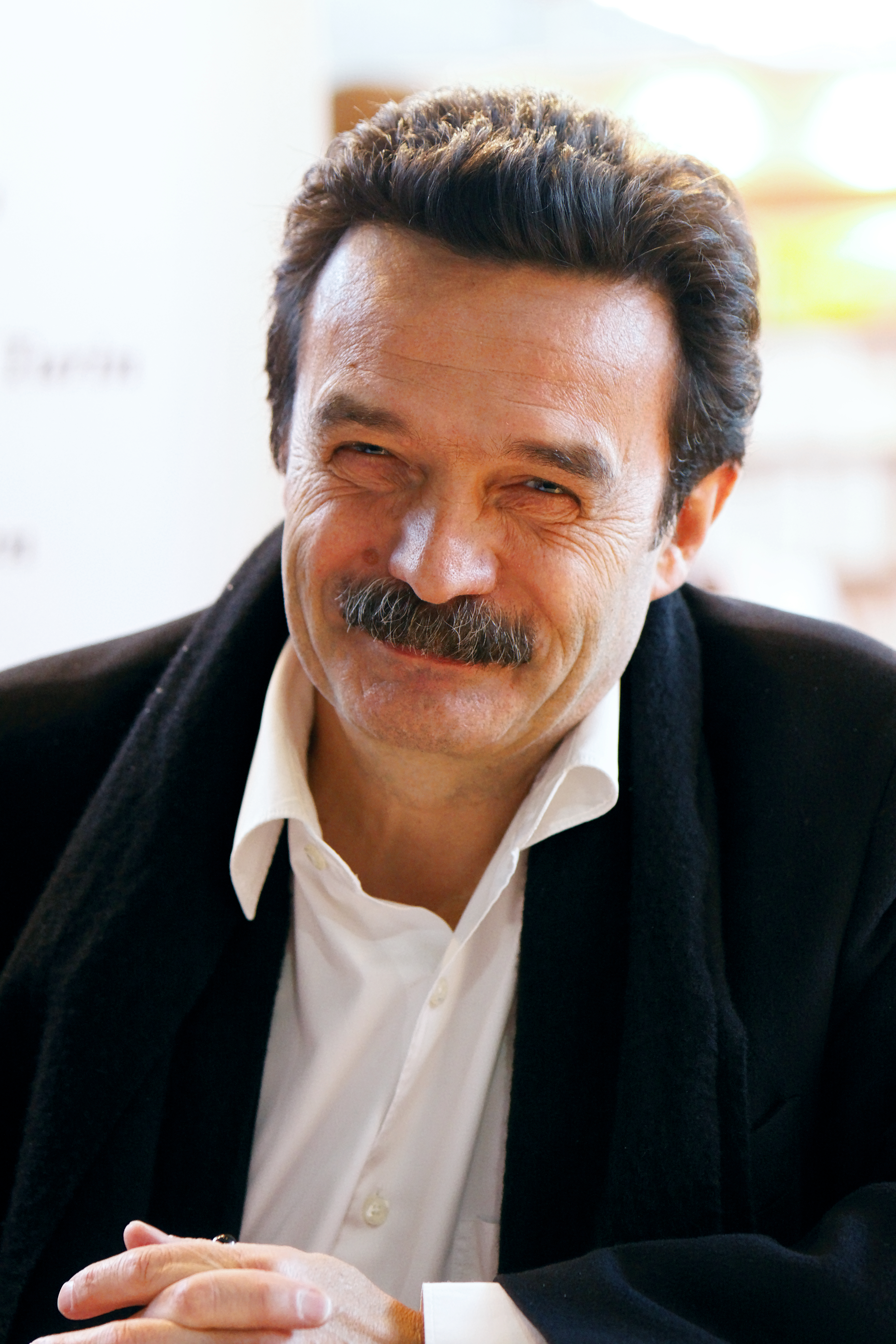
Edwy Plenel
- Stéphane Pocrain
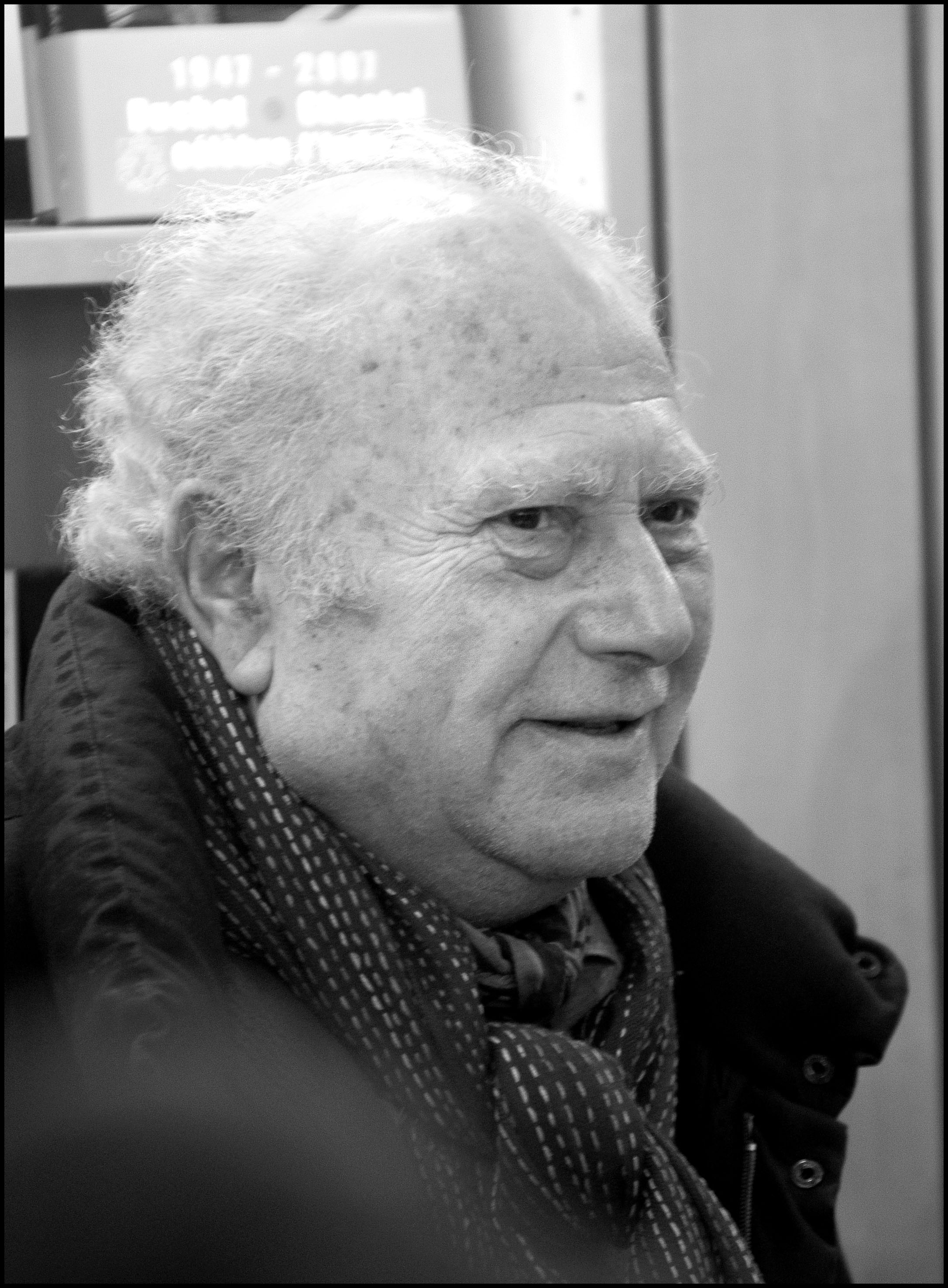
Michel Polac (†)
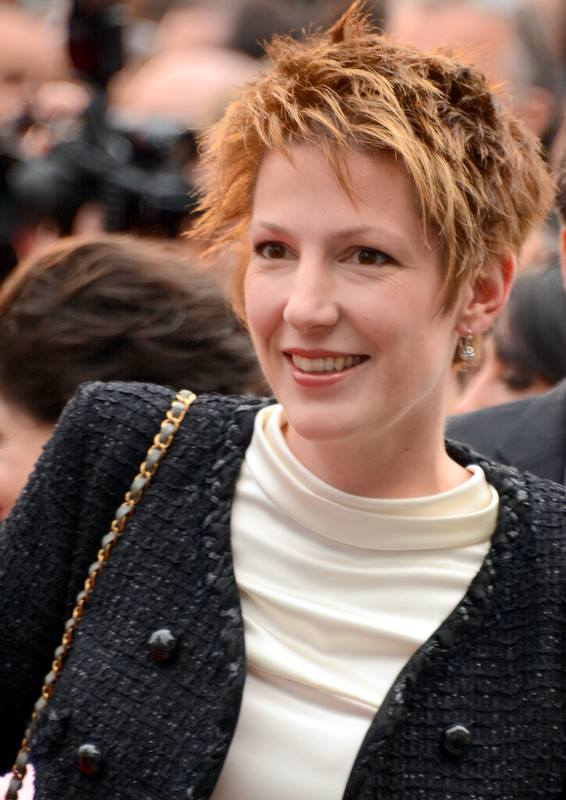
Natacha Polony (2011-2014)
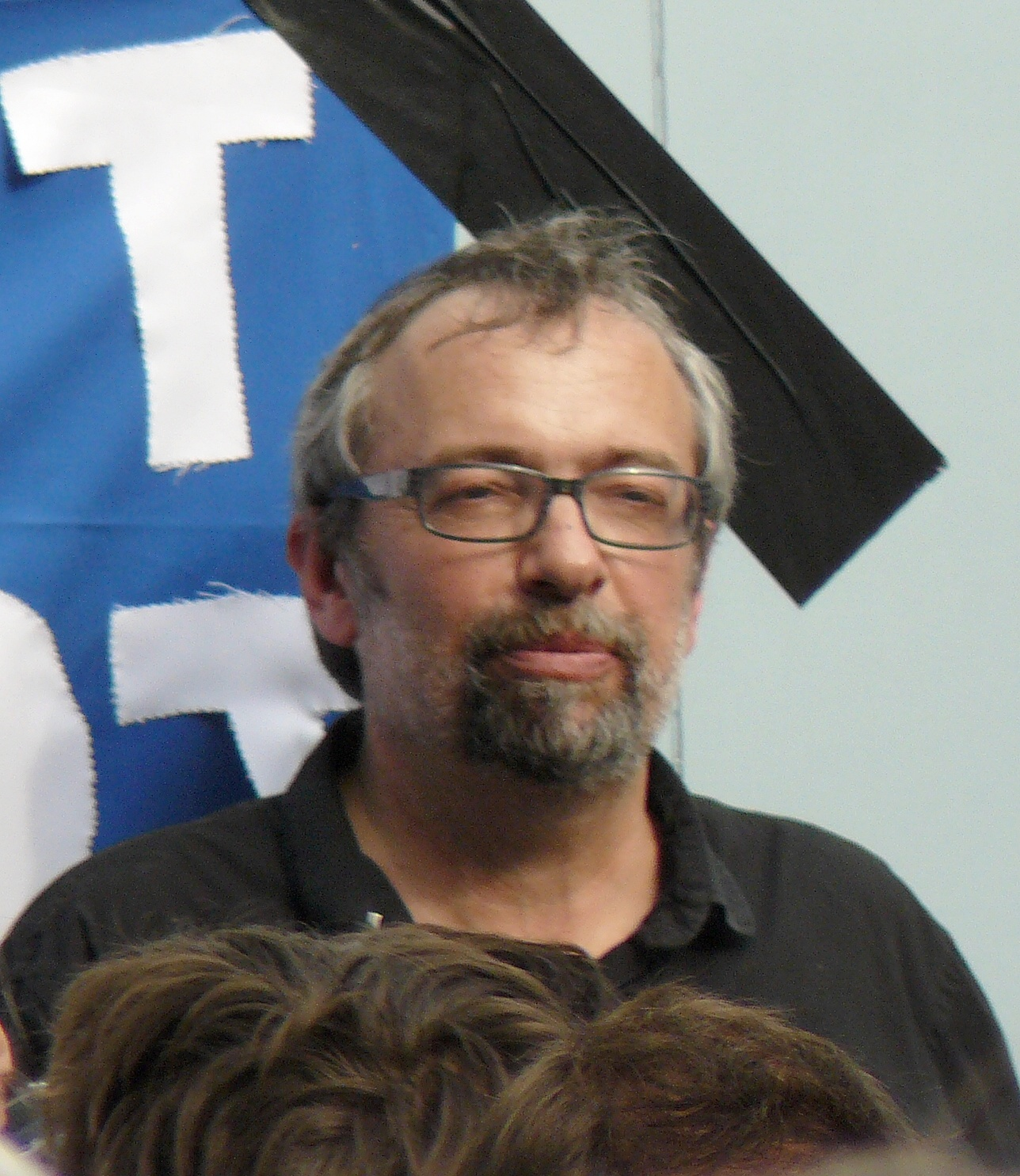
Didier Porte
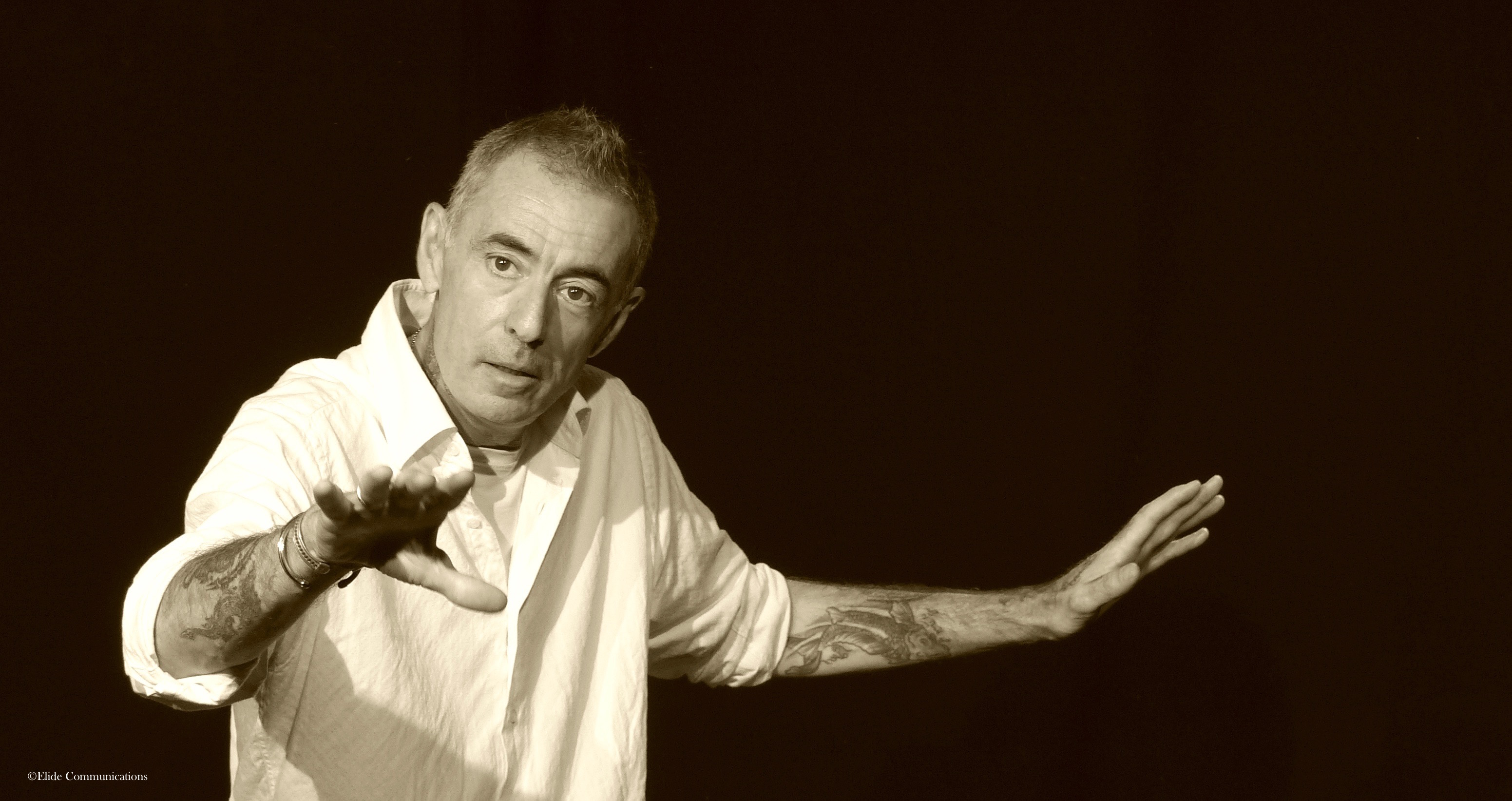
Manuel Pratt
- Gaspard Proust
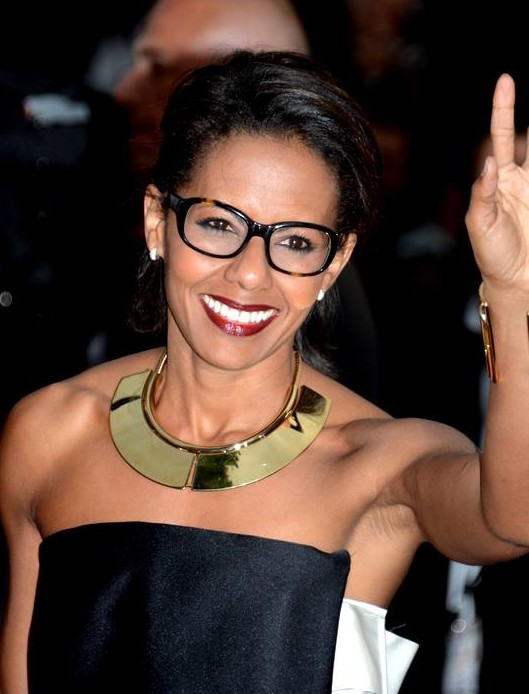
Audrey Pulvar (2011-2012)

- Pierre Palmade
- Monique Pantel
- Manu Payet
- Stéphane Plaza
- Edwy Plenel
- Michel Polac
- Natacha Polony
- Didier Porte
- Manuel Pratt
- Audrey Pulvar

### R
- Jacques Ramade (†)

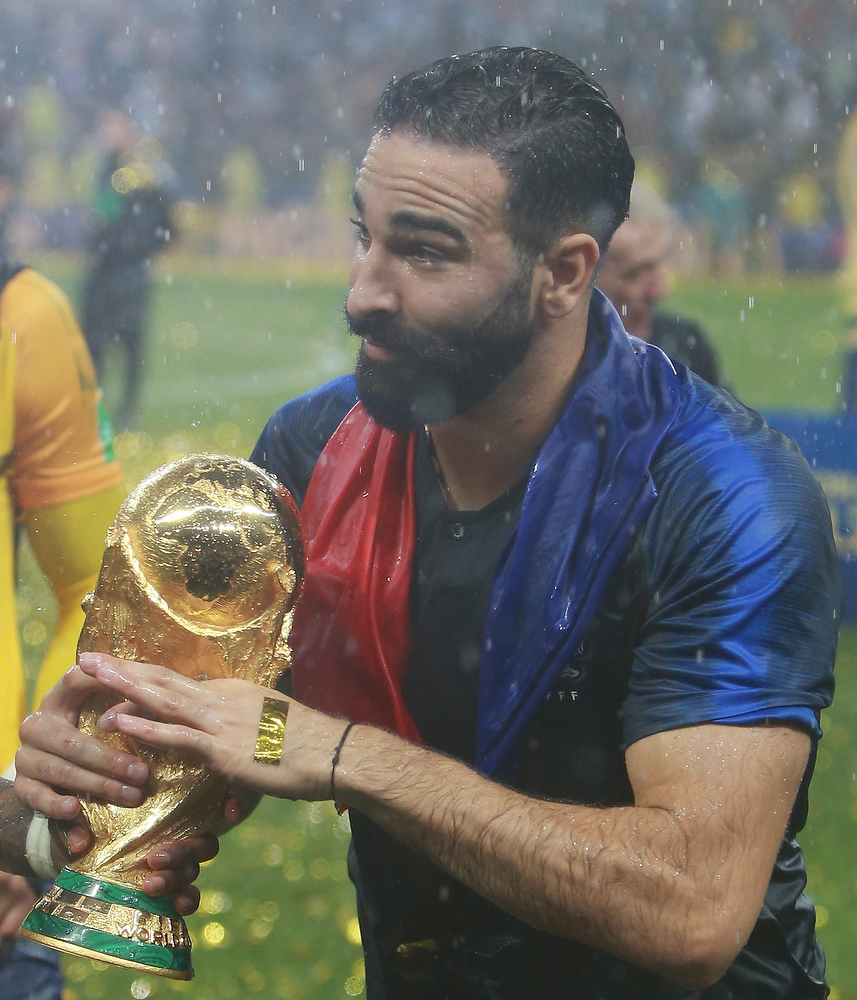
Adil Rami (actuel)
- Olivier Ranson
- Bernard Rapp (†)
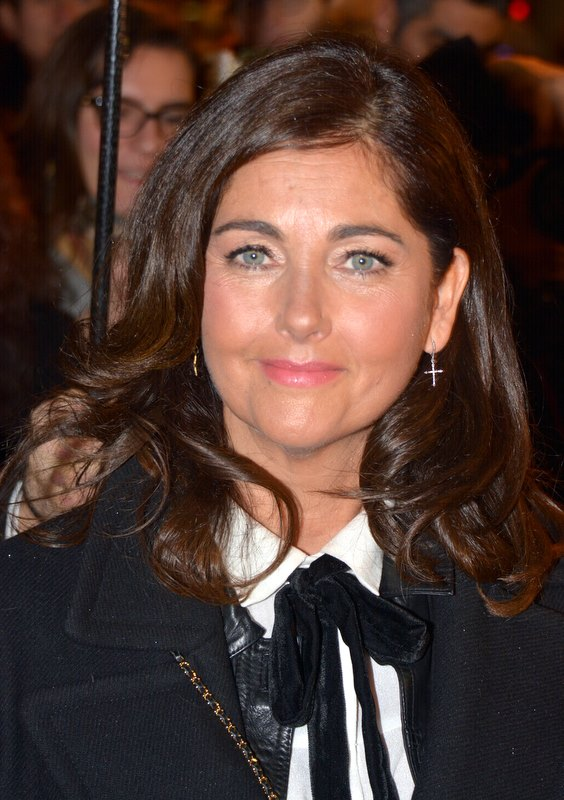
Cristiana Reali
- Serena Reinaldi
- Yann Renoard
- François Renucci (actuel)
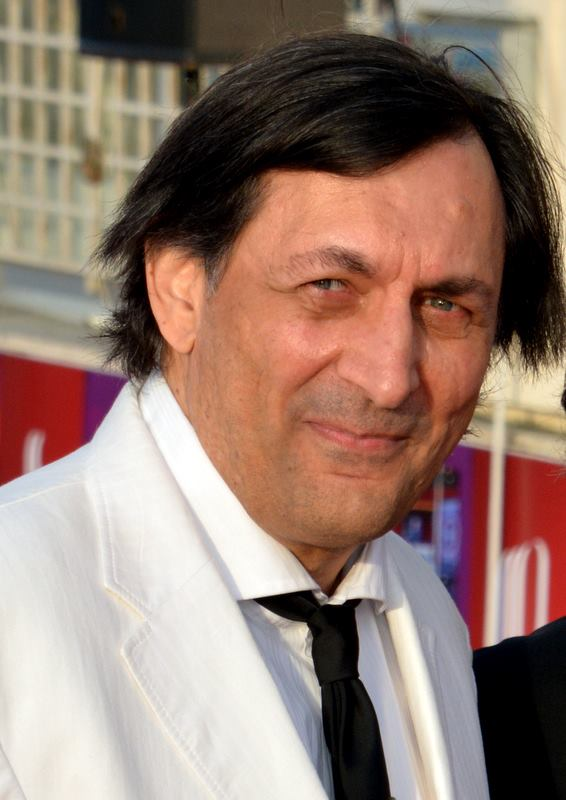
Serge Riaboukine
- Yoann Riou (2019-)
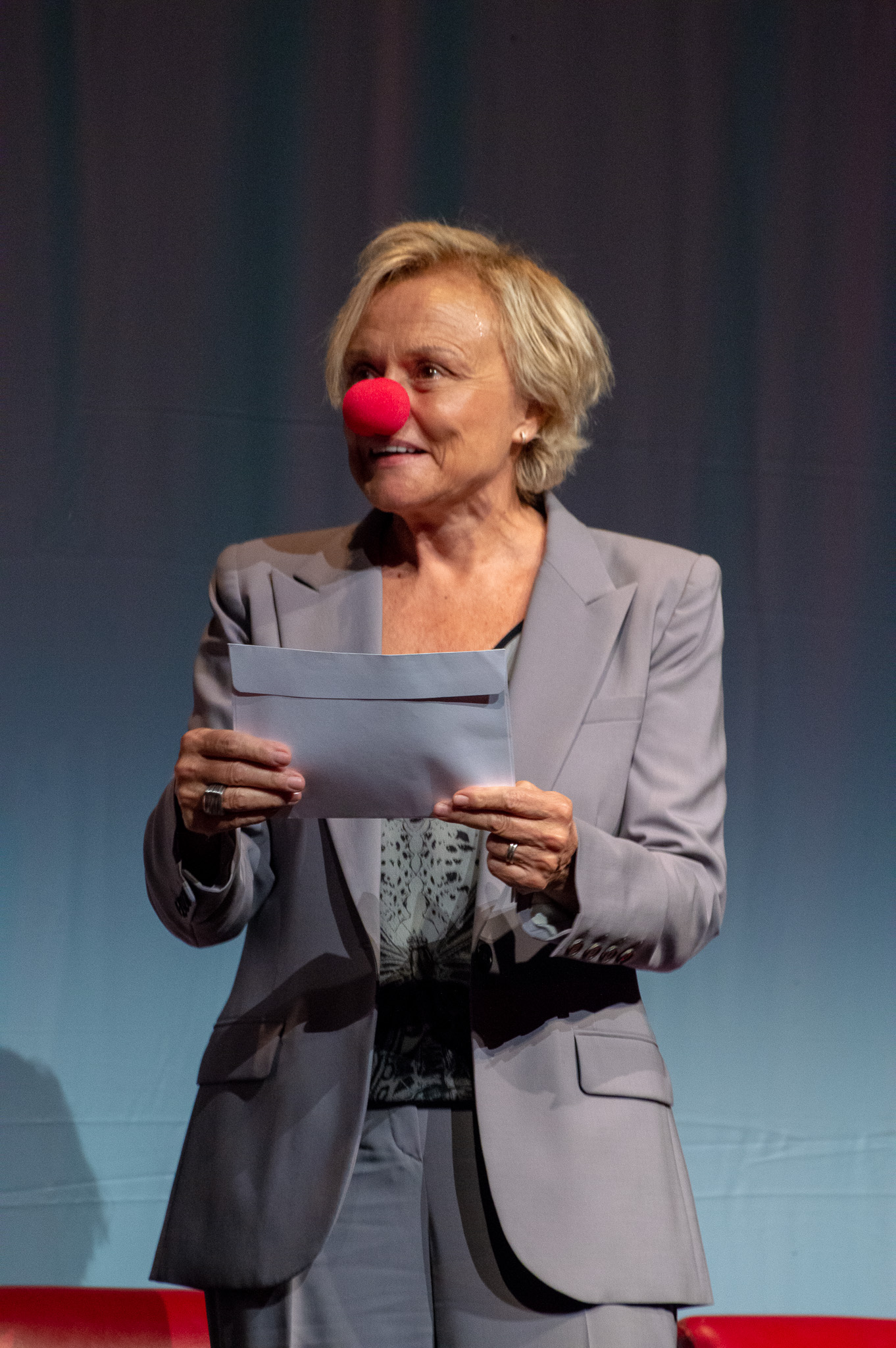
Muriel Robin (2018-2019)
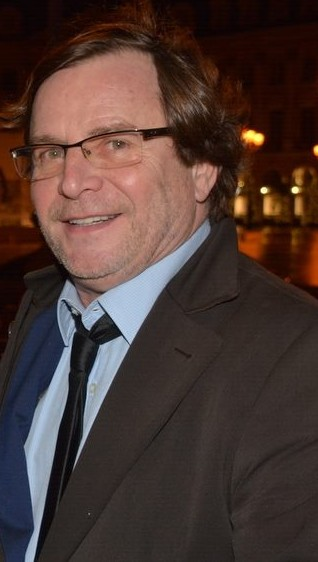
François Rollin (2016-)
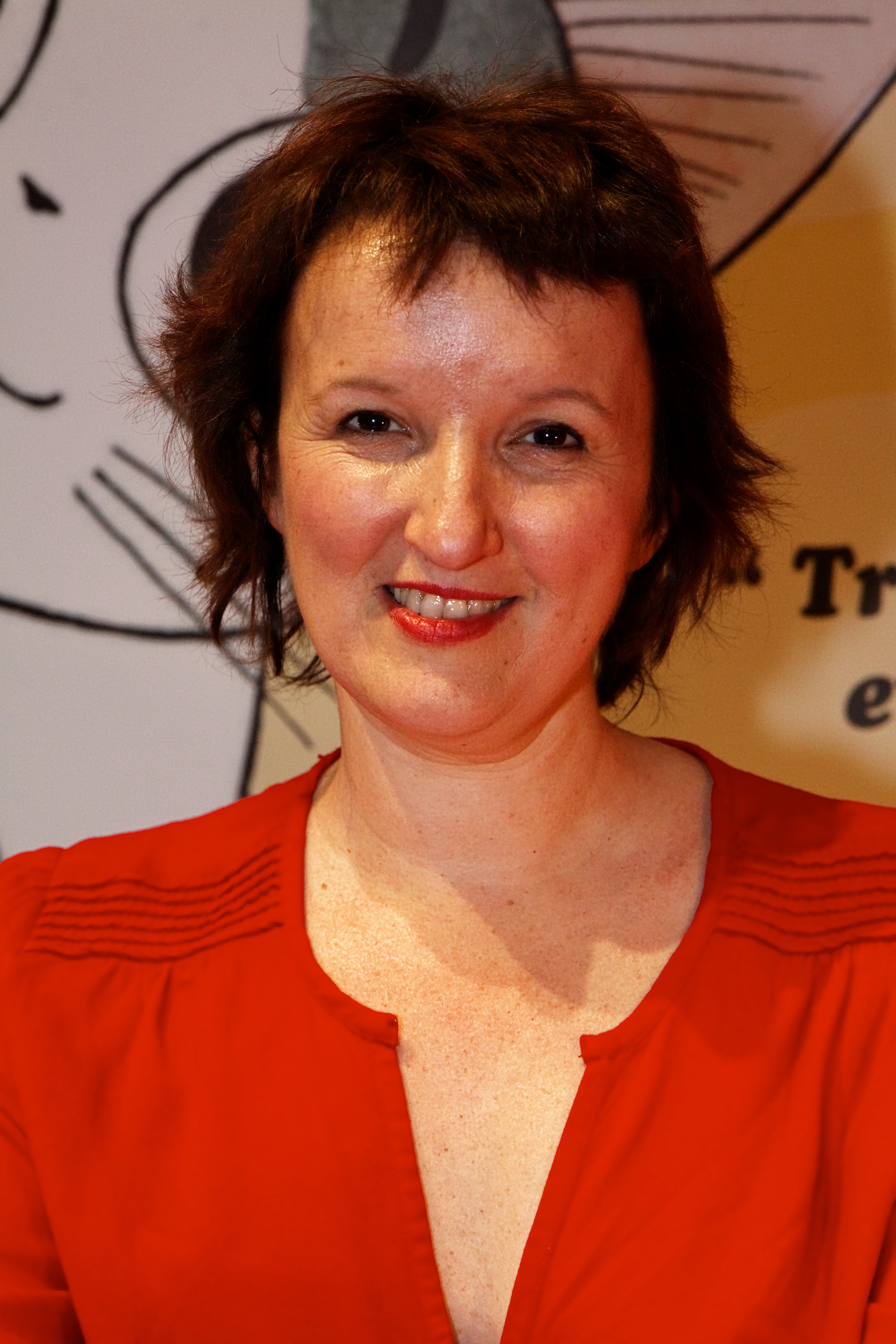
Anne Roumanoff (actuelle)
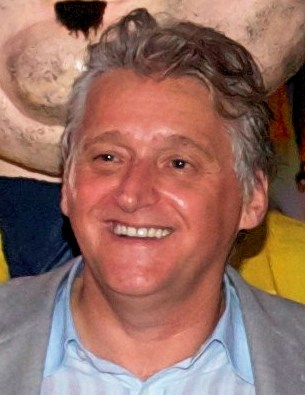
Gilbert Rozon

- Adil Rami
- Cristiana Reali
- Serge Riaboukine
- Muriel Robin
- François Rollin
- Anne Roumanoff
- Gilbert Rozon

### S

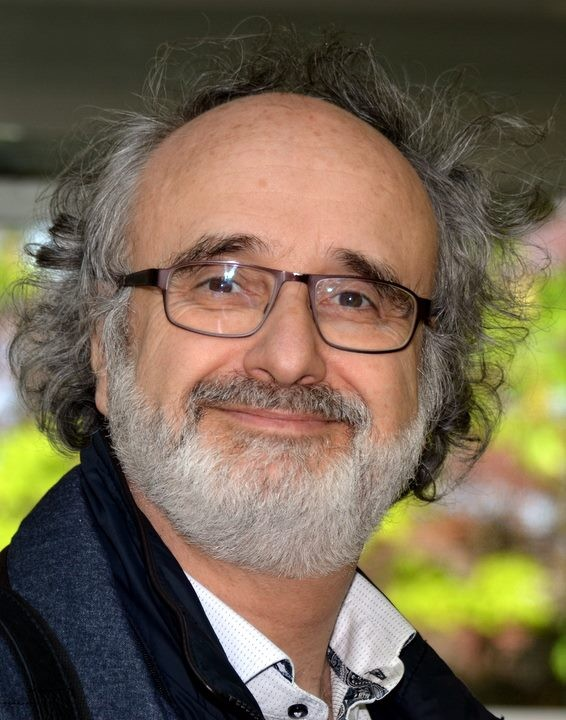
Alain Sachs
- Léa Salamé
- Claude Sarraute (†)
- Benoît Saurat
- Daniel Schick
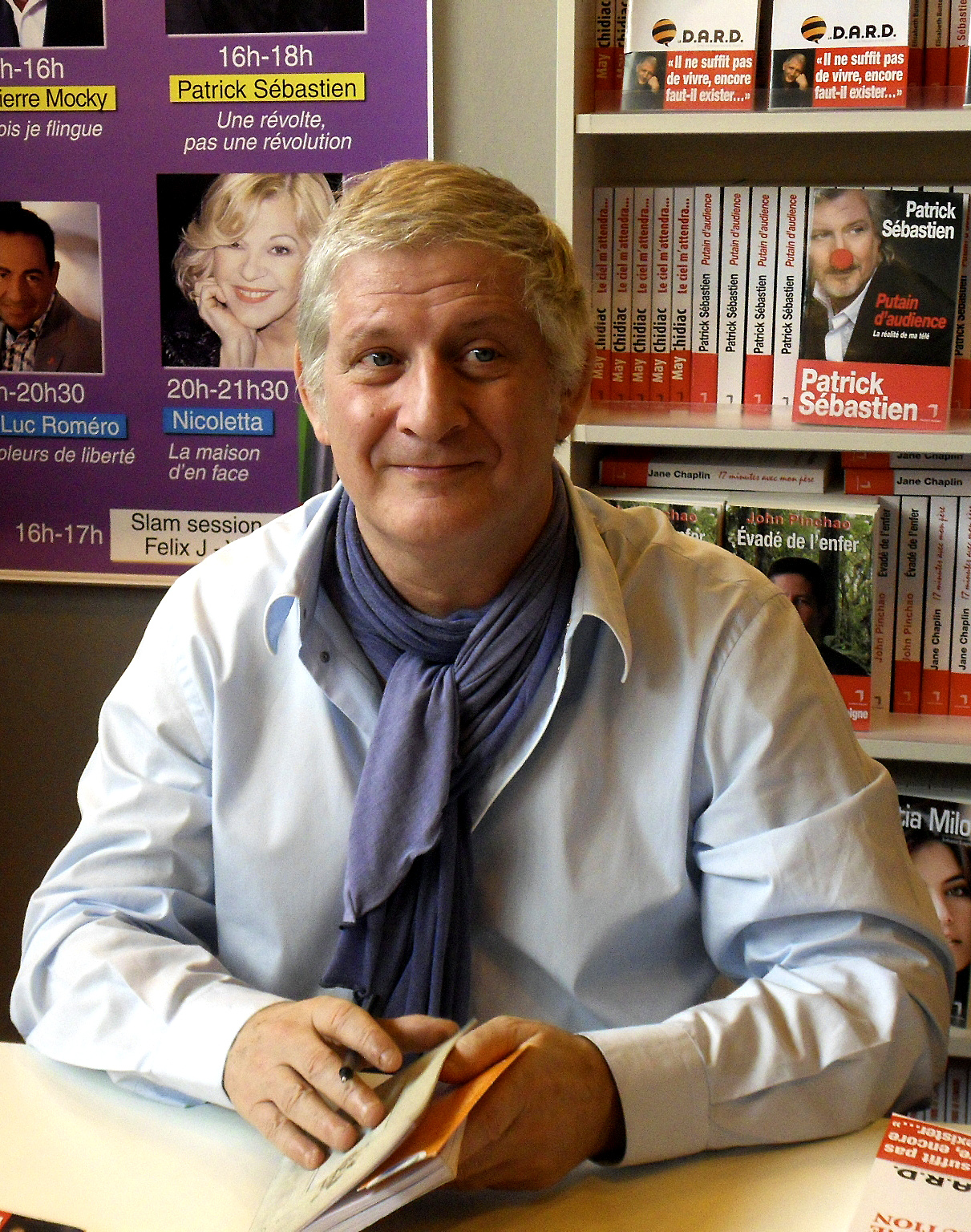
Patrick Sébastien
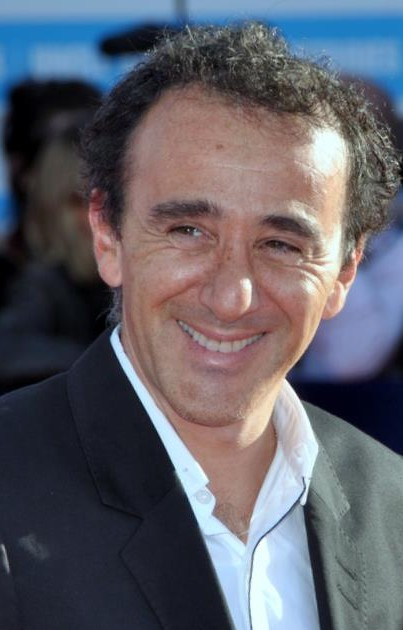
Élie Semoun (2016-)
- Marianne Sergent
- Pierre Sled
- Gyselle Soares
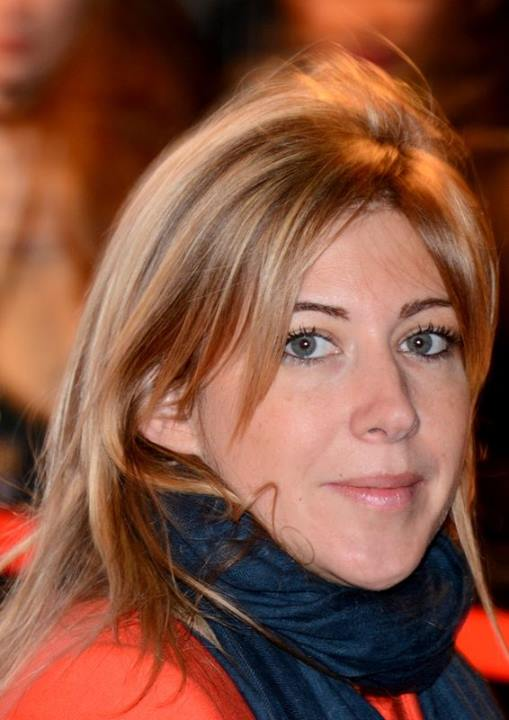
Amanda Sthers
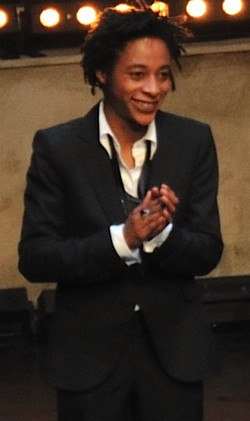
Shirley Souagnon
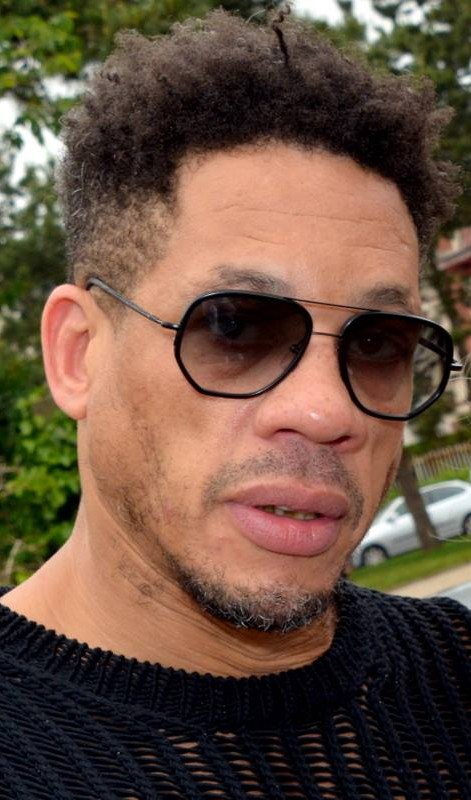
JoeyStarr

- Alain Sachs
- Patrick Sébastien
- Élie Semoun
- Amanda Sthers
- Shirley Souagnon
- JoeyStarr

### T

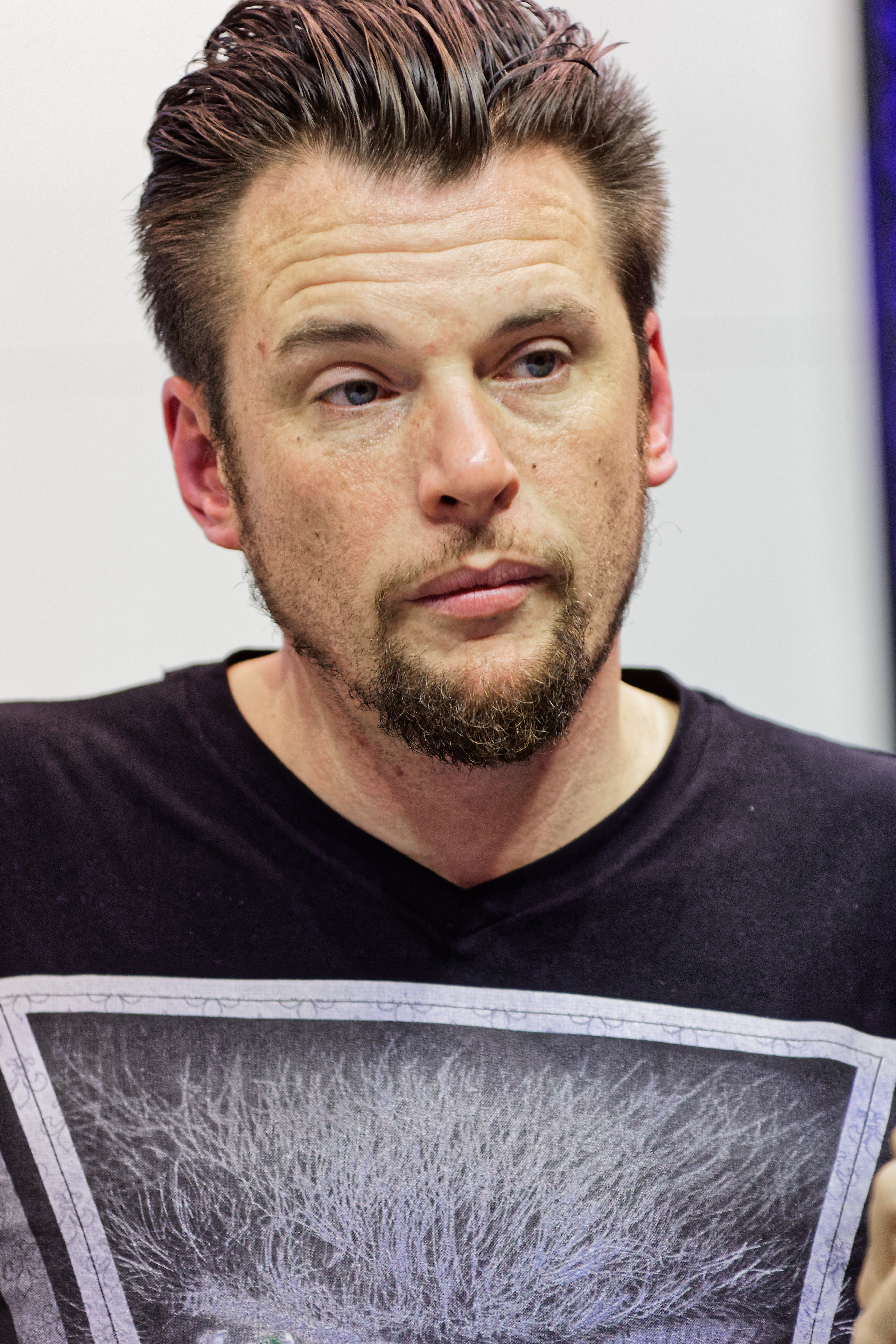
Norbert Tarayre
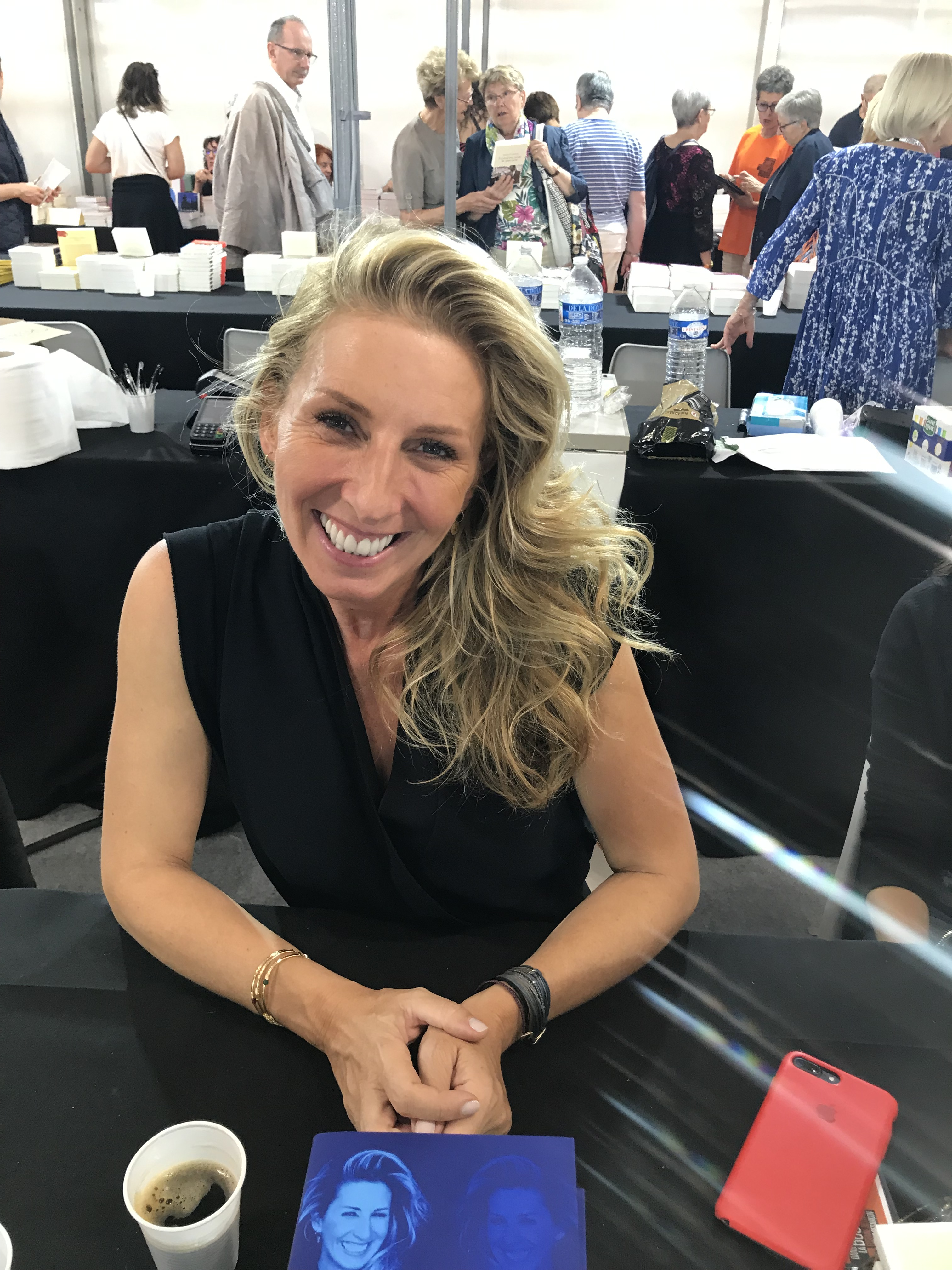
Gaël Tchakaloff (2018-)
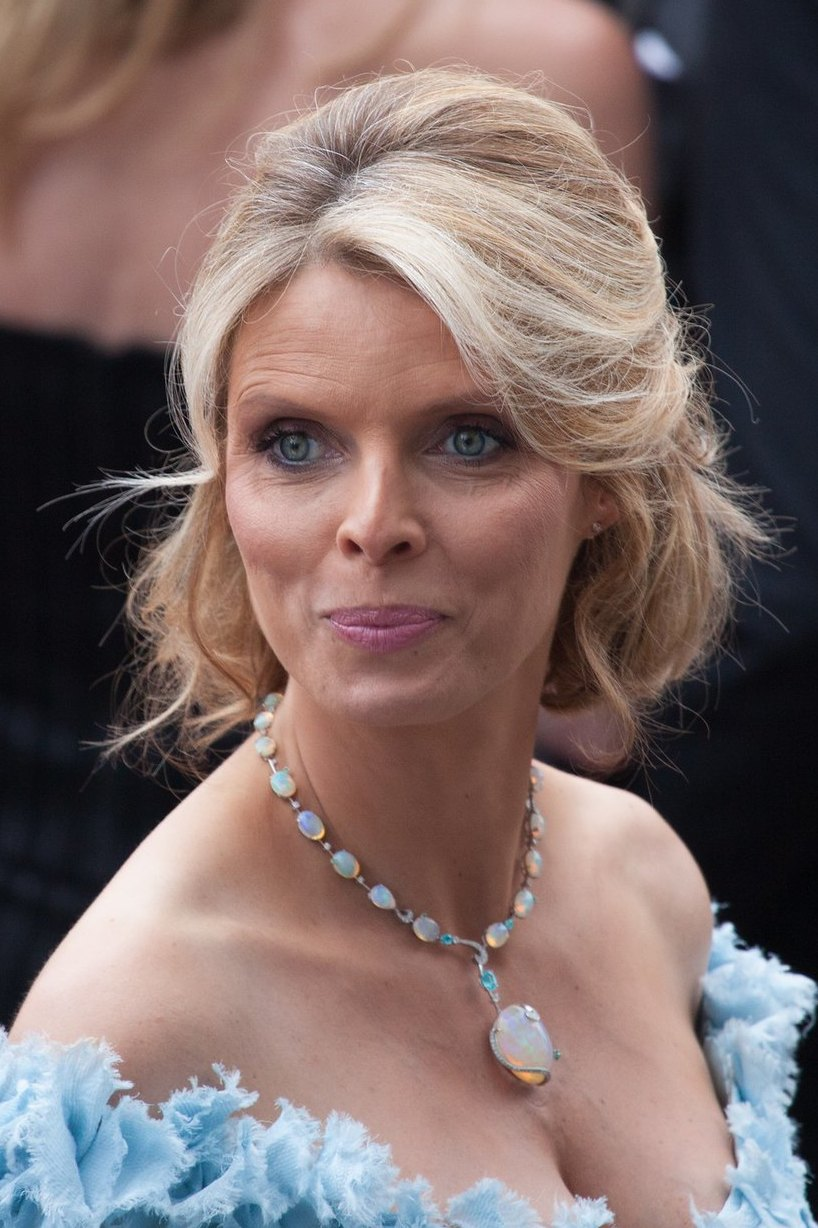
Sylvie Tellier (actuelle)
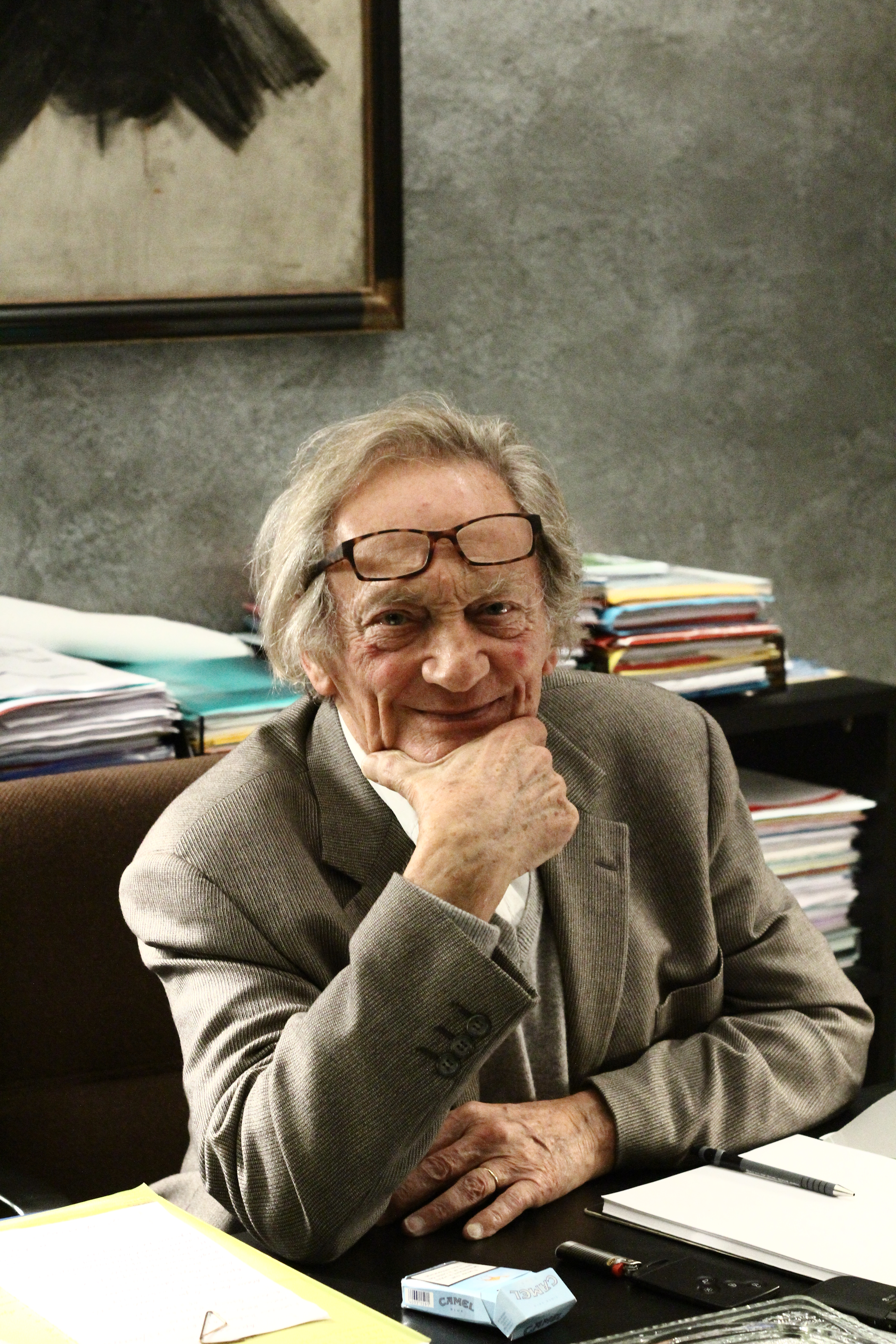
Philippe Tesson (†)
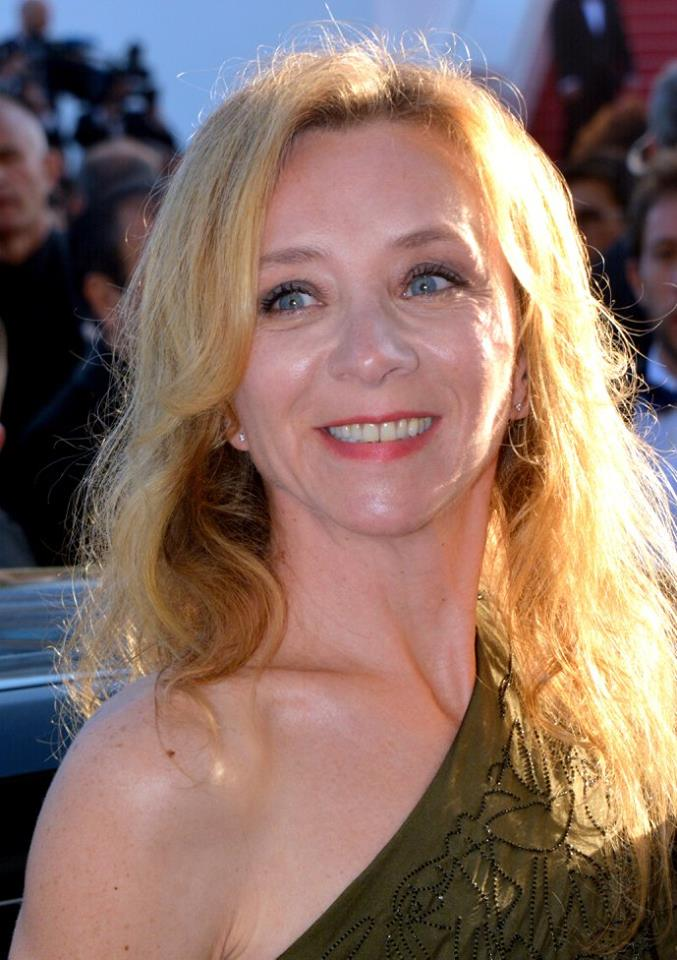
Sylvie Testud
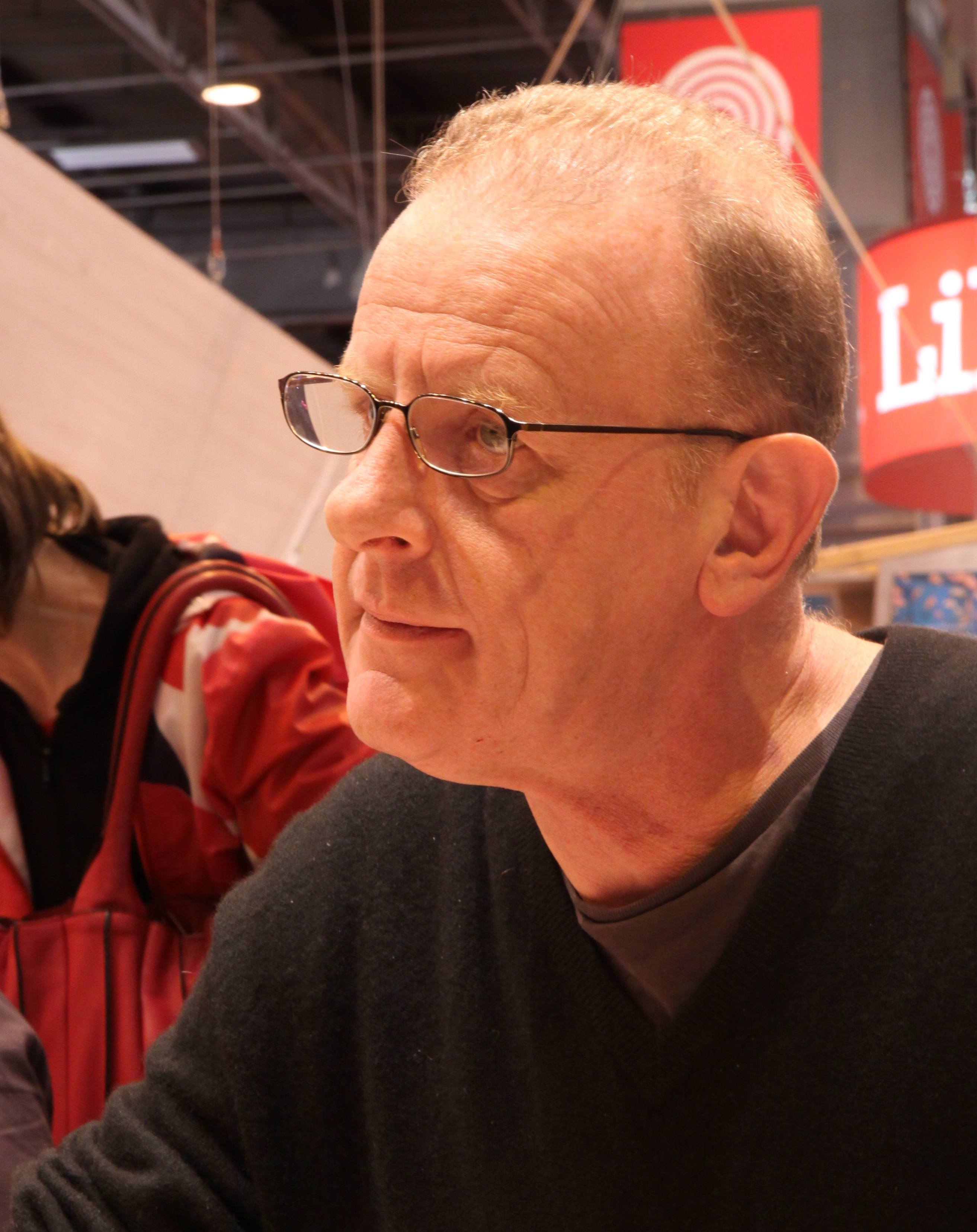
Jean Teulé (†)
- Damien Thévenot
- Laurent Thibault
- Sébastien Thoen (actuel)
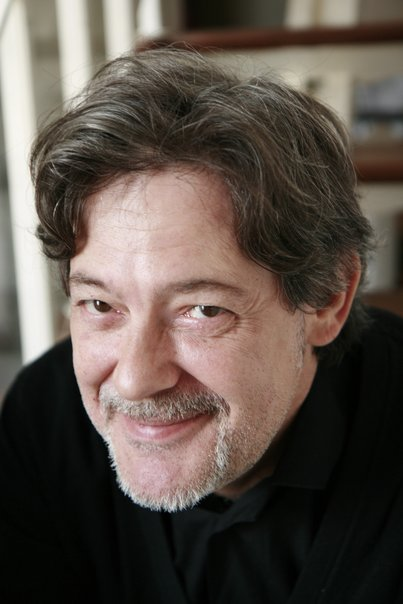
Éric Thomas
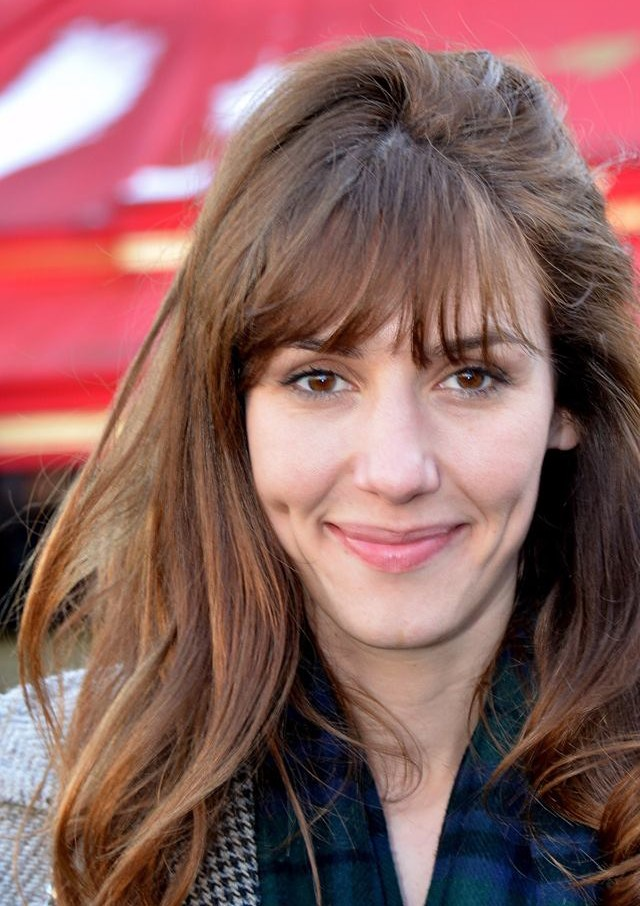
Doria Tillier
Titoff

- Titoff (2008-)
- Xavier Tribolet
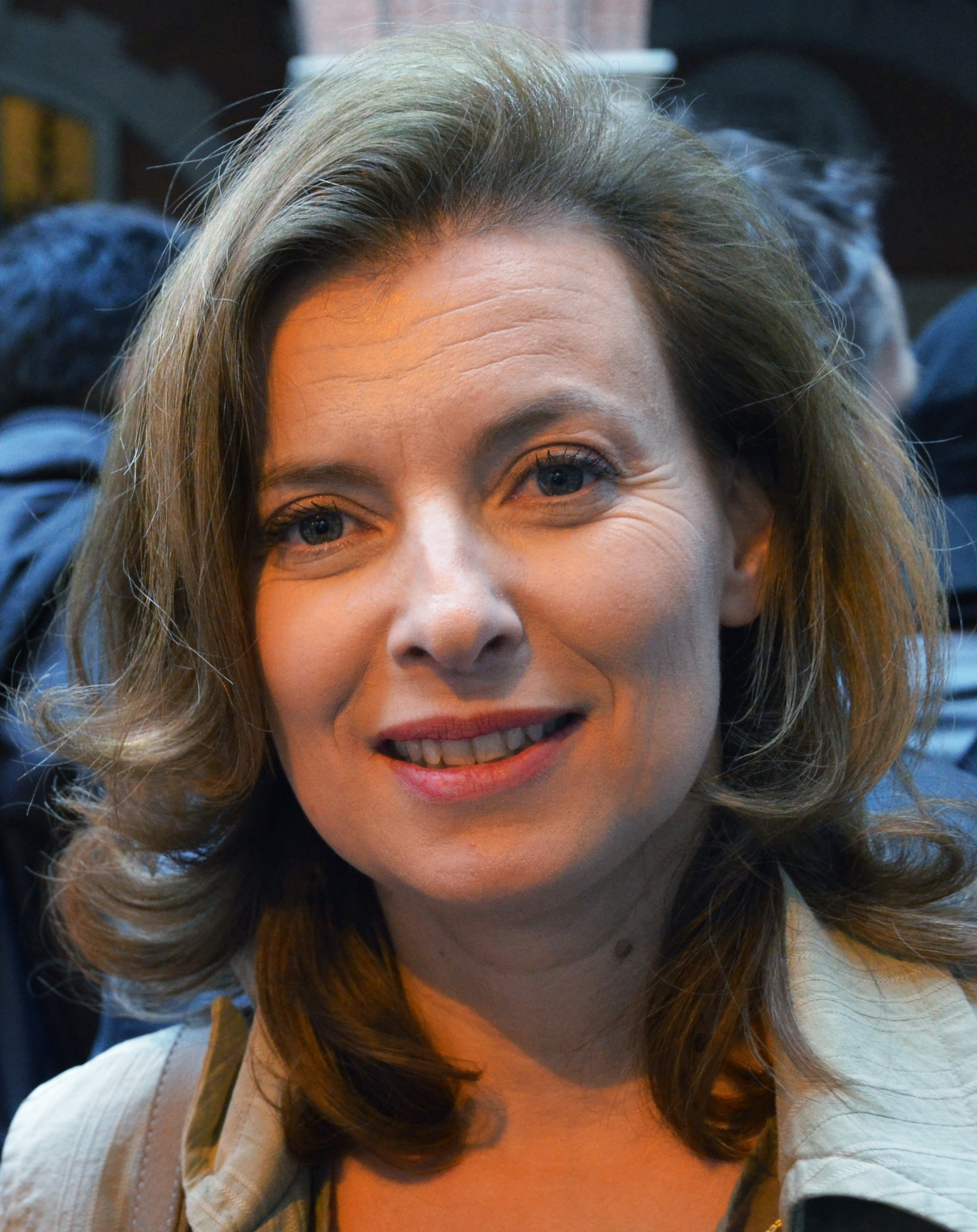
Valérie Trierweiler (actuelle)
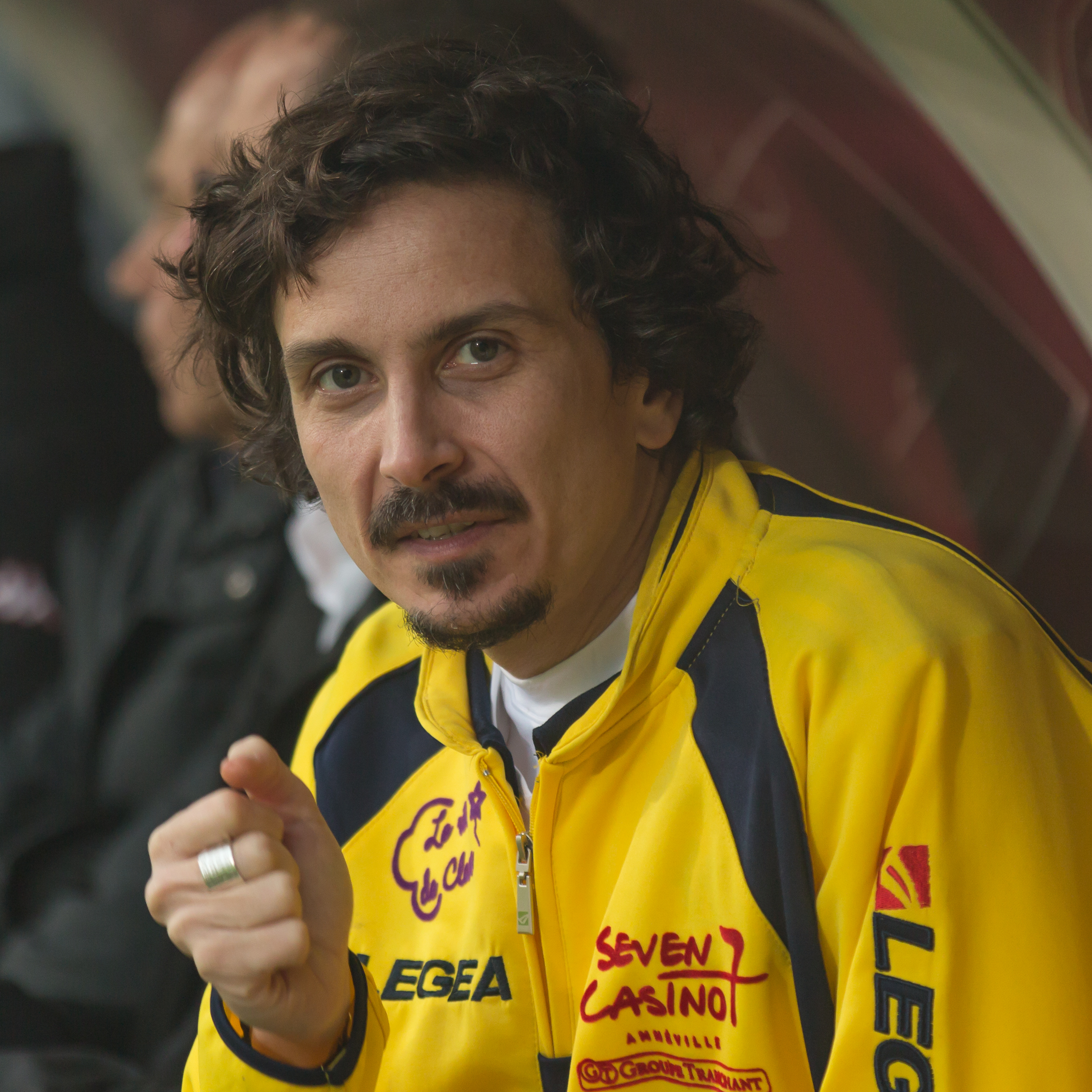
Arnaud Tsamere
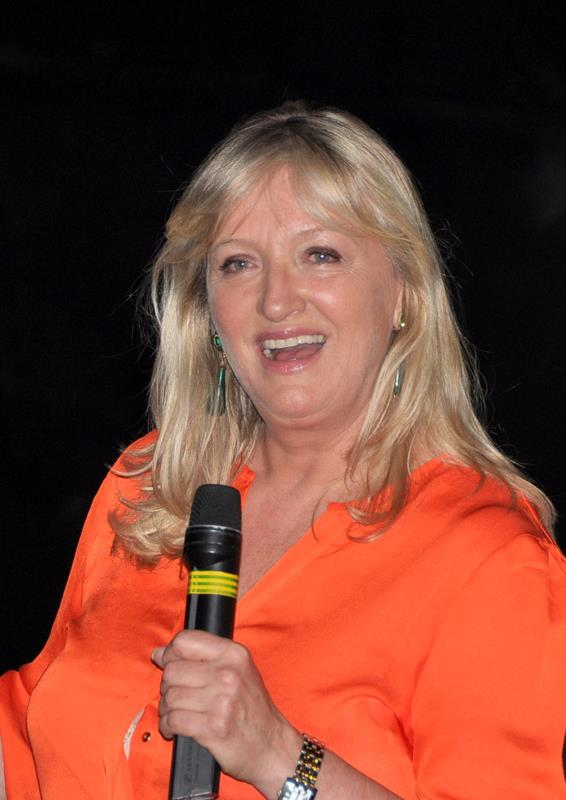
Charlotte de Turckheim

- Norbert Tarayre
- Gaël Tchakaloff
- Sylvie Tellier
- Philippe Tesson
- Sylvie Testud
- Jean Teulé
- Éric Thomas
- Doria Tillier
- Titoff
- Valérie Trierweiler
- Arnaud Tsamere
- Charlotte de Turckheim

### V

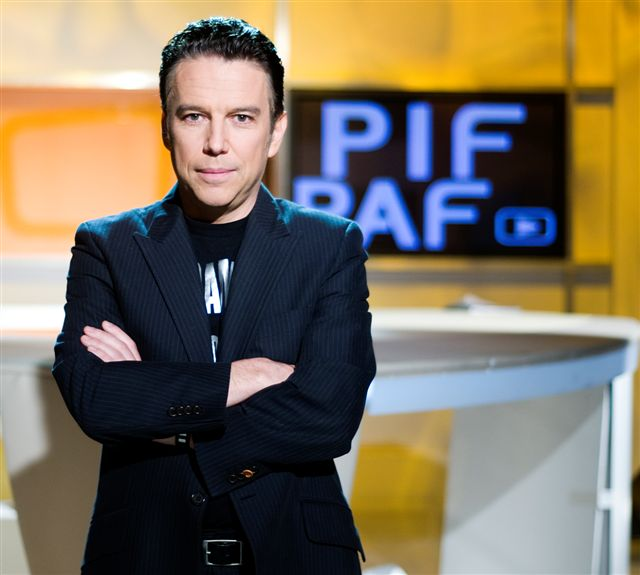
Philippe Vandel
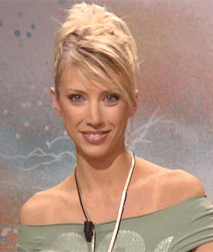
Ginie Van de Noort
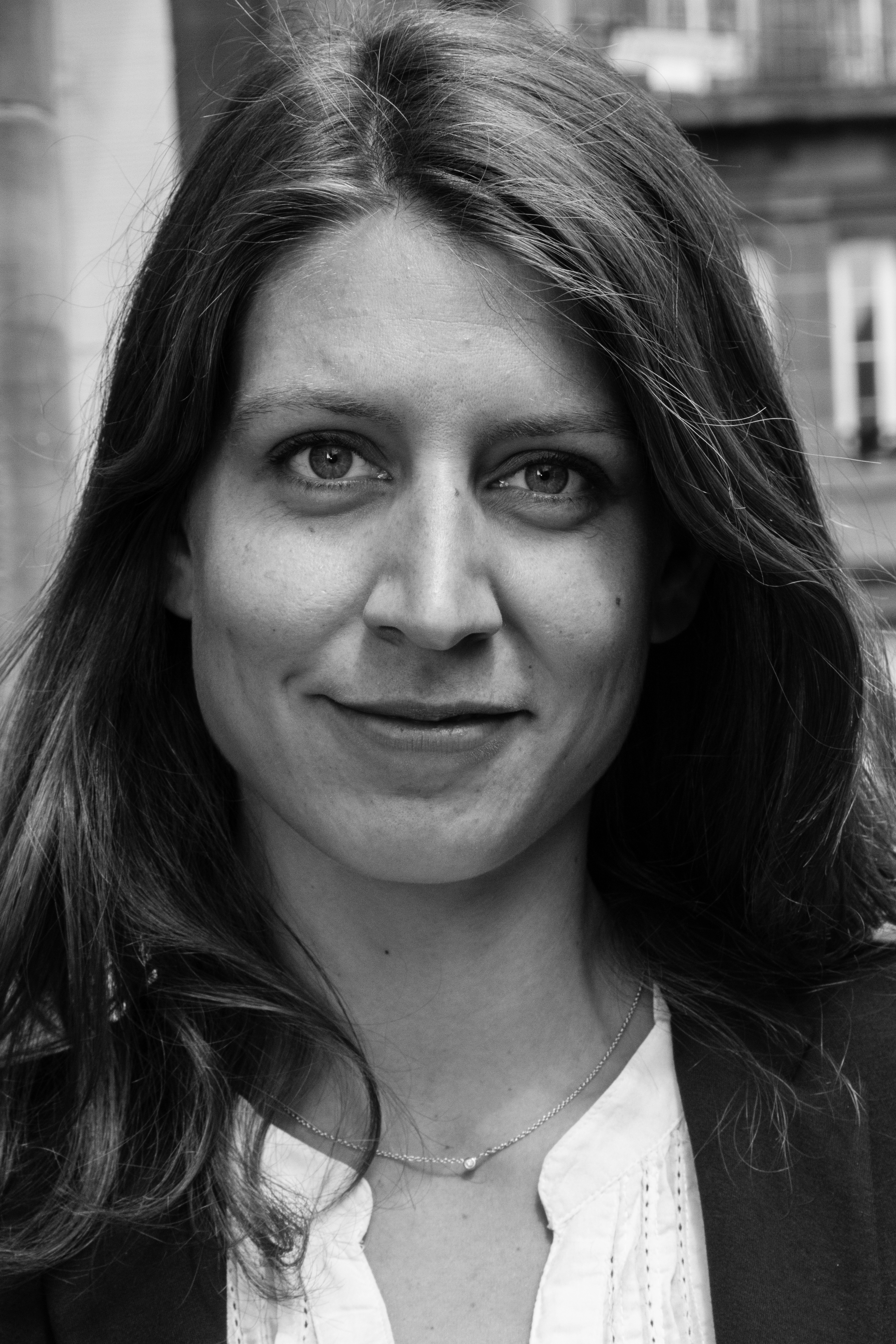
Adèle Van Reeth
- Jean-Jacques Vanier
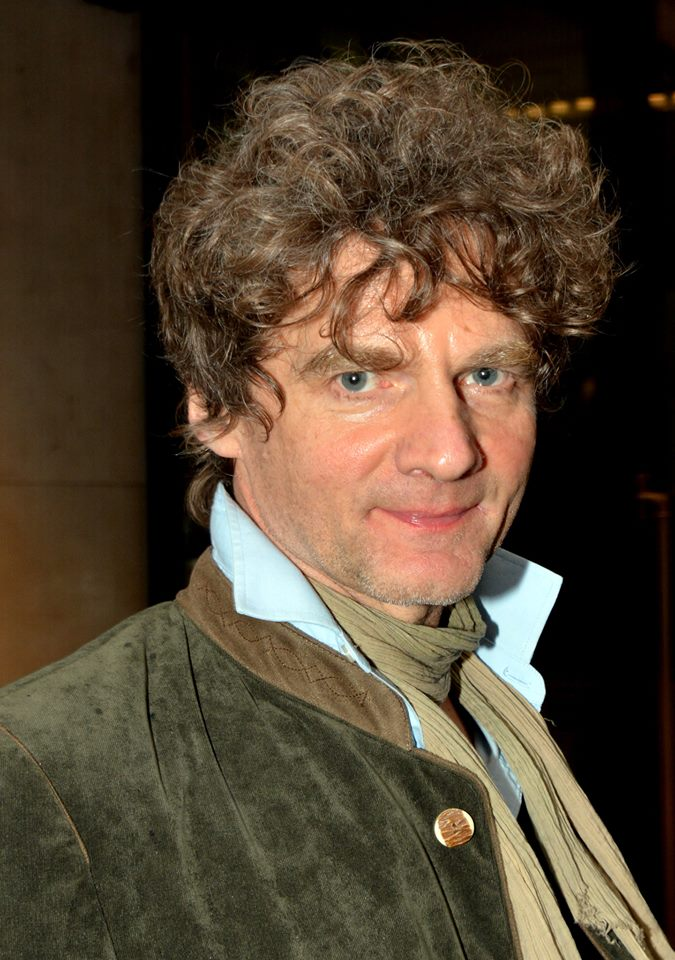
Nicolas Vaude
- Timothée Vienne
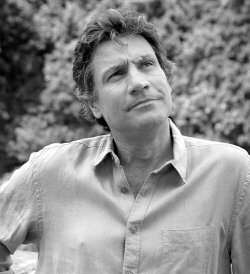
Laurent Violet (†)
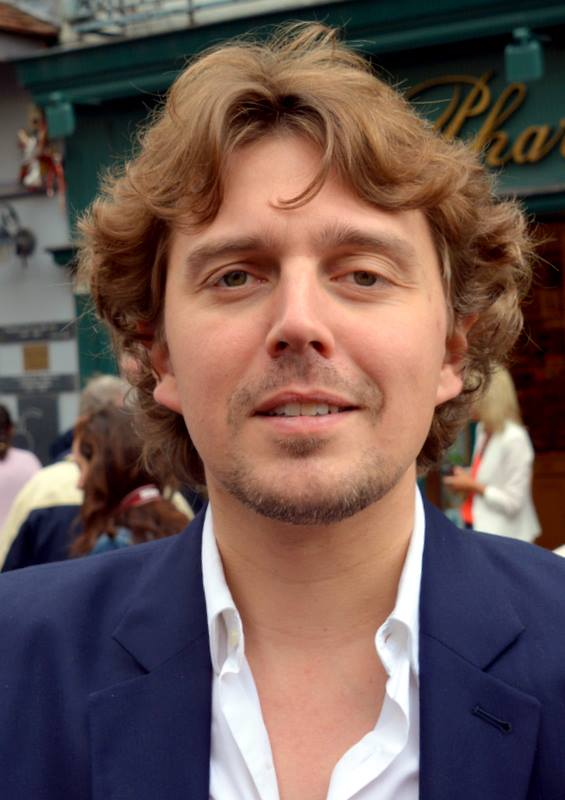
Alex Vizorek (actuel)

- Philippe Vandel
- Ginie Van de Noort
- Adèle Van Reeth
- Nicolas Vaude
- Laurent Violet
- Alex Vizorek

### W
- Paul Wermus (†)

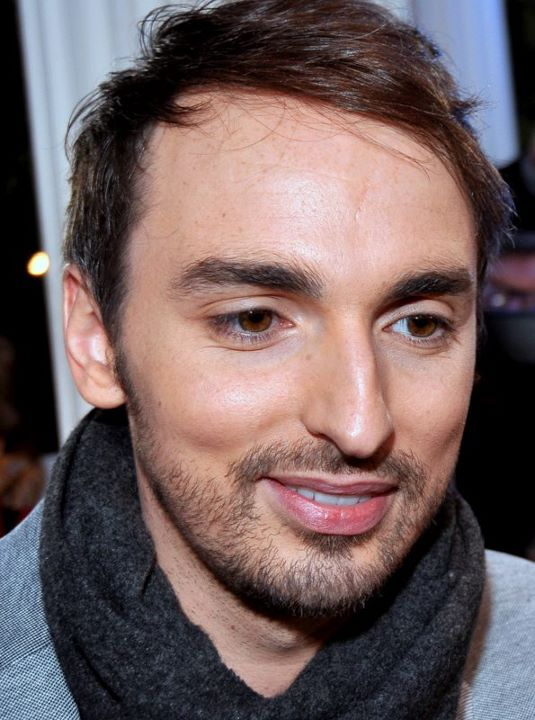
Christophe Willem
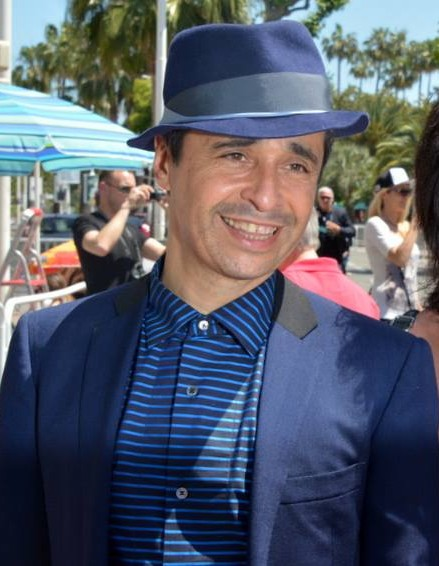
Ariel Wizman (actuel)

- Christophe Willem
- Ariel Wizman

### X
- Françoise Xenakis (†)

### Y
- Jean Yanne (†)

### Z
- Roger Zabel
- Éric Zemmour (2006-2011)

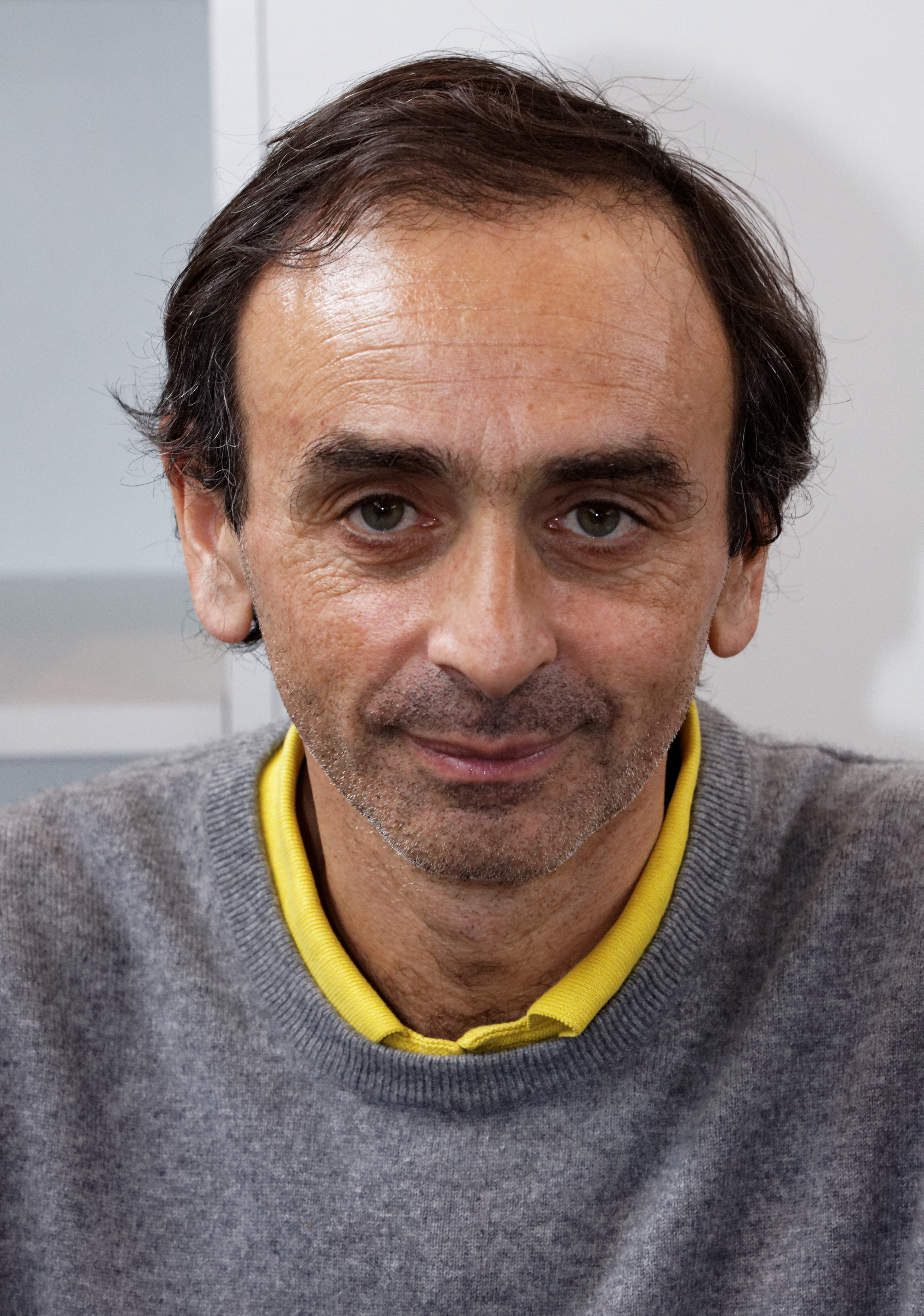
Éric Zemmour